# Risultati sportivi della Lancia Appia
La "carriera" dell'Appia Zagato incomincia nel maggio 1957: in data 4 maggio, la C.S.A.I. (Commissione Sportiva Automobilistica Italiana) "omologa" infatti nella categoria "Gran Turismo" le Appia con carrozzeria speciale, giusto in tempo per poter consentir loro di partecipare alla Mille Miglia in calendario nei giorni 11-12 maggio.
Nei nove anni compresi tra il 1957 e il 1965, l'Appia - con i modelli sportivi Zagato - ottiene 10 titoli italiani. Per la verità i titoli avrebbero dovuto essere 11, ma uno - nel 1958 - è stato assegnato al secondo classificato (Carlo Coppo, Fiat 1100-103 Zagato) a causa di un cavillo regolamentare in base al quale Elio Zagato - vincitore sul campo - non avrebbe potuto disputare la seconda parte della stagione per una "incompatibilità" con la nomina - avvenuta a metà anno - a "membro effettivo dell'A.N.F.I.A.A. (Associazione Nazionale fra le industrie automobilistiche e affini).
Ecco dunque la tabella con il dettaglio dei 10 titoli italiani conseguiti ufficialmente:
| Titoli italiani vinti da piloti al volante di vetture Lancia Appia (Zagato) | Titoli italiani vinti da piloti al volante di vetture Lancia Appia (Zagato) | Titoli italiani vinti da piloti al volante di vetture Lancia Appia (Zagato) |
| --------------------------------------------------------------------------- | --------------------------------------------------------------------------- | --------------------------------------------------------------------------- |
| Anni                                                                        | Campionato                                                                  | Pilota                                                                      |
| 1957                                                                        | Categoria Gran Turismo, classe 751–1100 cm³                                 | Anselmi Enrico                                                              |
| 1959                                                                        | Categoria Gran Turismo, classe 751–1100 cm³                                 | Kerschbaumer Giovanni                                                       |
| 1959                                                                        | Campionato della Montagna Categoria Gran Turismo, classe 751–1100 cm³       | Agostini Enrico                                                             |
| 1960                                                                        | Categoria Gran Turismo, classe 851–1150 cm³                                 | Demetz Herbert                                                              |
| 1961                                                                        | Categoria Gran Turismo, classe 1001–1150 cm³                                | Fiorio Cesare                                                               |
| 1962                                                                        | Categoria Gran Turismo, classe 1001–1150 cm³                                | Stefani Silvano                                                             |
| 1963                                                                        | Categoria Gran Turismo, classe 1001–1150 cm³                                | Stefani Silvano                                                             |
| 1964                                                                        | Categoria Gran Turismo, classe 1001–1150 cm³                                | Marini Giovanni                                                             |
| 1965                                                                        | Categoria Gran Turismo, classe 1001–1150 cm³                                | Romanini Enrico                                                             |
| 1965                                                                        | Campionato della Montagna Categoria Gran Turismo, tutte le classi           | Romanini Enrico                                                             |

Più sotto appare la tabella con i risultati conseguiti a partire dall'anno di nascita (1953) da tutte le Appia (le berline, le coupé Zagato o Motto e le monoposto di Formula Junior artigianali realizzate su base meccanica Lancia Appia).
A proposito di vetture Formula Junior meccanicamente derivate dalla Lancia Appia, va segnalato che la più competitiva è risultata la Dagrada: nel 1960, i due piloti delle Dagrada, Giancarlo Baghetti e Giorgio Bassi, hanno ottenuto, nei diversi Campionati o Trofei, queste posizioni:
- Campionato Italiano Conduttori: 4º Baghetti (a pari punti con "Geki") - 20º Bassi (a pari punti con altri 3 piloti)
- Classifica finale Ciclo Prove Addestrative: 2º Baghetti - 7º Bassi
- Trofeo Mondiale Auto Italiana: 7º Baghetti - 43º Bassi.

Decisamente più modeste le posizioni occupate da Carlo Facetti con la Facetti-Lancia:
- Campionato Italiano Conduttori: non in classifica
- Classifica finale Ciclo Prove Addestrative: 26º
- Trofeo Mondiale Auto Italiana: 23º

Una terza vettura "derivata Appia" ha partecipato, sempre nel 1960, ad alcune gare della specialità: si tratta della Raineri, la quale tuttavia non ha ottenuto risultati significativi e pertanto non appare in alcuna classifica di Campionato o Trofeo.
L'albo dei risultati è suddiviso in due parti: le gare "importanti" (di risonanza internazionale e/o su lunga distanza) definite "Le grandi corse" e le altre definite un po' genericamente come "Le altre corse".
Da notare che le tabelle non comprendono le gare di pura regolarità, le gimkane e tutte le prove in cui non sia previsto - neppure parzialmente - il fattore velocità.
In particolare, nel caso delle Appia-Zagato, c'è da segnalare che, quando è risultato possibile, è stata indicata la specifica versione, utilizzando queste sigle: GTS per le prime Zagato del 1957/58 precedenti l'uscita della GTE, GTE-prototipo per quei pochi esemplari "speciali" costruiti prima della GTE, mentre GTE e Sport stanno naturalmente per i rispettivi modelli così designati.

## Fotogalleria di Lancia Appia in corsa

Giro Sicilia 1957: l'Appia II serie n° 057 (quasi certamente quella di Rizzotti).
Pontedecimo-Passo dei Giovi 1957: L'Appia Zagato di Anselmi lungo la salita.
Mille Miglia 1958: l'Appia Zagato di Giovanni Bandini/Claly, prima nella classe 751-1100 Gran Turismo.
Coppa Sant'Ambroeus 1958: l'arrivo in volata della Fiat 1100-103 Zagato (numero 147) di Carlo Coppo e della Appia Zagato - ultimissima versione - di Elio Zagato
L'Appia Zagato di Kerschbaumer alla Sassi-Superga svoltasi il 30-8-1959
La berlina terza serie Appia durante il Gran Premio Turismo d'Argentina (novembre 1959)
L'Appia Zagato di Enrico Tuccari in azione alla Frascati-Tuscolo del 19-3-1960
Monza, 27 marzo 1960, raccordo pista "junior": una fase della corsa per vetture della Formula Junior in cui appare al primo posto la Fiat-Stanguellini di Raffaele Cammarota, seguita dalla Lancia-Dagrada di Giancarlo Baghetti
Monza, 4 settembre 1960: l'Appia Zagato GTE di Herbert Demetz in azione durante la disputa della Coppa Intereuropa.

## Le grandi corse, dal 1953 al 1964
Nell'elenco-gare riportato sotto è stato specificato, per ciascuna gara e per ciascuna categoria (Turismo, Gran Turismo, Sport, ecc.) e per ciascuna classe di cilindrata il migliore risultato conseguito tra coloro che disponevano di vetture Appia (o derivate): molto spesso, altre vetture del medesimo modello si sono piazzate alle spalle di quella meglio classificata, ma di questi risultati, per intuibili ragioni di spazio, c'è traccia (nel testo) soltanto quando le prestazioni realizzate sono in qualche modo degne di essere menzionate.

### 1953
Nel corso dell'anno 1953, non risulta alcuna partecipazione di vetture "Appia" in gare cosiddette "importanti".

### 1954
Italia, 1954, 21-25 febbraio, V Rallye del Sestrière
- 8º posto assoluto
- 2º posto di classe

Categoria Turismo, Classe da 751 a 1300 cm³: 2º Buffa Attilio/Carabelli Gian Andrea (Lancia Appia prima serie berlina) che portano a termine i 2.804 km della prova con 56 punti di penalizzazione. Bella prova d'assieme delle Appia, che alla fine cedono soltanto alla Peugeot 203 di Guiraud e, nella propria classe, occupano le posizioni di classifica dal 2º al 6º posto, davanti alle rivali per eccellenza, le Fiat 1100-103. Da notare che le Appia si dimostrano molto competitive anche nelle prove di pura velocità, dove ottengono tempi di rispetto, sempre alle spalle della dominante Peugeot.
Italia, 1954, 11 aprile, VI Coppa della Toscana
- 52º posto assoluto
- 9º posto di classe

Categoria Turismo, Classe 751–1300 cm³: 9º Cavallacci/Orsi (Lancia Appia prima serie berlina) che coprono i 760,000 km del percorso in 7 ore 49' 42” alla media di 97,083 km/h. Poco da commentare: in questa occasione la migliore delle Appia in corsa viene preceduta da ben 8 Fiat 1100-103 e deve accontentarsi di un modestissimo 52º posto nella graduatoria generale.
Italia, 1954, 1-2 maggio, XXI Mille Miglia
- 137º posto assoluto
- 44º posto di classe

Categoria Turismo Speciale, Classe 751–1300 cm³: 44º Spagna Ario/Baiocchi E. (Lancia Appia prima serie berlina) che coprono i 1.597,000 km del percorso in 17 ore 29' 14” alla media di 91,323 km/h. A fronte della opaca prestazione di Spagna/Baiocchi bisogna però riferire che un'altra Appia, quella di Luciano Crotti/Renzo Sassi, aveva invece compiuto la prima metà di gara (Brescia-Roma) nell'ottimo tempo di 7ore 53' 34” che la poneva in 14.esima posizione nella propria classe: successivamente attardato, l'equipaggio finiva per classificarsi negli ultimi posti.
Italia, 1954, 2 giugno, VI Giro dell'Umbria
- 56º posto assoluto
- 9º posto di classe

Categoria Turismo Speciale, Classe 751–1300 cm³: 9º Cavallacci/Parducci (Lancia Appia prima serie berlina) che coprono i 383,000 km del percorso in 3 ore 56' 39” 1/5 alla media di 97,104 km/h. Incolore prestazione dell'Appia di Cavallacci/Parducci, che risulta più lenta di tutte le Fiat 1100-103 in gara (tranne una) e che realizza un tempo simile a quelli delle piccole 750 Renault e Panhard-Dyna.
Italia, 1954, 29 giugno, IV Cagliari-Sassari-Cagliari (Trofeo Sardo)
- 25º posto assoluto
- 2º posto di classe

Categoria Turismo Normale, Classe 751–1300 cm³: 2º Cubeddu Achille (Lancia Appia prima serie berlina) che copre i 420,000 km del percorso in 3ore 45' 57” 4/10 alla media di 111,525 km/h. Cubeddu compie un'ottima corsa, piazzandosi ad appena 3' di distacco alle dalla velocissima Fiat 1100-103 TV di Carlo Bassi e precedendo altre Fiat 1100-103. Degna di nota anche la posizione nella graduatoria assoluta (25º posto su 70 partenti e 46 arrivati al termine della dura prova)
Italia, 1954, 11 luglio, VIII Coppa d'oro delle Dolomiti
- 32º posto assoluto
- 3º posto di classe

Categoria Turismo Speciale, Classe fino a 1300 cm³: 3º Crotti Luciano (Lancia Appia prima serie berlina) che copre i 303,800 km del percorso in 3 ore 59' 48” alla media di 76,013 km/h. Bellissima gara di Crotti che, unico tra i pochi (tre) che dispongono di un'Appia, tiene testa al nugolo di Fiat 1100-103 inserendosi al terzo posto di classe e ottenendo un niente affatto disprezzabile 32º posto assoluto.
Italia, 1954, 26/29 agosto, VIII Stella Alpina
- 34º posto assoluto
- 4º posto di classe

Categoria Turismo Speciale, Classe 751–1300 cm³: 4º Crotti Luciano (Lancia Appia prima serie berlina) che copre il percorso di 136,700 km (la gara si svolge su di un percorso di circa 1.060 chilometri, di cui 136,700 costituiti dai tratti di velocità in salita che determinano la classifica finale) in 2 ore 10' 27” 1/5 alla media di 62,873 km/h. L'Appia di Crotti riesce a inserirsi tra le migliori delle agguerritissime Fiat 1100-103 ottenendo un rimarchevole terzo posto di classe a meno di 9 minuti dal vincitore e davanti a un nugolo di Fiat. Nella graduatoria assoluta, Crotti è 34º (su un totale di 54 classificati). Per la cronaca: da citare la prestazione di una gentildonna, Idelbe Vallaguzza, che - con la sua Appia berlina – riesce a contenere il distacco da Crotti in appena 6 minuti e mezzo e a piazzarsi al 46º posto.
Italia, 1954, 27 settembre/6 ottobre, Giro Automobilistico d'Italia
- un 22º e un 41º posto assoluto
- un 4º e un 8º posto di classe

Categoria Turismo Speciale, Classe fino a 1300 cm³: 4º Crotti Luciano/Sassi Renzo (Lancia Appia prima serie berlina) che copre il percorso di circa 260 km (la gara si svolge in 7 tappe su di un tracciato di oltre 5.700 chilometri che attraversa l'Italia intera, isole escluse: una piccola parte di questo elevatissimo chilometraggio, cioè approssimativamente 260 km, è costituita dai tratti di velocità in salita e in pista che determinano la classifica finale) in 3 ore 02' 01” 3/5 alla media di circa 86 km/h. Ottima prova di questo equipaggio, che viene superato soltanto da due Fiat 1100-103 TV (Luciano Gianni/Vittorio Gianni ed Egidio Gorza/Luigi Cappelli) e dalla Peugeot 203 di 1,3 litri dei francesi Paul Guiraud/Beau. Nella classifica assoluta della categoria Turismo Speciale, l'Appia di Crotti/Sassi si piazza al 4º posto mentre nella graduatoria generale la posizione è la 22.esima.
Categoria Turismo Normale, Classe fino a 1300 cm³: 8º Tavola Luciano/Corbetta Franco (Lancia Appia prima serie berlina) che copre il percorso di circa 260 km (la gara si svolge in 7 tappe su di un tracciato di oltre 5.700 chilometri che attraversa l'Italia intera, isole escluse: una piccola parte di questo elevatissimo chilometraggio, cioè approssimativamente 260 km, è costituita dai tratti di velocità in salita e in pista che determinano la classifica finale) in 3 ore 17' 34” 3/5 alla media di circa 79 km/h. Gara senza infamia e senza lode per questa Appia, che si piazza all'8º posto di classe (su 13 concorrenti arrivati al traguardo) e al 15º nella assoluta della categoria Turismo Normale. Nella graduatoria generale, la posizione è la 41.esima.

### 1955
Italia, 1955, 25 febbraio-1º marzo, VI Rallye del Sestrière
- 19º posto assoluto
- 5º posto di classe

Categoria Turismo Normale, Classe 751–1300 cm³: 5º Chimenti Derani Giuseppe/Negro Lodovico (Lancia Appia prima serie berlina) che portano a termine il percorso di oltre 3.000 km con 156,7 punti di penalità.
Italia, 1955, 3 aprile, XV Giro di Sicilia
- 39º posto assoluto
- 4º posto di classe

Categoria Turismo, Classe 751–1300 cm³: 4º Placido Pasquale (Lancia Appia prima serie berlina) che porta a termine il percorso di 1.080,000 km in 13 ore 05' 37” 4/5 alla media di 82,481 km/h ottenendo il 39º posto nella graduatoria assoluta.
Italia, 1955, 30 aprile-1º maggio, XXII Mille Miglia
- 104º posto assoluto
- 5º posto di classe

Categoria Turismo Normale, Classe 751–1100 cm³: 5º “Oras”/”Tempo” (Lancia Appia prima serie berlina) che portano a termine il percorso di 1.597,000 km in 14h 55' 47” alla media di 106,967 km/h. Malgrado la manifesta superiorità delle Fiat 1100-103, l'Appia di questi due concorrenti (che si nascondono dietro pseudonimo) compie una corsa niente affatto disprezzabile. Altre due Appia si comportano comunque bene, piazzandosi all'8º e al 14º posto di classe (118º e 129º nella graduatoria assoluta) rispettivamente con gli equipaggi Gianni Rondanini/Renzo Sassi e Enzo Baldi/Augusto Errani.
Italia, 1955, 21 agosto, VII Giro delle Calabrie
- 33º posto assoluto
- 6º posto di classe

Categoria Turismo, Classe 751–1300 cm³: 6º Jorfida (Lancia Appia prima serie berlina) che copre il percorso di 705,000 km in 9 ore 15' 51” alla media di 76,099 km/h. Unica Appia in gara, la macchina di Jorfida compie una corsa regolare ma certamente anonima, finendo al 6º posto di classe e al 33º della graduatoria generale assoluta.

### 1956
Italia, 1956, 8 aprile, XVI Giro di Sicilia
- 42º posto assoluto
- 8º posto di classe

Categoria Turismo, Classe 751–1300 cm³: 8º Bellomare Marcantonio (Lancia Appia I serie berlina) che porta a termine il percorso di 1.080,000 km in 13 ore 50' 20" alla media di 78,040 km/h. L'Appia di Bellomare è preceduta nella classe da 2 Giulietta e da 5 Fiat 1100-103 e realizza un tempo di non grande rilievo, ove si pensi che la Dyna Panhard 750 e la migliore delle Fiat 600 ottengono una prestazione migliore: la posizione in classifica (42º posto su 52 classificati) è illuminante in proposito.
Italia, 1956, 28-29 aprile, XXIII Mille Miglia
- 132º posto assoluto
- 9º posto di classe

Categoria Turismo Speciale e Gran Turismo, Classe 1001–1100 cm³: 9º Lurani Giorgio/Villani Gianfranco (Lancia Appia I serie berlina") che portano a termine il percorso di 1.597,000 in 16 ore 19' 02" alla media di 97,872 km/h. Buona prestazione di questa Appia berlina "preparata", che si destreggia con onore in mezzo al solito nutrito gruppo di Fiat 1100-103 nelle più svariate versioni (TV berlina, TV spider, berlinette Pininfarina e Zagato) finendo al 9º posto di classe (su 15 classificati) e alla 132.esima posizione assoluta.
Francia, 1956, 17-18 novembre, I Tour de Corse
- 7º posto assoluto
- vittoria di classe

Categoria Turismo Normale, Classe 1001–1300 cm³: 1º Cubeddu Achille/Carboni Pietro (Lancia Appia I serie berlina") che portano a termine il percorso di questo duro rallye (1.039 km complessivi, di cui 25,5 di prove speciali) aggiudicandosi la vittoria nella classe 1001-1300 della categoria Turismo ma anche il primo posto nella graduatoria dell'intera categoria Turismo. Nella classifica generale assoluta, l'Appia ottiene un ottimo 9º posto, dietro a 8 vetture del gruppo Turismo Speciale/Gran Turismo.

### 1957
Italia, 1957, 25 febbraio-1º marzo, VIII Rallye del Sestriere
- 72º posto assoluto
- 21º posto di classe

Categoria Turismo, Classe da 751 a 1600 cm³: 21º Manfredini Corrado/Cantuseno Nereo (Lancia Appia berlina) che portano a termine il percorso di oltre 2.100 km con 101,6 punti di penalizzazione; poco da dire circa la prova offerta da questa Appia, che si classifica al 21º posto di classe (su 34 classificati) e al 72º posto assoluto (su 107 concorrenti).
Italia, 1957, 14 aprile, XVII Giro di Sicilia

L'Appia II serie n° 057 di Gregorio Rizzotti.

- un 24º posto assoluto e un posto assoluto N.D.
- un 2º e un 5º posto di classe

Categoria Turismo, Classe da 751 a 1100 cm³: 5º Rizzotti Gregorio (Lancia Appia II serie berlina) che porta a termine il percorso di 1.080,000 km in 13 ore 31' 40" 2/5 alla media di 79,835 km/h; ottimo tempo spiccato da Rizzotti, preceduto tuttavia nella classe da 4 agguerritissime Fiat 1100-103 TV.

Categoria Sport, Classe da 751 a 1100 cm³: 2º Placido Pasquale (Lancia Appia I serie berlina) che porta a termine il percorso di 1080,000 km in 12 ore 45' 04" 2/5 alla media di 84,697 km/h; brillante prestazione di questa particolarissima Appia berlina prima serie molto ben preparata ed elaborata (al punto da essere ammessa soltanto tra le vetture "sport") che precede macchine ben più titolate, quali le Osca e le Ermini. Placido ottiene un apprezzabile 24º posto nella graduatoria assoluta.
Italia, 1957, 11/12 maggio, XXIV Mille Miglia
- un 49º e un 124º posto assoluto
- una vittoria e un 6º posto di classe
- Categoria Gran Turismo, Classe da 1001 a 1100 cm³: 1º Mantovani Luciano (Lancia Appia Zagato) che porta a termine il percorso di 1.597,000 km in 13 ore 20' 22" alla media di 119,720 km/h; sensazionale gara delle esordienti Appia coupé Zagato, che occupano i primi 3 posti di classe (rispettivamente: Luciano Mantovani, Enrico Anselmi e Giorgio Lurani), davanti alla Fiat 1100-103 Zagato di Carlo Coppo (staccata da Mantovani di ben 40' abbondanti), a un'altra Appia Zagato (Giovanni Studer, che si cela sotto lo pseudonimo di "Inca") e all'Appia-Motto di Enrico Coda, di cui trattiamo qui sotto. Chiudono la classifica altre due Fiat 1100 (la Zagato di Nino Merlo e la coupé Pininfarina di Antonio Nicolai). Da segnalare che la vettura di Lurani è la prima Appia Zagato, la famosa "Appia-cammello", la cui carrozzeria appare però un poco modificata.
- Categoria Gran Turismo, Classe da 1001 a 1100 cm³: 6º Coda Enrico (Lancia Appia berlinetta Motto) che porta a termine il percorso di 1.597,000 km in 14 ore 45' 42" alla media di 108,185 km/h. Solo discreta la prestazione di questa berlinetta speciale Appia, surclassata dalle "sorelle" con carrozzeria Zagato, che finisce al 6º posto di classe, preceduta da 5 Appia Zagato e da una Fiat 1100-103 Zagato.

### 1958

L'Appia Zagato di Bandini/Claly, prima nella classe 751-1100 Gran Turismo alla Mille Miglia 1958.

Italia, 1958, 21-22 giugno, Mille Miglia
- 38º posto assoluto
- vittoria di classe

Categoria Gran Turismo, Classe da 751 a 1100 cm³: 1º Bandini/Claly (Lancia Appia Zagato) che portano a termine il percorso dei "tratti di velocità" - 83,500 km su un totale di 1.593,000 km - in 1 ora 04' 52" 2/5 alla media di 77,227 km/h; questa edizione di Mille Miglia si sviluppa secondo la formula successivamente utilizzata per i "Rallyes": un lungo tracciato di trasferimento (quasi 1.600 km) entro il quale vengono inseriti 8 tratti di velocità (7 in salita e 1 pianeggiante) con classifica finale per somma dei tempi. Nella classe 1100, l'Appia di Bandini/Claly precede un'altra Appia (White/Pasetto): entrambe compiono una gara onesta, ottenendo tempi abbastanza buoni, vicini (è solo un esempio) a quelli conseguiti dal vincitore della classe fino a 750 della stessa categoria Gran Turismo, Mario Poltronieri (il futuro telecronista Rai) con la Fiat-Abarth 750 Zagato.

### 1959
Stati Uniti, 1959, 21 marzo, 12 Ore di Sebring
- 35º posto assoluto
- 3º posto di classe

Categoria Gran Turismo, Classe da 1001 a 1300 cm³: 3º Blanchard Harry/C. Callahan (Lancia Appia Zagato) che percorrono, nelle 12 ore, 144 giri del circuito pari a 1.200 km circa, a una media di circa 100 km/h. Nell'ambito della classe da 1001 a 1300 cm³, le prime due posizioni vanno a un'Alfa Romeo e a una Lotus (quest'ultima condotta dal costruttore stesso, Colin Chapman) che distanziano notevolmente l'Appia; dietro all'Appia di Blanchard/Callahan troviamo una Giulietta e una seconda Appia (Peter Baumberger/Warren Rohlsf/Walter Cronkite). Chiude la classifica un'altra Alfa Romeo. Nella graduatoria generale assoluta, le due Appia sono rispettivamente 35.esima e 40.esima (su 48 classificati), mentre nel gruppo Gran Turismo, le posizioni sono la 18.esima e la 22.esima.
Italia, 1959, 30-31 maggio, Mille Miglia
- 18º posto assoluto
- vittoria di classe

Categoria Gran Turismo, Classe da 751 a 1100 cm³: 1º Kerschbaumer Giovanni/Peristi Giovanni (Lancia Appia Zagato) che portano a termine il percorso dei "tratti di velocità" - 188,000 km su un totale di 1.453,300 km - in 2 ore 25' 26"1/5 alla media di 77,559 km/h; questa edizione di Mille Miglia si sviluppa - come del resto nell'anno precedente (1958) - secondo la formula successivamente utilizzata per i "Rallyes": un lungo tracciato di trasferimento (oltre 1.450 km) entro il quale vengono inseriti 9 tratti di velocità in salita con classifica finale per somma dei tempi. Nella classe 1100, l'Appia di Kerschbaumer/Peristi precede un'altra Appia (Carlo Fabi/A.Pagliacci): entrambe compiono una gara onesta, ottenendo alla fine il 18º e il 20º posto nella graduatoria assoluta (su 76 concorrenti in classifica)

L'Appia berlina terza serie durante la disputa del Gran Premio Turismo d'Argentina (novembre 1959).

Argentina, 1959, novembre, Gran Premio d'Argentina-Turismo "Yacimentos Petroliferos Fiscales"
- posto assoluto N.D.
- vittoria di classe

Categoria Turismo di serie, Classe da 751 a 1200 cm³: 1º Costanzi Danilo/Tasco Enzo (Lancia Appia III serie berlina) che portano a termine il massacrante percorso di 3.950 km (ripartito in 5 tappe) in 40 ore 36' 13" alla media di 97,281 km/h; l'eco dell'ottima impresa di questa berlina di serie Appia - che nella sua classe batte Auto Union e Volkswagen - varca i confini argentini e giunge anche in Europa: la stessa Lancia - ovviamente - cerca di sfruttarla propagandisticamente. Per la cronaca, e a titolo di confronto, diremo che la prima classificata nel gruppo Turismo di serie è stata una Peugeot 403 (pilotata da Rodriguez Lareta) che si è aggiudicata la classe di cilindara superiore e che ha impiegato 36 ore 21' 40" mantenendo una velocità media di 108,632 km/h.

### 1960
Italia, 1960, 8 maggio, XLIV Targa Florio
- 2 non classificati

Categoria Gran Turismo, Classe da 851 a 1150 cm³: non classificati (fuori tempo massimo) due equipaggi: Largaiolli Cesare/Zeccoli Teodoro (Lancia Appia Zagato-GTE) e Fiorentino Francesco/Rizzotti Gregorio(Lancia Appia Zagato-GTS) che portano comunque a termine la corsa (10 giri, 720 km) in un tempo che tuttavia è superiore di oltre 2 ore rispetto a quello segnato dal vincitore (7 ore 33' 08" 2/5) quindi in più di 9 ore e 33'.
Italia, 1960, 21 agosto, Giro dei Due mari
- 3º posto assoluto
- vittoria di classe

Categoria Gran Turismo, Classe da 851 a 1150 cm³: 1º Ammanniti Giorgio (Lancia Appia Zagato-GTE) che percorre i 170,800 km del tracciato stradale calabrese in 1 ora 56' 18" 8/10 alla media di 88,106 km/h; nella gara per le vetture di piccola cilindrata (Turismo e Gran Turismo fino a 1150 cm³) l'Appia Zagato GTE di Ammanniti ha modo di inserirsi tra i primi, preceduta comunque dalle due Fiat Abarth Zagato di minor cilindrata; nella classe 1150 gran turismo, alle spalle di Ammanniti si classificano nell'ordine C. Vittori (Fiat 1100 Zagato) e le Appia Zagato di Ugo Piperno (GTE), Gregorio Rizzotti (GTS), Vanni Zuliani (GTE) e Francesco Fiorentino (GTS).
Francia, 1960, 5/6 novembre, Giro di Corsica
- 29º posto assoluto
- posizione di classe N.D.

Categoria Unica: 29º assoluti Richter/Meregali (Lancia Appia modello imprecisato) che portano a termine i 1.275 km del percorso del Giro di Corsica (circa 1.100 km costituiti da "trasferimenti" e 175 km da "prove speciali") al 29º posto assoluto; all'equipaggio di questa Appia va ascritto il solo merito di aver portato a termine la dura prova (65 partenti, 29 arrivati) perché la posizione ottenuta in classifica - la ventinovesima - corrisponde anche all'ultima...

### 1961
Italia, 1961, 27-28 maggio, Mille Miglia
- 9º posto assoluto
- vittoria di classe

Categoria Gran Turismo, Classe da 1001 a 1150 cm³: 1° Frescobaldi Piero/Samà (Lancia Appia Sport Zagato) che percorrono i 1.576 km del percorso, tra cui 388,750 km costituiti da tratti di velocità (i soli utili per la classifica), in 3 ore 55' 12" 3/5 alla media di 99,166 km/h. Eccellente la corsa di Frescobaldi, che ha vinto la classe con ampio margine sulle altre Appia Zagato e che ha conquistato un apprezzabile 9º posto assoluto, davanti a molte vetture di maggior cilindrata.
Italia, 1961, 15 agosto, VII Gran Premio di Pecara
- 23º posto assoluto
- vittoria di classe

Categoria Gran Turismo, Classe fino a 1150 cm³: 1° Fiorio Cesare/Frescobaldi Piero (Lancia Appia Zagato GTE) che percorrono, in 4 ore, 469,597 km, pari a una media di 117,399 km/h. Dura gara ferragostana pescarese, valida per i Campionati Internazionali Marche, dove le Appia corrono nella prima classe e hanno come avversarie due Fairthorpe Electron, che però non le impensieriscono. Alle spalle del duo Fiorio/Frescobaldi, non troppo distanziata, l'Appia di Corrado Ferlaino.

### 1962

L'Appia di Cabella/Kridikos al Rally dell'Acropoli.

Grecia, 1962, 23-27 maggio, X Rally dell'Acropoli
- 25º posto assoluto
- vittoria di classe

Categoria Turismo, Classe da 1001 a 1150 cm³: 1° Cabella Luigi/Kridikos (Lancia Appia 3ª serie berlina) che portano a termine i 2700 km del tracciato (6 tappe), comprendente 3 gare in salita e 1 gara in circuito, vincendo la classe 1150 della Categoria Turismo e piazzandosi al 25º posto della graduatoria assoluta (su 36 vetture classificate delle 55 partite).

### 1963
Italia, 1963, dal 22 al 24 febbraio, 3° Rally dei Fiori (Sanremo)
- 24º posto assoluto
- 1º posto di classe

1° Enrico Gibelli/Ennio Saska (Lancia Appia 3ª serie) che portano a termine il Rally (sette percorsi di concentramento e 503 km di itinerario comune, con 4 prove speciali di velocità) totalizzando 1.218,815 punti di penalizzazione. L'Appia di Gibelli finisce per occupare il 24º posto della graduatoria assoluta (su 88 equipaggi partiti e 61 complessivamente classificati).

### 1964
Nel corso dell'anno 1964, non risulta alcuna partecipazione di vetture "Appia" in gare cosiddette "importanti".

## Le altre corse, dal 1953 al 1964
Nelle tabelle sotto-riportate (una per ogni anno) è stato specificato, per ciascuna gara e per ciascuna categoria (Turismo, Gran Turismo, ecc.) e per ciascuna classe di cilindrata, il migliore risultato conseguito tra coloro che disponevano di vetture Appia o derivate: molto spesso, altre vetture del medesimo modello si sono piazzate alle spalle di quella meglio classificata, ma di questi risultati, per intuibili ragioni di spazio, nelle tabelle non c'è traccia (se non nelle "note").
Note:

1. la abbreviazione "N.D." significa che il dato "Non è Disponibile"

2. "I ser ber" sta per "Appia prima serie berlina"

3. "II ser ber" sta per "Appia seconda serie berlina"

4. "III ser ber" sta per "Appia terza serie berlina"

5. "berlina" sta per "Appia berlina" di serie non identificabile

6. "Dagrada FJ" sta per "Dagrada Formula Junior derivata Appia"

7. "Facetti FJ" sta per "Facetti Formula Junior derivata Appia"

8. "Raineri FJ" sta per "Raineri Formula Junior derivata Appia"

9. "Motto" sta per "Appia berlinetta speciale carrozzata Motto"

10. "Vignale" sta per "Appia convertibile Vignale"

11. "Zagato" sta per "Appia berlinetta Zagato"

12. "GTS" individua le Appia Zagato del periodo 1957/58 (costruite antecedentemente l'uscita della GTE)

13. "GTE-prototipo" individua i pochi esemplari di Appia Zagato "speciali" costruiti nel 1958 che hanno anticipato la GTE

14. "F.T.M." sta per "Fuori Tempo massimo".

### 1953
| Data   | Naz. | Nome della corsa          | Tipo gara          | Risultato di classe          | Posiz. assoluta | Pilota o equipaggio | Percorso (km) | Tempo ottenuto | Media (km/h) | Modello   | Note |
| 24-mag | I    | Como-Lieto Colle per Dame | salita             | 2º 751-1100 Gran Turismo     | 17º ass.        | Schiagno Mimi       | 7,400         | 6'15”          | 71,040       | I ser ber | Non omologata nella categoria Turismo per volontà della Lancia, l'Appia della sig.ra Schiagno è costretta a gareggiare nella Gran Turismo, dove deve cedere, anche se per soli 6”, la vittoria alla Fiat 1100 Stanguellini di Jetta Demcenko; il tempo segnato dall'Appia è comunque peggiore rispetto a quello delle Fiat 1100/103 più veloci. |
| 26-lug | I    | Aosta-Gran San Bernardo   | salita             | 10º 751-1100 Sport           | 44º ass.        | Schiagno Mimi       | 33,900        | 31'29” 5/10    | 64,588       | I ser ber | Non omologata nella categoria Turismo per volontà della Lancia, l'Appia della sig.ra Schiagno gareggia nella categoria Sport |
| 26-set | I    | Monza, 500 m lanciati     | 500 metri lanciati | 6º fino a 1100 Gran Turismo  | 43º ass.        | Schiagno Mimi       | 0,500         | 14” 5/10       | 124,137      | I ser ber | Prova su 500 metri lanciati, disputata a Monza e inserita quale prima prova di velocità nella gara nazionale denominata “Volante d'Argento”; non omologata nella categoria Turismo per volontà della Lancia, l'Appia della sig.ra Schiagno gareggia nella categoria Gran Turismo.                                                               |
| 27-set | I    | Monza-4 giri di pista     | su pista (Monza)   | 6º fino a 1100 Gran Turismo  | 48º ass.        | Schiagno Mimi       | 25,200        | 13'48” 2/5     | 109,512      | I ser ber | Prova su 4 giri del circuito stradale di Monza inserita quale seconda prova di velocità nella gara nazionale denominata “Volante d'Argento”; non omologata nella categoria Turismo per volontà della Lancia, l'Appia della sig.ra Schiagno gareggia nella categoria Gran Turismo.                                                               |
| 27-set | I    | Biella-Oropa              | salita             | 10º fino a 1100 Gran Turismo | 63º ass.        | Schiagno Mimi       | 10,600        | 11'33” 2/5     | 55,033       | I ser ber | Prova in salita inserita quale terza prova di velocità nella gara nazionale denominata “Volante d'Argento”; non omologata nella categoria Turismo per volontà della Lancia, l'Appia della sig.ra Schiagno gareggia nella categoria Gran Turismo.                                                                                                |
| 28-set | I    | Corongiu-Campuomu         | salita             | N.D.                         | 1º ass.         | Selis Carlo         | 11,500        | 8'13” 7/10     | 83,856       | I ser ber | Trattasi di gara sociale; al 3º posto si classific un'alyra Appia, condotta da Achille Cubeddu. |
| 4-ott  | I    | Treponti-Castelnuovo      | salita             | 5º 751-1100 Gran Turismo     | 31º ass.        | Montesi Ilario      | 8,000         | 7'29” 8/10     | 64,028       | I ser ber | Non omologata nella categoria Turismo per volontà della Lancia, l'Appia di Montesi gareggia nella categoria Gran Turismo. |
| 25-ott | I    | Sassi-Superga             | salita             | 10º 751-1500 Gran Turismo    | 54º ass.        | Schiagno Mimi       | 4,600         | 4'50”          | 57,103       | I ser ber | Non omologata nella categoria Turismo per volontà della Lancia, l'Appia della sig.ra Schiagno gareggia nella categoria Gran Turismo e segna un tempo abbastanza interessante, che la collocherebbe – nell'ambito della categoria Turismo – al centro della classifica della classe 751-1100 (dietro a 5 Fiat 1100 ma davanti ad altre 6)        |

### 1954
| Data    | Naz. | Nome della corsa                               | Tipo gara         | Risultato di classe           | Posiz. assoluta | Pilota o equipaggio | Percorso (km) | Tempo ottenuto | Media (km/h) | Modello   | Note |
| 19 mar  | I    | Coppa Vigorelli                                | su pista (Monza)  | 2º 751-1300 Turismo Speciale  | N.D.            | Rondanini Gianni    | N.D.          | 5'41” 1/10     | N.D.         | I ser ber | Rondanini è secondo, alle spalle della Fiat 1100-103 di Paolo Colombo |
| 21-mar  | I    | Modena, Campionato Goliardi                    | su pista (Modena) | 2º 751-1300 Turismo           | N.D.            | Baldi Enzo          | 13,836        | 9'25” 1/5      | 88,127       | I ser ber | Baldi è preceduto, nella sua classe, soltanto dalla Fiat 1100-103 TV condotta da Umberto Agnelli |
| 28-mar  | I    | Torricelle (Verona)                            | salita            | 8º 751-1300 Turismo Speciale  | 49º ass.        | Buffa Attilio       | 3,760         | 3'59” 4/10     | 56,541       | I ser ber | Buffa è preceduto da ben 7 Fiat 1100-103 ma riesce a precedere altri 14 concorrenti (che dispongono di Fiat 1100-103, di Volkswagen e di altre Appia) |
| 1/2-apr | I    | Rallye femminile Perla di San Remo             | rallye            | 1º 751-1300 Turismo           | 8º ass.         | Schiagno Mimi       | ---           | ---            | ---          | I ser ber | |
| 25-apr  | I    | Coppa Vigevano & Varese                        | su pista (Monza)  | 1º 751-1300 Turismo           | 17º ass.        | Rondanini Gianni    | 31,500        | 16'12”         | 116,666      | I ser ber | Rondanini, che vince “ex aequo” con Nino Magistri (Fiat 1100-103 TV), batte un nugolo di Fiat 1100-103 e alcune altre Appia; nella stessa corsa, un'altra Appia si afferma nella categoria Turismo Speciale |
| 25-apr  | I    | Coppa Vigevano & Varese                        | su pista (Monza)  | 1º 751-1300 Turismo Speciale  | 15º ass.        | Crotti Luciano      | 31,500        | 15'44” 4/5     | 120,025      | I ser ber | L'Appia di Crotti batte quattro Fiat 1100-103 e una Peugeot 203; nella stessa corsa, un'altra Appia si afferma nella categoria Turismo |
| 9-mag   | I    | Campionato Sociale AC Como                     | su pista (Monza)  | 1º 751-1300 Turismo           | N.D.            | Calvasina Luigi     | 88,200        | 46'45”         | 113,197      | I ser ber | |
| 23-mag  | I    | Scala Giocca-Osilo                             | salita            | 5º 751-1300 Turismo Speciale  | 9º ass.         | Cubeddu Achille     | 14,700        | 11'55” 2/5     | 73,972       | I ser ber | |
| 23-mag  | I    | Campionato Sociale AC Parma                    | su pista (Modena) | 1º 751-1300 Turismo           | 12º ass.        | Cantarelli          | 23,060        | 16'10” 3/5     | 85,530       | I ser ber | L'Appia di Cantarelli, che precede nell'ordine un'altra vettura dello stesso modello e due Fiat 1100-103, segna anche il giro più veloce della sua classe. |
| 23-mag  | I    | Como-Lieto Colle, Coppa delle Dame             | salita            | 2º 751-1300 Turismo           | 12º ass.        | Schiagno Mimi       | 7,400         | 6'11”          | 71,805       | I ser ber | |
| 6-giu   | I    | Valli del Pasubio-Pian delle Fugazze           | salita            | 13º 751-1300 Turismo          | 36º ass.        | Tiozzo Alberto      | 10,430        | 10'46” 3/5     | 58,069       | I ser ber | Da dimenticare la prestazione delle tre Appia in gara, relegate agli ultimi tre posti di classe (rispettivamente con Tiozzo, Sacchiero e Zorzi). |
| 6-giu   | I    | Coppa Pasubio, Volante d'argento               | salita            | 4º 751-1300 Turismo           | 4º ass.         | Genovese Umberto    | 10,430        | 11'10” 1/5     | 56,025       | I ser ber | Prova riservata alle sole vetture turismo fino a 1300 cm³: la migliore delle Appia, quella condotta da Genovese, finisce comunque dietro alle tre Fiat 1100-103 che erano in gara. |
| 6-giu   | I    | Volante di legno a Modena                      | su pista (Modena) | 1º 751-1300 Turismo           | 9º ass.         | Baldi Enzo          | 13,836        | 9'11” 6/10     | 90,300       | I ser ber | In questa occasione l'Appia di Baldi ha la meglio sulle rivali Fiat 1100-103 |
| 17-giu  | I    | Frascati-Rocca di Papa-Volante d'argento       | salita            | 3º 751-1300 Turismo           | 5º ass.         | Calderai            | 8,700         | 6'46” 6/10     | 77,029       | I ser ber | Prova riservata alle vetture da turismo, l'Appia di Calderai è terza di classe dietro a due Fiat 1100-103. |
| 20-giu  | I    | Trieste-Opicina                                | salita            | 7° 751-1300 Turismo           | 38º ass.        | Vallaguzza Idelbe   | 9,000         | 7'55” 4/5      | 68,153       | I ser ber | L'intrepida Idelbe Vallaguzza segna un tempo un po' alto, a quasi 2 minuti dalla 1100 di Paolo Colombo che vince la sua classe, ma ha comunque la soddisfazione di non essere l'ultima nella classifica assolta, dal momento che la Topolino di Licio Missaglia impiega quasi 8 minuti e mezzo a percorrere i 9 km della salita. |
| 29-giu  | I    | Trofeo della Regione Sarda                     | su strada         | 2° 751-1300 Turismo           | 24° ass         | Cubeddu Achille     | 420,000       | 3h45'57"4/10   | 111,525      | I ser ber | Il forte corridore locale Cubeddu è secondo dietro alla Fiat 1100-103 TV di Carlo Bassi ma precede tutte le altre numerose Fiat 1100/103. |
| 27-giu  | I    | Campionato Sociale AC Rimini, Ravenna e Forlì  | su pista (Modena) | 1º 751-1300 Turismo           | N.D.            | Baldi Enzo          | 23,060        | 16'18” 2/10    | 84,866       | I ser ber | Baldi prevale sulle Fiat 1100-103. |
| 28-lug  | I    | Santa Margherita-San Lorenzo, Trofeo Femminile | salita            | 2º oltre 750 Turismo Speciale | 9º ass.         | Vallaguzza Idelbe   | 3,700         | 3'46” 4/5      | 58,730       | I ser ber | Gara riservata alle Dame; nella sua classe, l'Appia della Vallaguzza è preceduta da una Fiat 1100-103, ma ne sopravanza altre due. |
| 22-ago  | I    | Trullo D'Oro                                   | su strada         | 4º 751-1300 Turismo Speciale  | 26º ass.        | Vallaguzza Idelbe   | 176,000       | 1h52'02”       | 94,257       | I ser ber | |
| 22-ago  | I    | Avezzano-Pietracquaria                         | salita            | 3º 751-1300 Turismo           | N.D.            | Gamberale Giuseppe  | 6,200         | 5'34” 8/10     | 66,666       | I ser ber | Nella classifica di classe, l'Appia di Gamberale è preceduta da due Fiat 1100-103. |
| 5-set   | I    | Mannasuddas-Nuoro                              | salita            | 1º 751-1300 Turismo Speciale  | N.D.            | Cubeddu Achille     | 14,400        | 10'08”         | 85,263       | I ser ber | Brillante prova dell'Appia del Cubeddu, che batte sonoramente le numerosissime Fiat 1100-103 in gara. |
| 8-set   | I    | Spoleto-Monteluco/Volante d'argento            | salita            | 1º 751-1300 Turismo           | 3º ass.         | Bruti Claudio       | 7,000         | 7'12”          | 58,333       | I ser ber | La vittoria dell'esordiente Bruti con l'Appia su un nugolo di Fiat 1100-103 desta parecchi sospetti: molti ipotizzano che la vettura sia “truccata” oltre quanto consentito dal regolamento, ma alla fine nessuno sporge reclamo e la vittoria rimane omologata. |
| 12-set  | I    | Circuito città di Sassari                      | circuito stradale | 1º 751-1300 Turismo           | 4º ass.         | Cubeddu Achille     | 115,950       | 1h07'07” 6/10  | 103,639      | I ser ber | Altra superba prova dell'Appia di Cubeddu, che prevale sulle agguerrite Fiat 1100-103. |
| 12-set  | I    | Pineto-Atri                                    | salita            | 3º 751-1300 Turismo           | 6º ass.         | Suriani Eduardo     | 10,400        | 8'43”          | 71,586       | I ser ber | Nella classe 1300, l'Appia di Suriani è superata dalle due Fiat 1100-103 TV di Giuseppe Marucci e Domenico Catarra ma si lascia alle spalle molte Fiat 1100-103 (oltre ad altre 3 Lancia, un'Appia e due Ardea) |
| 19-set  | I    | Catania-Etna/Volante d'argento                 | salita            | 1º 751-1300 Turismo           | 3º ass.         | Grassi              | 32,000        | 27'00”         | 71,111       | I ser ber | Bella prova di Grassi, che precede le Fiat 1100-103 e un'altra Appia, segnando il terzo miglior tempo dietro all'Alfa Romeo 1900 di Miceli e all'Aurelia B21 di Mineri. |
| 19-set  | I    | Sarezzo-Lumezzane                              | salita            | 3º 601-1300 Turismo           | 40º ass.        | Pasotti Aristide    | 8,500         | 7'04” 4/10     | 72,101       | I ser ber | |
| 19-set  | I    | Corongiu-Campuomu                              | salita            | 1º 751-1300 turismo speciale  | 3ºass.          | Cubeddu Achille     | 11,550        | 8'09” 2/10     | 84,995       | I ser ber | Prestazione eccezionale di Cubeddu, che segna il terzo tempo della giornata, preceduto soltanto da due Alfa Romeo 1900 TI |
| 26-set  | I    | Castelfusano-Giornata dei Primati              | su strada         | 2º 751-1100 Turismo           | 23º ass.        | Bruti Claudio       | 5,219         | 2'49” 5/10     | 110,846      | I ser ber | Classifica per somma dei tempi sul chilometro da fermo e lanciato e sul miglio da fermo e lanciato; Bruti è secondo alle spalle della Fiat 1100-103 di Filippo Theodoli, distanziato di appena 2” 3/10. Da rilevare che l'Appia prevale nel miglio lanciato (percorso in 42,7” a 135,682 all'ora), è alla pari con la Fiat 103 nel chilometro lanciato (26,5” pari a km/h 135,849), ma rimane leggermente staccata nelle prove con partenza da fermo. |
| 17-ott  | I    | Coppa Taras                                    | circuito stradale | 2º 751-1300 Turismo           | 2º ass.         | Nardi Franco        | 42,000        | 25'38”         | 98,309       | I ser ber | L'Appia di Nardi è seconda alle spalle della Fiat 1100-103 di Giulio Ritelli. |
| 17-ott  | I    | Treponti-Castelnuovo                           | salita            | 6º 751-1300 Turismo Speciale  | 45º ass.        | Genovese Giorgio    | 8,000         | 6'26” 2/5      | 74,534       | I ser ber | Buona prestazione di Genovese, che è preceduto da 5 Fiat 1100-103 ma sopravanza a sua volta ben 14 Fiat. |
| 17-ott  | I    | Campionato Emiliano                            | su pista (Modena) | 1º 751-1300 Turismo           | 20º ass.        | Baldi Enzo          | 23,060        | 15'23” 5/10    | 89,892       | I ser ber | Bella affermazione dell'Appia di Baldi, che precede le avversarie di sempre, le Fiat 1100-103. |
| 24-ott  | I    | Coppa Leopoldo Carri                           | su pista (Monza)  | 1º fino 1300 Turismo          | 2º ass.         | Sassi Renzo         | 37,800        | 18'08” 8/10    | 124,981      | I ser ber | Ottima affermazione di gruppo delle Appia, che si impongono nettamente alle Fiat 1100-103 e occupano i primi tre posti di classe |
| 24-ott  | I    | Firenze-Siena                                  | su strada         | 8º 751-1300 Turismo Speciale  | 32º ass.        | Placido Pasquale    | 70,000        | 41'34” 3/5     | 101,018      | I ser ber | |
| 27-ott  | I    | Sassi-Superga                                  | salita            | 6º 751-1300 Turismo           | 42º ass.        | Bobocca Giuseppe    | 4,600         | 4'51” 2/5      | 57,700       | I ser ber | |
| 7-nov   | I    | Circuito di Ospedaletti                        | circuito stradale | 6º fino a 1300 Turismo        | 24º ass.        | Schon Aurelio       | 40,560        | 33'35” 3/5     | 72,442       | I ser ber | |

### 1955
| Data      | Naz. | Nome della corsa                     | Tipo gara         | Risultato di classe           | Posiz. assoluta | Pilota o equipaggio         | Percorso (km) | Tempo ottenuto | Media (km/h) | Modello   | Note |
| 26-feb    | I    | Corsa a Monza                        | su pista(Monza)   | 7º fino 1300 Turismo Normale  | 38º ass.        | Capello                     | 6,300         | 3'24” 3/5      | 110,850      | I ser ber | Prova disputata nell'ambito del Rallye del Sestrière. |
| 26-feb    | I    | Tresenda-Aprica                      | salita            | 8º fino 1300 Turismo Normale  | 40º ass.        | Capello                     | N.D.          | 4'35”          | N.D.         | I ser ber | Gara in salita disputata nell'ambito del Rallye del Sestrière. |
| 27-feb    | I    | Pontassieve-Consuma                  | salita            | 8º fino 1300 Turismo Normale  | 33º ass.        | Capello                     | N.D.          | 4'41” 3/5      | N.D.         | I ser ber | Gara in salita disputata nell'ambito del Rallye del Sestrière. |
| 27-feb    | I    | Vermicino-Rocca di Papa              | salita            | 6º fino 1300 Turismo Normale  | 31º ass.        | Chimenti Derani Giuseppe    | 14,400        | 11'31” 1/5     | 75,000       | I ser ber | Gara in salita disputata nell'ambito del Rallye del Sestrière; la lunghezza del percorso e la media oraria sono frutto di stima. |
| 27-feb    | I    | Pontedecimo-Passo dei Giovi          | salita            | 6º fino 1300 Turismo Normale  | 28º ass.        | Capello                     | 9,650         | 8'37           | 67,195       | I ser ber | Gara in salita disputata nell'ambito del Rallye del Sestrière. |
| 28-feb    | I    | Pragelato-Sestrière                  | salita            | 2º fino 1300 Turismo Normale  | 19º ass.        | Chimenti Derani Giuseppe    | N.D.          | 4'38”          | N.D.         | I ser ber | Gara in salita disputata nell'ambito del Rallye del Sestrière. |
| 13/14-mar | I    | Coppa Mare e Monti                   | rallye            | 12º fino 1300 Turismo         | 38º ass.        | “Zozo”                      | 64,100        | 1h00'27” 7/10  | 63,610       | I ser ber | Classifica dei soli tratti di velocità inseriti nella gara, che è sostanzialmente un “rallye”; unico alla guida di un'Appia in mezzo a un nugolo di Fiat 1100-103, “Zozo” non è peraltro autore di una corsa particolarmente brillante.                                          |
| 19-mar    | I    | Ariccia-Madonna del Tufo             | salita            | 8º 751-1300 Turismo           | 46º ass.        | Inzirillo Carlo             | 6,400         | 5'07” 3/10     | 74,975       | I ser ber | |
| 19-mar    | I    | Coppa Felice Bonetto                 | su pista (Monza)  | 3º 751-1300 Turismo           | 10º ass.        | Rondanini Gianni            | 94,400        | 50'18” 3/10    | 112,593      | I ser ber | L'Appia di Rondanini è 3º di classe (dietro a due Fiat 1100-103) e 10º assoluto nella corsa che raggruppa le vetture da turismo (vinta da un'Alfa Romeo 1900 TI), e precede un nugolo di Fiat 1100-103 e una Peugeot 203.                                                        |
| 19-mar    | I    | Campionato Università Italiane       | su pista (Modena) | 3º 751-1300 Turismo           | 13º ass.        | Rabino Domenico             | 23,060        | 15'26” 6/10    | 89,592       | I ser ber | |
| 27-mar    | I    | Corsa sulle Torricelle               | salita            | 11º 751-1300 Turismo          | 56º ass.        | Stoja Silvio                | 3,760         | 3'59” 3/10     | 56,564       | I ser ber | |
| 11-apr    | I    | Palermo-Monte Pellegrino             | salita            | 2º 751-1300 Turismo Speciale  | 20º ass.        | Di Salvo Antonino           | 8,750         | 6'56” 9/10     | 75,557       | I ser ber | Ottima prestazione del Di Salvo, la cui Appia - unico esemplare di questo modello in gara - è seconda ad appena 1” 2/10 dal vincitore di classe (Clemente Ravetto con la Fiat 1100-103 TV coupé Pininfarina) e precede altre 10 Fiat 1100-103.                                   |
| 17-apr    | I    | Trento-Bondone                       | salita            | 7º 751-1300 Turismo           | 27º ass.        | Celleghin Renzo             | 12,700        | 13'31” 2/10    | 56,360       | I ser ber | |
| 8-mag     | I    | Vermicino-Rocca di Papa              | salita            | 6º 751-1300 Turismo           | 7º ass.         | Lanza Giuseppe              | 12,950        | 10'32”         | 73,765       | I ser ber | Corsa per il Volante d'argento, riservata alle sole vetture da turismo. |
| 14-mag    | I    | Como-Lieto Colle (per Dame)          | salita            | 4º 751-1300 Turismo           | 9º ass.         | Piazza Ambrosoli Giuseppina | 7,400         | 5'50” 2/5      | 76,027       | I ser ber | |
| 15-mag    | I    | Primavera Napoletana dello Sport     | circuito stradale | 1ª Corsa vetture 751-1300     | ---             | Ferrante Adriano            | 50,000        | 36'17"1/10     | 82,678       | I ser ber | L'ottimo Ferrante ha la meglio su un nugolo di Fiat 1100/103 (una dozzina di berline e due coupé Zagato). |
| 15-mag    | I    | Campione d'Italia - Coppa delle Dame | circuito stradale | 3º 751-1300 Turismo           | 14º ass.        | Piazza Ambrosoli Giuseppina | 6,700         | 6'26”          | 62,487       | I ser ber | |
| 22-mag    | I    | Trapani-Monte Erice                  | salita            | 2º 751-1300 Turismo           | 9º ass.         | Di Salvo Antonino           | 16,550        | 12'08” 4/5     | 81,750       | I ser ber | Splendido exploit di Di Salvo che conduce la sua Appia al secondo posto di classe alle spalle di una Giulietta di 1,3 litri e davanti alle numerose e tradizionali avversarie di pari cilindrata, le Fiat 1100-103                                                               |
| 22-mag    | I    | Trofeo della Regione Sarda           | su strada         | 6º 751-1300 Turismo           | 21º ass.        | Cubeddu Achille             | 420,000       | 3h42'49” 7/10  | 113,091      | I ser ber | Malgrado riesca a migliorarsi rispetto all'anno precedente, Cubeddu non riesce a far meglio del 6º posto di classe. |
| 22-mag    | I    | Predappio-Collina                    | salita            | 1º 751-1100 Turismo           | N.D.            | Mambelli Paride             | 3,700         | 4'27"          | 49,887       | I ser ber | --- |
| 29-mag    | I    | Scala Giocca-Osilo                   | salita            | 1º 1300 Turismo Speciale      | N.D.            | Barrago Antonio             | 14,700        | 11'22” 4/10    | 77,549       | I ser ber | |
| 5-giu     | I    | Castell'Arquato-Vernasca             | salita            | 9º 751-1300 Turismo           | 38º ass.        | Tavola Luciano              | 9,775         | 7'36”          | 77,171       | I ser ber | |
| 5-giu     | I    | Castell'Arquato-Vernasca             | salita            | 7º 751-1500 Sport             | 48º ass.        | Evangelista Renato          | 9,775         | 7'56” 2/10     | 73,897       | I ser ber | |
| 19-giu    | I    | Alghero-Scala Piccada (per Dame)     | salita            | 2º 751-1300 Turismo           | 14º ass.        | Brugnoli Alba               | 9,000         | 7'08” 8/10     | 75,559       | I ser ber | Gara riservata alle “Dame”. |
| 29-giu    | I    | Trieste-Opicina                      | salita            | 17º 751-1300 Turismo          | 57° ass.        | Godina Ottone               | 9,000         | 7'31” 4/10     | 71,776       | I ser ber | Poco esaltante la gara di Godina, ultimo di classe e 57° (su 62) nella graduatoria assoluta. |
| giugno    | I    | Pugliano-Eremo del Vesuvio           | salita            | 2º 751-1300 Turismo           | N.D.            | De Miranda Attilio          | 7,500         | 8'29”          | 53,045       | I ser ber | |
| 18-set    | I    | Catania-Etna                         | salita            | 5º 751-1300 Turismo           | 7º ass.         | Calì Angelo                 | 38,000        | 28'51”         | 79,029       | I ser ber | Prova riservata alle vetture Turismo per il “volante d'argento”. |
| 18-set    | I    | Sarezze-Lumezzane                    | salita            | 1º 751-1100 Turismo           | 16º ass.        | Bonomi Marsilio             | 8,500         | 6'42” 6/10     | 76,005       | I ser ber | Nella classe da 751 a 1100 cm³ della categoria Turismo Normale, l'Appia di Bonomi ha la meglio su tutte le Fiat 1100-103 (e su una seconda Appia, condotta da Aristide Pasotti, che si piazza al 4º posto nella stessa classe).                                                  |
| 25-set    | I    | Sorrento-Sant'Agata                  | salita            | 14º 751-1300 Turismo          | N.D.            | Evangelista Carlo           | 12,000        | N.D.           | N.D.         | I ser ber | L'Appia di Evangelista è penultima nella classe da 751 a 1300 Turismo Normale, nella corsa valida per il “volante d'argento”. |
| 25-set    | I    | Borgo Petilia-Redentore              | salita            | 5º 751-1300 Turismo           | 19º ass.        | Signorelli Giuseppe         | 10,000        | 7'58” 7/10     | 75,203       | I ser ber | |
| 2-ott     | I    | Viterbo-Cimino (passo Montagna)      | salita            | 1º fino 1300 Turismo Speciale | 4º ass.         | Nataloni Germano            | 10,300        | 6'21” 3/10     | 97,246       | I ser ber | Ottima prova di questa Appia, che riesce a tenere a bada la Fiat 1100-103 TV di “Ferrit” e che segna un tempo di tutto rispetto. |
| 2-ott     | I    | Corongiu-Campuomu                    | salita            | 1º 751-1300 Turismo           | 2º ass.         | Cubeddu Achille             | 11,500        | 8'05” 3/10     | 85,308       | I ser ber | Esaltante prestazione di Cubeddu e della sua Appia, che battono tutte le Fiat 1100-103 e persino una Lancia Aurelia, cedendo la vittoria per 3"e 7/10 all'Alfa Romeo 1900 di Olivari; da notare che la gara era riservata alle sole vetture da turismo per il Volante d'Argento. |
| 9 ott     | I    | Civita di Bagno-Fonte Avignone       | salita            | 3º 751-1300 Turismo           | 7º ass.         | Ferri Virgilio              | 14,200        | 13'40” 5/10    | 62,303       | I ser ber | Gara riservata alle vetture Turismo, valida per il “volante d'argento”. |
| 23-ott    | I    | Civita di Bagno-Fonte Avignone       | salita            | 11º 751-1300 Turismo          | 19º ass.        | Terra Leonardo              | 14,200        | 13'16” 1/10    | 64,213       | I ser ber | Ultima della sua classe dietro a 10 Fiat 1100-103, l'Appia di Terra spicca un tempo quasi identico a quello della Dyna Panhard 750 che si aggiudica la classe fino a 750 cm³. |
| 30-ott    | I    | Coppa Sant Ambroeus                  | su pista (Monza)  | 3º 751-1300 Turismo           | 26º ass.        | Rondanini Gianni            | 28,750        | 14'26” 1/5     | 119,487      | I ser ber | Gara riservata ai soci della Scuderia Sant Ambroeus. |

### 1956
| Data      | Naz. | Nome della corsa                 | Tipo gara         | Risultato di classe           | Posiz. assoluta | Pilota o equipaggio    | Percorso (km)  | Tempo ottenuto | Media (km/h) | Modello    | Note |
| 5-feb     | I    | Ariccia-Bivio Laghi              | salita            | 1º Turismo Speciale 751-1300  | 8º ass.         | Nataloni Germano       | 4,100          | 3'06"0         | 79,354       | I ser ber  | Ottima prova di questa Appia, che segna un tempo di tutto rilievo. |
| 5-feb     | I    | Ariccia-Bivio Laghi              | salita            | 7º Turismo 751-1300           | N.D.            | Leto di Priolo Massimo | 4,100          | 3'27"5/10      | 71,132       | I ser ber  | |
| 11-mar    | I    | Criterium delle Nazioni          | km.da fermo       | 2º 751-1300 Turismo Speciale  | N.D.            | Begozzi Livia          | 1,000          | 37"6/10        | 95,744       | I ser ber  | Splendida prestazione di questa Appia guidata dalla signora Livia Begozzi, staccata di appena 6/10 dalla leggera Fiat 1100-103 Bertone del vincitore di classe (Fernando Natella) ma davanti alla Fiat 1100-103 Tv di Giorgio Superti. |
| 25-mar    | I    | Corsa delle Torricelle           | salita            | 26º 751-1300 Turismo          | N.D.            | Coggiola Franco        | 3,760          | 4'17"6/10      | 52,546       | I ser ber  | Scialba prestazione: l'Appia di Coggiola è preceduta da ben 25 Fiat 1100-103 (tutte le 1100 che erano in gara, tranne una....) |
| 12/14-apr | I    | Rallye Femminile Perla S.Remo    | rallye            | 3º 751-1600 Turismo           | 18º ass.        | Schiagno Mimi          | ---            | ---            | ---          | I ser ber  | --- |
| 25/27-mag | CH   | Rallye di Ginevra                | rallye            | 8º 1001-1600 Turismo          | N.D.            | Decoppet/Decoppet      | ---            | ---            | ---          | I ser ber  | --- |
| 24-giu    | I    | Castell'Arquato-Vernasca         | salita            | 23º 751-1300 Turismo          | 78º ass.        | Cantarelli Raffaello   | 9,775          | 8'14"2/5       | 71,177       | I ser ber  | --- |
| 24-giu    | I    | Vermicino-Rocca di Papa          | salita            | 1º 751-1300 Turismo Speciale  | N.D.            | Nataloni Germano       | 12,950         | 8'19"7/10      | 93,295       | I ser ber? | L'Appia di Nataloni era quasi certamente una "prima serie" berlina ben preparata; le vetture di questo gruppo erano in gara per il campionato sociale A.C.Roma |
| 24-giu    | I    | Mosson-Treschè Conca             | salita            | 11º 751-1300 Turismo          | 40º ass.        | Fornasier Aldo         | 15,300         | 12'29"1/5      | 73,518       | I ser ber  | --- |
| 8-lug     | I    | Pugliano-Vesuvio                 | salita            | 4º 751-1300 Turismo           | 20º ass.        | De Miranda Aldo        | 10,700         | 11'24"9/10     | 56,241       | I ser ber  | --- |
| 15-lug    | I    | Bologna-San Luca                 | salita            | 7º 751-1300 Turismo           | 44º ass.        | Baldi Enzo             | 2,080          | 2'07"9/10      | 58,545       | I ser ber  | --- |
| 15-lug    | I    | Biella-Pettinengo                | salita            | 3º 751-1300 Turismo Speciale  | 23º ass.        | Coda Mario Enrico      | 7,700          | 6'22"3/5       | 72,451       | Motto?     | la vettura potrebbe essere la versione speciale Motto, ma il dato non è certo. |
| 15-lug    | I    | Frascati-Tuscolo                 | salita            | 1º 751-1300 Turismo Speciale  | 8º ass.         | Nataloni Germano       | 4,500          | 3'55"2/10      | 68,877       | I ser ber? | L'Appia di Nataloni - che realizza un tempo di tutto rispetto - è probabilmente una "prima serie" berlina ben preparata. |
| 15-ago    | I    | S.Benedetto del Tronto-Acquaviva | salita            | 13º 751-1300 Turismo          | 23º ass.        | Gnagnatti Giorgio      | 7,000          | 6'44"4/5       | 62,252       | I ser ber  | --- |
| 9-set     | I    | Lessolo-Alice                    | salita            | 17º 751-1100 Turismo Speciale | 65º ass.        | Faroni F.              | 6,500          | 6'25"9/10      | 60,637       | I ser ber? | La vettura era quasi certamente una I serie berlina. |
| 16-set    | I    | Jesi-Santa Maria Nuova           | salita            | 5º 751-1300 Turismo           | 20º ass.        | Gnagnatti Giorgio      | 6,000          | 3'58"8/10      | 90,452       | I ser ber  | --- |
| 23-set    | I    | Catania-Etna                     | salita            | 10º 751-1300 Turismo          | 45ºass.         | Calì Angelo            | 38,000         | 29'48"3/10     | 76,497       | I ser ber? | La vettura era quasi certamente una I serie berlina. |
| 23-set    | I    | Piediripa-Macerata               | salita            | 4º 751-1300-Turismo           | 9º ass.         | Dolci Bernardo         | 4,150          | 3'21"1/5       | 74,254       | I ser ber? | Bella prova di questa Appia berlina (quasi certamente una "prima serie") che si classifica dietro a tre Alfa Romeo Giulietta ma davanti a tutte le Fiat 1100-103. |
| 25-set    | I    | Corongiu-Campuomu                | salita            | 1º 751-1300-Turismo           | 1º ass.         | Casula Mario           | 4,100          | 4'02"9/10      | 60,765       | I ser ber? | Bella vittoria di questa Appia berlina (quasi certamente una "prima serie") che risulta più veloce delle Alfa Romeo Giulietta; da segnalare che questa gara appare soltanto nel volume "Settant'anni di gare automobilistiche in Italia" e che, per un refuso, viene indicata come svoltasi nel 1965: si è ritenuto che la gara si sia disputata nel 1956, ma il dato non è dunque certo. |
| 7-ott     | I    | Coppa Carri                      | su pista (Monza)  | 6º 751-1300 Turismo           | 25º ass.        | Rondanini Gianni       | 34,500         | 17'31"         | 118,173      | I ser ber? | La vettura era quasi certamente una I serie berlina. |
| 14-ott    | I    | Mannasuddas-Nuoro                | salita            | 1º 751-1300 Turismo           | N.D.            | Cubeddu Achille        | 14,400         | 10'28"5/10     | 82,482       | I ser ber  | --- |
| 21-ott    | I    | Gran Premio Roma                 | circuito stradale | 2º Turismo Speciale 751-1300  | ---             | Nataloni Germano       | 1 ora di corsa | ---            | 138,735      | I ser ber? | La vettura era quasi certamente una I serie berlina. |
| 21-ott    | I    | Campionato Scuderia Cangrande    | su pista (Monza)  | 3º 751-1300 Turismo           | 19º ass.        | Paon Scipione          | 46,000         | 23'48"2/5      | 115,933      | I ser ber? | Bella prova di questa Appia berlina (quasi certamente una "prima serie") che si classifica dietro a due Alfa Romeo Giulietta ma davanti a tutte le Fiat 1100-103. |
| 28-ott    | I    | Campionato A.C. Emiliani         | su pista (Modena) | 2º 751-1100 Turismo           | 33º ass.        | Baldi Enzo             | 23,060         | 15'13"2/10     | 90,906       | I ser ber  | --- |
| 1/4-nov   | E    | Rallye Iberico                   | rallye            | 1º 1001-1300 Turismo Speciale | 8º ass.         | Pereira Francisco S.   | ---            | ---            | ---          | I ser ber? | Il modello di Appia è stimato (potrebbe anche trattarsi di una berlina II serie). |

### 1957
| Data   | Naz. | Nome della corsa            | Tipo gara        | Risultato di classe       | Posiz. assoluta | Pilota o equipaggio | Percorso (km) | Tempo ottenuto | Media (km/h) | Modello   | Note |
| 1-mag  | I    | Coppa Vigorelli             | su pista (Monza) | 2º 751-1100 Turismo       | N.D.            | Mantovani Luciano   | 69,000        | 33'41"8/10     | 122,860      | berlina   | Non è accertabile se la berlina Appia di Mantovani fosse una I serie oppure una II serie; buona gara di Mantovani, che cede soltanto alla Fiat 1100-103 TV di Ersilio Mandrini.                                                                 |
| 1-mag  | I    | Monza: 500 metri lanciati   | 500 m lanciati   | 2º 751-1100 Turismo       | N.D.            | Mantovani Luciano   | 0,500         | 13"            | 138,461      | berlina   | Prova inserita nella "Coppa Vigorelli"; non è accertabile se la berlina Appia di Mantovani fosse una I serie oppure una II serie. |
| 18-ago | I    | Trapani-Monte Erice         | salita           | 1º 751-1100 Gran Turismo  | N.D.            | Cotelli             | 13,920        | 10'41"         | 78,177       | Zagato    | Vittoria dell'Appia Zagato, che precede nettamente le Fiat 1100-103 Zagato. |
| 8-set  | I    | Coppa Intereuropa           | su pista (Monza) | 3º 751-1100 Gran Turismo  | 18ºass.         | Anselmi Enrico      | 1 ora         | 1h00'00"       | 138,891      | Zagato    | Nell'occasione, l'Appia Zagato di Anselmi è battuta - sia pur di pochissimo - dalle due Fiat 1100-103 Zagato di Nino Merlo e di Carlo Coppo. |
| 8-set  | I    | Coppa Intereuropa           | su pista (Monza) | 4º 751-1100 Gran Turismo  | 18ºass.         | Mantovani Luciano   | 1 ora         | 1h00'00"       | 133,596      | Motto     | |
| 29-set | I    | Pontedecimo-Passo dei Giovi | salita           | 4º 751-1300 Gran Turismo  | N.D.            | Anselmi Enrico      | 9,650         | 6'53"2/10      | 84,075       | Zagato    | Anselmi è battuto da 3 Alfa Romeo Giulietta da 1,3 litri ma è il migliore tra le "1100" precedendo le rivali dirette Fiat 1100 Zagato. |
| 29-set | I    | Pontedecimo-Passo dei Giovi | salita           | 4º 751-1300 Turismo       | N.D.            | Bollati Franco      | 9,650         | 8'17"8/10      | 69,787       | I ser ber | Bollati era in corsa nella speciale classifica per il "Volante d'Argento" per vetture strettamente di serie. |
| 6-ott  | I    | Trieste-Opicina             | salita           | 8º 751-1300 Gran Turismo  | 32° ass.        | Anselmi Enrico      | 8,850         | 5'32"7/10      | 95,761       | Zagato    | Il bravo Anselmi è costretto a cedere alle Alfa Romeo Giulietta SV e SVZ, ma è il migliore tra le "1100" e riesce a precedere, oltre a tre Giulietta, 6 Fiat 1100-103 Zagato, 2 Appia carrozzate da Motto e una 1100 TV trasformabile (spider). |
| 6-ott  | I    | Trieste-Opicina             | salita           | 14º 751-1300 Gran Turismo | 44° ass.        | Mantovani Luciano   | 8,850         | 5'44"6/10      | 92,455       | Motto     | |
| 13-ott | I    | Corongiu-Campuomu           | salita           | 2º 751-1300 Turismo       | 2º ass.         | Barrago             | 11,600        | 8'23"9/10      | 82,873       | berlina   | Gara riservata alle sole vetture Turismo con cilindrata fino a 1300 cm³: l'Appia di Antonio (Tone) Barrago è seconda a mezzo secondo dalla Fiat 1100-103 TV di Ligas.                                                                           |
| 27-ott | I    | Sassi-Superga               | salita           | 22º 751-1300 Gran Turismo | 70º ass.        | Cafiero Nicola      | 4,600         | 3'59"3/10      | 69,201       | Zagato    | Attardata questa Appia Zagato, che viene superata - oltreché dalle numerosissime Giuliette - anche dalla Fiat 1100-103 Zagato di Carlo Coppo |

### 1958
| Data      | Naz. | Nome della corsa                 | Tipo gara             | Risultato di classe         | Posiz. assoluta | Pilota o equipaggio  | Percorso (km) | Tempo ottenuto | Media (km/h) | Modello           | Note |
| 16-mar    | I    | Campionati Universitari          | su pista (Modena)     | 1º 751-1100 Gran Turismo    | 15º ass.        | Mandelli             | 27,672        | 16'46"6/10     | 98,966       | Zagato            | Unico concorrente nella classe 1100 Gran Turismo, Mandelli offre comunque una buona prova, realizzando una media migliore, per esempio, di quella delle Alfa Romeo Giulietta TI |
| 19/20-apr | I    | Giro di Sicilia                  | rallye                | 2º 751-1100 Gran Turismo    | 10º ass.        | Costantini Mario     | 1071,600      | ---            | ---          | Zagato            | Il modello di vettura di Costantini è stimato; gara di regolarità comprendente tuttavia alcune prove speciali in salita, nelle quali vengono penalizzati coloro che realizzano un tempo superiore rispetto a quello segnato dai migliori (1/3 dei partecipanti). |
| 19/20-apr | I    | Giro di Sicilia                  | salita                | 2º 751-1100 Gran Turismo    | N.D.            | Costantini Mario     | 20,400        | 18'39"5/10     | 65,600       | Zagato            | Il modello di vettura di Costantini è stimato; classifica particolare a margine del Giro di Sicilia: tempi e medie riguardano la somma delle prestazioni rese dai diversi concorrenti nelle 4 prove in salita inserite nella gara. |
| 25-apr    | I    | Trofeo Vigorelli                 | su pista (Monza)      | 1º fino a 1100 Gran Turismo | 9º ass.         | Guidotti             | 46,000        | 19'35"2/10     | 140,912      | Zagato            | Nella classe 1100, Guidotti precede altre due Appia Zagato (pilotate da Gianni Rondanini e da un pilota indicato nella cronaca dell'epoca con l'improbabile cognome Prinetto ma che potrebbe identificarsi in Ernesto Prinoth) e la Fiat-Abarth 750 del futuro telecronista Mario Poltronieri. |
| 27-apr    | I    | Rimini-San Marino                | salita                | 3º 751-1100 Gran Turismo    | N.D.            | Zagato Elio          | 8,350         | 6'17"1/10      | 79,713       | Zagato            | Nella propria classe, l'Appia è battuta dalle due Fiat 1100-103 Zagato di Carlo Coppo e Paolo Galli. |
| 27-apr    | E    | La Rabassada                     | salita                | N.D.                        | 9º ass.         | Humet                | 4,900         | 4'30"          | 65,333       | N.D.              | |
| 4-mag     | I    | Bologna-San Luca                 | salita                | 3º 751-1100 Gran Turismo    | N.D.            | Gotelli Natale       | 2,080         | 1'48"6/10      | 68,950       | Zagato            | Nella propria classe, Gotelli è battuto da due Fiat 1100-103 Zagato; altre Appia Zagato si piazzano al 5º posto (Nicola Cafiero) e al 9º posto (Giovanni Bandini). |
| 1-giu     | I    | Coppa della Consuma              | salita                | 4º 751-1100 Gran Turismo    | N.D.            | Cafiero Nicola       | 10,500        | 7'39"5/10      | 82,263       | Zagato            | L'Appia di Cafiero soccombe a tre Fiat Zagato 1100-103 (Carlo Coppo, Teodoro Zeccoli e Carlo Pittoni i rispettivi piloti) e precede una quarta Fiat, condotta da Paolo Maranghi. |
| 8-giu     | I    | Mosson-Tresché Conca             | salita                | 7º 751-1300 Turismo         | 34º ass.        | Franzan Domenico     | 15,300        | 13'36"4/5      | 67,433       | berlina           | Questa berlina (non è dato sapere se una I serie o una II serie) non compie certamente una grande salita: è ultima nella sua classe e 34.esima assoluta (su un totale di 41 concorrenti classificati). |
| 8-giu     | I    | Pugliano-Vesuvio                 | salita                | 4º 751-1300 Gran Turismo    | 3º ass.         | Tuccari Enrico       | 10,000        | 9'56"4/10      | 60,362       | Zagato            | --- |
| 15-giu    | I    | Varese-Campo dei Fiori           | salita                | 5º 751-1100 Gran Turismo    | 54º ass.        | Cafiero Nicola       | 9,500         | 9'02"5/10      | 63,041       | Zagato            | Le Fiat 1100-103 Zagato dominano la classe, occupando i primi 3 posti (Paolo Galli, Carlo Coppo, Teodoro Zeccoli); al quarto posto si piazza Gianni Rondanini, che le cronache indicano al volante di una Fiat 1100-103 Zagato: il dato potrebbe però essere inesatto e la vettura potrebbe essere una Lancia Appia: se così fosse, questa corrisponderebbe all'Appia Zagato meglio classificata (4º posto di classe, 49º posto assoluto) |
| 22-giu    | I    | 6 Ore Esso                       | su pista (Vallelunga) | 1º 751-1100 Gran Turismo    | 11º ass.        | "Bred"               | 43,200        | 30'28"4/10     | 85,057       | Zagato            | La posizione "assoluta" - 11º posto - è riferita alle sole vetture che hanno gareggiato su 25 giri di pista (le Gran Turismo); il pilota dell'Appia Zagato, che si cela dietro lo pseudonimo di "Bred" e che dovrebbe rispondere all'identità di Elio Zagato, si aggiudica la classe davanti alle due Fiat 1100-103 Zagato di Paolo Galli e Teodoro Zeccoli e segna anche il nuovo giro-record della pista di 1800 metri di Vallelunga per le 1100 Gran Turismo con un ottimo 1'14"8/10 (km/h 86,631). |
| 29-giu    | I    | Predappio-Rocca delle Caminate   | salita                | 5º 751-1100 Turismo         | 39° ass.        | Borghesi Vichi Rino  | 3,700         | 4'47"          | 46,411       | berlina           | Pur considerando le caratteristiche del tracciato (che nel suo breve sviluppo prevede parecchi tornanti a gomito) la media oraria ottenuta da Borghesi è da ritenere comunque insoddisfacente, inferiore a quella realizzata da vetture quali le 600 Fiat. |
| 29-giu    | I    | Predappio-Rocca delle Caminate   | salita                | 3º 751-1100 Gran Turismo    | 35° ass.        | Bandini Giovanni     | 3,700         | 4'38"8/10      | 47,776       | Zagato            | Prestazioni inferiori alle aspettative per Giovanni Bandini, battuto da due Fiat 1100-103 Zagato (Paolo Galli e Teodoro Zeccoli); nella stessa corsa, un'Appia si classifica nella categoria Turismo. |
| 6-lug     | I    | Bolzano-Passo della Mendola      | salita                | 4º 751-1100 Gran Turismo    | 53º ass.        | Cafiero Nicola       | 14,500        | 12'44"4/5      | 68,253       | Zagato            | Poco esaltante il tempo spiccato dall'Appia Zagato di Cafiero, battuta dalle solite Fiat 1100-103 Zagato di Paolo Galli, Teodoro Zeccoli e Carlo Coppo. |
| 13-lug    | I    | Trento-Bondone                   | salita                | 3º 751-1100 Gran Turismo    | 58º ass.        | "Bred"               | 12,900        | 11'54"3/5      | 64,987       | Zagato            | L'Appia Zagato di "Bred" è preceduta nella sua classe dalle Fiat 1100-103 Zagato di Carlo Coppo e di Teodoro Zeccoli, e precede la Fiat 1100-103 Zagato di Alvise Foscari e le due Lancia Appia Zagato di Corrado Ravanelli e di Giovanni Bandini. |
| 2/3-ago   | I    | Giro delle Calabrie              | su strada             | 2º 751-1100 Turismo         | 42º ass.        | Restuccia Samuele    | 179,000       | 2h13'22"1/5    | 80,527       | berlina           | Restuccia accusa un ritardo di poco più di 2' dalla Fiat 1100-103 di Cavaliere. |
| 2/3-ago   | I    | Giro delle Calabrie              | su strada             | 1º 751-1100 Gran Turismo    | 12º ass.        | "Bred"               | 179,000       | 1h56'51"4/5    | 91,902       | Zagato            | "Bred" (pare si tratti dello pseudonimo sotto cui si cela Elio Zagato) segna ottimi tempi e si aggiudica la classe precedendo una Fiat e una D.B. |
| 17-ago    | I    | S.Benedetto del Tronto-Acquaviva | salita                | 4º 751-1100 Gran Turismo    | N.D.            | Longo Pietro         | 7,000         | 6'19"          | 66,490       | Zagato            | Non esaltante la prestazione di questa Appia Zagato; l'identità del pilota non è certa (alcune fonti dicono P. Lungo) |
| 7-set     | I    | Coppa Intereuropa                | su pista (Monza)      | 1º 751-1100 Gran Turismo    | 15º ass.        | "Bred"               | 1 ora         | ---            | 147,182      | Zagato            | Sofferta ma esaltante vittoria di "Bred" (pseudonimo sotto cui si cela l'identità di Elio Zagato) che, dopo 1 ora di corsa, precede di appena 30 metri la Fiat 1100-103 Zagato di Carlo Coppo; alle spalle dei due - che battono tutti i record di classe - si piazzano Carlo Pittoni, Mario Colombi e "Tranquillo" (tutti su Fiat 1100-103 Zagato). |
| 7-set     | I    | Squarciarelli-Rocca di Papa      | salita                | 2º 751-1100 Gran Turismo    | 32º ass.        | Presciutti Giancarlo | 8,400         | 7'04"5/10      | 71,236       | N.D.              | Il modello dell'Appia di Presciutti non è accertato; un'altra Appia (la Zagato di Pietro Longo) si piazza al 4º posto di classe. |
| 7-set     | I    | Squarciarelli-Rocca di Papa      | salita                | 6º 751-1100 Turismo         | 39º ass.        | Togni Ettore         | 8,400         | 7'34"1/10      | 66,593       | II ser ber        | Incolore prestazione di questa berlina Appia, preceduta da ben 5 Fiat 1100-103. |
| 7-set     | I    | Caleipo-Colle Nevegal            | salita                | 4º 751-1300 Turismo         | 16º ass.        | Fornasier Aldo       | 5,800         | 6'12"4/5       | 56,008       | berlina           | L'Appia di Fornasier segna il secondo miglior tempo tra le vetture di 1100 cm³ dietro alla Fiat 1100-103 di Antonio Zanetti ma davanti a un'altra Appia (Olindo De Toffol) e a una Fiat 1100-103 (Franco Demetrio) |
| 14-set    | I    | Mulino del Rocco-Cocconato       | salita                | 1º 751-1100 Gran Turismo    | 13º ass.        | Cafiero Nicola       | 2,860         | 2'53"7/10      | 59,274       | Zagato            | Assenti le Fiat 1100-103 Zagato, la lotta - molto incerta - nella classe 1100 si sviluppa tutta in casa Lancia: Nicola Cafiero prevale per un solo decimo di secondo sull'altra Appia Zagato condotta da Enrico Agostini; entrambe le Appia compiono un'ottima salita e spiccano tempi di rilievo, che consentono loro di occupare il 13º e il 14º posto nella graduatoria assoluta. |
| 14-set    | I    | Sorrento-Sant'Agata              | salita                | 7º 751-1300 Gran Turismo    | 38º ass.        | Longo Pietro         | 12,000        | 9'51"8/10      | 72,997       | Zagato            | L'Appia di Longo segna il secondo tempo tra le "1100" (per le quali non era prevista classifica separata) ma a 47" abbondanti dalla Fiat 1100-103 Zagato di Carlo Coppo. |
| 14-set    | I    | Sorrento-Sant'Agata              | salita                | 4º 751-1300 Turismo         | 50º ass.        | Lamberti Alfredo     | 12,000        | 10'21"1/10     | 69,554       | berlina           | Apprezzabile gara del Lamberti, che ottiene la quarta piazza dietro a tre Alfa Romeo Giulietta ma davanti alle Fiat 1100-103. |
| 28-set    | I    | Pontedecimo-Passo dei Giovi      | salita                | 14º 751-1300 Turismo        | 64º ass.        | Bollati Franco       | 9,650         | 8'00"9/10      | 72,239       | berlina           | Scialba prestazione di questa Appia, ultima nella sua classe, che realizza una media di poco superiore rispetto a quella della migliore tra le Fiat Nuova 500 e assai peggiore di quella ottenuta dalle prime 4 Fiat 600. |
| 28-set    | I    | Pontedecimo-Passo dei Giovi      | salita                | 8º 751-1300 Gran Turismo    | 38º ass.        | Agostini Enrico      | 9,650         | 7'10"4/10      | 80,715       | Zagato            | L'Appia Zagato di Agostini ottiene un discreto 4º tempo tra le Gran Turismo da 1100 cm³, dietro alle Fiat 1100-103 Zagato. |
| 5-ott     | I    | Trieste-Opicina                  | salita                | 3º 751-1100 Gran Turismo    | 11º ass.        | "Bred"               | 8,850         | 5'25"8/10      | 97,790       | Zagato            | "Bred" (alias Elio Zagato) finisce terzo di classe, dietro alle rivali di sempre, le Fiat 1100-103 Zagato, di Carlo Coppo e Teodoro Zeccoli; alle spalle di "Bred" si colloca un'altra Fiat 1100-103 Zagato (Paolo Galli) seguita dalle due Appia Zagato di Enrico Agostini e di Francesco Prioglio e da altre Fiat 1100; complice la pioggia che ha ostacolato la corsa delle vetture del gruppo "sport", l'Appia di "Bred" riesce a conquistare un ottimo 11º posto assoluto. |
| 12-ott    | I    | Corongiu-Campuomu                | salita                | 2º 751-1300 Turismo         | 2º ass.         | Casula Mario         | 4,100         | 4'07"8/10      | 69,696       | berlina           | Il modello specifico di Appia non è indicato nelle cronache dell'epoca, ma è quasi certo si trattasse di una berlina dal momento che alla gara erano ammesse le sole vetture della categoria Turismo; Casula è battuto per appena 4" da una Alfa Romeo Giulietta. |
| 19-ott    | I    | Aosta-Pila                       | salita                | 5º 751-1100 Turismo         | 29º ass.        | Bollati Franco       | 5,300         | 5'10"1/10      | 61,528       | berlina           | Posizione di centro classifica, nella classe 1100 turismo, per questa Appia berlina. |
| 4-nov     | I    | Coppa Sant'Ambroeus              | su pista (Monza)      | 2º 751-1100 Gran Turismo    | 13º ass.        | "Bred"               | 80,000        | 30'36"9/10     | 156,785      | Zagato            | Elio Zagato (che corre sotto lo pseudonimo di "Bred") dispone di una recentissima nuova versione speciale di Appia Zagato e lotta fino all'ultimo centimetro con la Fiat 1100-103 Zagato di Carlo Coppo, al punto che entrambi vengono accreditati dell'identico tempo anche se Coppo precede il rivale di qualche decina di centimetri; le altre Appia Zagato in corsa si piazzano al 3º e al 5º posto con Enrico Agostini e Luciano Mantovani rispettivamente; la posizione nella graduatoria assoluta è riferita alle sole vetture Gran Turismo, che hanno gareggiato su 8 giri dell'anello completo di 10 km. |
| 9-nov     | I    | Passo Rigano-Bellolampo          | salita                | 3º 751-1100 Turismo         | N.D.            | Restuccia Samuele    | 9,750         | 7'47"1/10      | 75,144       | berlina           | Discreta prestazione di Bertuccia, terzo di classe, preceduto di pochissimo da due Fiat 1100-103. |
| 21-dic    | I    | Messina-Colle San Rizzo          | salita                | 2º 751-1100 Turismo         | 19º ass.        | Restuccia Samuele    | 10,100        | 8'57"1/5       | 67,684       | berlina           | |
| 21-dic    | I    | Messina-Colle San Rizzo          | salita                | 1º 751-1100 Gran Turismo    | 17º ass.        | Rizzotti Gregorio    | 10,100        | 8'49"4/5       | 68,629       | Vignale (stimata) | Il modello di Appia è probabile ma comunque stimato; Rizzotti precede l'Appia Zagato di Francesco Fiorentino di 8". |

### 1959
| Data   | Naz. | Nome della corsa                  | Tipo gara             | Risultato di classe      | Posiz. assoluta | Pilota o equipaggio   | Percorso (km) | Tempo ottenuto | Media (km/h) | Modello    | Note |
| 5-apr  | I    | Stallavena-Boscochiesanuova       | salita                | 2º 751-1100 Gran Turismo | 30º ass.        | Brioglio Francesco    | 15,300        | 8'55"7/10      | 69,696       | Zagato     | Malgrado un ottimo tempo, Brioglio (che dispone di una GTE prototipo) non riesce a battere l'unica Fiat 1100-103 Zagato in gara, condotta magnificamente da Teodoro Zeccoli, che lo precede di 3/10; alle spalle di Brioglio, altre tre Appia (3º Enrico Agostini con una GTE, ad appena 2"9/10 da Brioglio, 4º Giovanni Kerschbaumer con una GTE-prototipo e 5º Nicola Cafiero, anch'egli con una GTE-prototipo). |
| 19-apr | I    | Frascati-Tuscolo                  | salita                | 2º 751-1300 Gran Turismo | 11º ass.        | Tuccari Enrico        | 4,500         | 3'50"6/10      | 70,251       | Zagato     | Buon tempo quello ottenuto da Tuccari, la cui Appia Zagato cede il primo posto alla Alfa Romeo Giulietta SV di "Tip Top" (chiaramente uno pseudonimo), ma supera tutte le altre Alfa Romeo; nella stessa corsa un'altra Appia si classifica nella categoria Turismo. |
| 19-apr | I    | Frascati-Tuscolo                  | salita                | 3º 751-1100 Turismo      | N.D.            | Presciutti Giancarlo  | 4,500         | 4'16"2/10      | 63,231       | II ser ber | L'Appia di Presciutti è preceduta da due Fiat 1100-103 e segna un tempo piuttosto elevato (un poco peggiore rispetto a quello realizzato dalla prima tra le Fiat Nuova 500); nella stessa corsa un'altra Appia si classifica nella categoria Gran Turismo.. |
| 19-apr | I    | Gran Premio Vigorelli-I batteria  | su pista (Monza)      | Formula Junior           | 9º ass.         | Bordoni Franco        | 57,500        | 23'09"9/10     | 148,931      | Dagrada FJ | --- |
| 19-apr | I    | Gran Premio Vigorelli-Finale      | su pista (Monza)      | Formula Junior           | 12º ass.        | Bordoni Franco        | 212,750       | 1h25'52"2/10   | 148,654      | Dagrada FJ | Bordoni si classifica a 3 giri dal vincitore, compiendo 37 giri su 40. |
| 26-apr | I    | Rimini-San Marino                 | salita                | 1º 751-1100 Gran Turismo | N.D.            | Kerschbaumer Giovanni | 8,350         | 6'11"9/10      | 80,828       | Zagato     | Le Appia Zagato devono vedersela con le solite Fiat 1100-103 Zagato e con la Dkw 1000 portata in gara per l'occasione da Enrico Agostini: i migliori giungono in una manciata di secondi, ma l'Appia GTE-prototipo di Kerschbaumer ha la meglio (anche se per soli 7/10) sulla Dkw di Enrico Agostini, che a sua volta precede l'altra Appia GTE-prototipo di Francesco Prioglio di altri 7/10 e la Fiat 1100-103 Zagato di Zeccoli di 6" |
| 30-apr | I    | Castelfusano-Giornata dei Primati | su strada             | 3º 751-1300 Turismo      | 13º ass.        | Presciutti Giancarlo  | 2,000         | 1'01"3/10      | 117,455      | II ser ber | Nella classifica (per somma dei tempi sul km. da fermo e sul km. lanciato) l'Appia di Presciutti precede tutte le Fiat 1100-103. |
| 3-mag  | I    | Coppa Sant'Ambroeus               | su pista (Monza)      | 1º 751-1100 Gran Turismo | 19º ass.        | Kerschbaumer Giovanni | 100,000       | 38'37"8/10     | 155,319      | Zagato     | Doppietta dell'Appia Zagato in questa gara (disputatasi sull'anello completo della pista di Monza da 10 km): 1º Giovanni Kerschbaumer (GTE-prototipo) e 2º Enrico Agostini (GTE) ; terza la Fiat 1100-103 Zagato di Teodoro Zeccoli, quarta e quinta altre due Appia (Prioglio con una GTE-prototipo e "Rimsky" con un'Appia Zagato di versione non specificata), sesta e ultima la Fiat-Zagato della signora Alma Cacciandra; buone le prestazioni d'assieme della Appia Zagato, che hanno ottenuto velocità paragonabili a quelle delle Alfa Romeo Giulietta TI e un po' al di sotto di quelle realizzate dalle Alfa Romeo 1900 TI e dalle Fiat-Abarth 750 bialbero; la posizione nella graduatoria assoluta è riferita alle sole vetture della categoria Gran Turismo, che hanno gareggiato su 10 giri di pista. |
| 3-mag  | I    | Coppa Sant'Ambroeus               | su pista (Monza)      | Formula Junior           | 7º ass.         | Bordoni Franco        | 120,000       | 45'15"1/10     | 159,110      | Dagrada FJ | --- |
| 17-mag | I    | 6 Ore Esso-I batteria/F.Junior    | su pista (Vallelunga) | Formula Junior           | 5º ass.         | Bordoni Franco        | 36,000        | 23'39"2/10     | 91,319       | Dagrada FJ | --- |
| 17-mag | I    | 6 Ore Esso-Finale/F.Junior        | su pista (Vallelunga) | Formula Junior           | 9º ass.         | Bordoni Franco        | 52,200        | N.D.           | N.D.         | Dagrada FJ | Bordoni è 9º (e ultimo) a 1 giro dal vincitore. |
| 17-mag | I    | 6 Ore Esso-I batteria/G.T.        | su pista (Vallelunga) | 1º 751-1100 Gran Turismo | ---             | Kerschbaumer Giovanni | 18,000        | 12'22"4/10     | 87,284       | Zagato     | Kerschbaumer (GTE-prototipo) è primo della sottoclasse fino a 1100 cm³: alle sue spalle troviamo la Fiat 1100-103 Zagato di Zeccoli e l'Appia II serie "preparata" di Cicchetti. |
| 17-mag | I    | 6 Ore Esso-II batteria/G.T.       | su pista (Vallelunga) | 2º 751-1100 Gran Turismo | ---             | Prioglio Francesco    | 18,000        | 12'43"         | 84,927       | Zagato     | Il copione è analogo a quello visto nella I batteria: in questa II batteria, però, ha la meglio la Fiat 1100-103 Zagato di Teodoro Zeccoli, che batte le Appia Zagato di Francesco Prioglio (GTE-prototipo), di "Rimsky" (versione non specificata) e di Vitale Giroldi (GTE). |
| 17-mag | I    | 6 Ore Esso-Finale/G.T.            | su pista (Vallelunga) | 1º 751-1100 Gran Turismo | ---             | Kerschbaumer Giovanni | 27,000        | 18'44"         | 86,476       | Zagato     | Dietro al vincitore (con la GTE-prototipo) troviamo altre tre Appia: le due Zagato di "Rimsky" (versione non specificata) e di Francesco Prioglio (GTE-prototipo) e la berlina II serie di Cicchetti. |
| 7-giu  | I    | Cividale-Castelmonte              | salita                | 1º 751-1100 Gran Turismo | 5º ass.         | Kerschbaumer Giovanni | 7,100         | 6'05"1/10      | 70,008       | Zagato     | L'Appia GTE-prototipo di Kerschbaumer, che nella sua classe ha facilmente la meglio sull'Appia cabriolet Vignale di Qualizza, si piazza a un bel 5º posto assoluto, preceduta da 3 Alfa Romeo Giulietta e da 1 Fiat-Abarth 750. |
| 7-giu  | I    | Cividale-Castelmonte              | salita                | 2º 751-1100 Gran Turismo | N.D.            | Qualizza              | 7,100         | N.D.           | N.D.         | Vignale    | L'Appia cabriolet di Qualizza soccombe - diremmo ovviamente - alla più performante Appia-Zagato di Kerschbaumer. |
| 7-giu  | I    | Coppa della Consuma               | salita                | 1º 751-1100 Gran Turismo | N.D.            | Agostini Enrico       | 10,500        | N.D.           | N.D.         | Zagato     | L'Appia di Agostini è la versione GTE. |
| 21-giu | I    | Mosson-Tresché Conca              | salita                | 5º 751-1300 Gran Turismo | 16º ass.        | Agostini Enrico       | 14,500        | 10'26"         | 83,386       | Zagato     | Abolita la sottoclasse 1100 cm³, le Appia Zagato (e le Fiat 1100-103 Zagato) si trovano ad affrontare le insuperabili Alfa Romeo Giulietta SV e non possono aspirare alla vittoria nella classe da 751 a 1300 cm³: la migliore tra le "1100" è comunque la Fiat 1100-103 Zagato di Teodoro Zeccoli, che riesce a superare per 3/5 di secondo l'Appia Zagato GTE di Enrico Agostini, che precede a sua volta una Giulietta e due Fiat Zagato. |
| 29-giu | I    | Coppa della Sila                  | salita                | 1º 751-1100 Gran Turismo | 8º ass.         | Agostini Enrico       | 24,500        | 20'36"4/5      | 71,313       | Zagato     | Nella "sottoclasse"1100, dietro all'Appia Zagato GTE di Agostini si piazzano altre due Appia: la Zagato (versione non specificata) di Samuele Restuccia e la Vignale di Gregorio Rizzotti; buona comunque la prestazione di Agostini, che si piazza addirittura all'8º posto della graduatoria assoluta. |
| 5-lug  | I    | Bolzano-Mendola                   | salita                | 1ª 751-1100 Gran Turismo | 12° ass.        | Kerschbaumer Giovanni | 14,500        | 11'46"         | 73,937       | Zagato     | Notevole impresa dell'Appia GTE-prototipo di Kerschbaumer il quale, oltre ad aggiudicarsi la sottoclasse 1100 e a giungere comunque terzo nella classe 1300, spicca un tempo di assoluto rilievo - migliore ad esempio di quelli segnati da tutte le vetture della categoria Turismo, Giuliette e 1900 Alfa Romeo incluse - che lo colloca addirittura al 12º posto assoluto. |
| 5-lug  | I    | Veglio Mosso-Mosso Santa Maria    | salita                | 2º 751-1100 Gran Turismo | N.D.            | Carafoli Marco        | 6,800         | 6'28"8/10      | 62,962       | Zagato     | Carafoli con l'Appia Zagato (versione non specificata) è 2º (a più di 20" dalla Fiat 1100-103 Zagato di Teodoro Zeccoli) ma riesce a precedere - anche se di un solo decimo di secondo - la Fiat 1100-103 Zagato di Girolamo Capra. |
| 12-lug | I    | Trento-Bondone                    | salita                | 1º 751-1100 Gran Turismo | N.D.            | Kerschbaumer Giovanni | 17,300        | 16'29"         | 62,972       | Zagato     | Kerschbaumer (GTE-prototipo) si aggiudica la classe con una dozzina di secondi di margine sulla Fiat 1100-103 Zagato di Girolamo Capra; la media ottenuta dall'Appia Zagato non è comunque eccezionale ed è nettamente inferiore rispetto a quella ottenuta dalle Fiat-Abarth 750 ma anche dalle Alfa Romeo Giulietta TI |
| 19-lug | I    | Garessio-Colle San Bernardo       | salita                | 1º 751-1100 Gran Turismo | N.D.            | Agostini Enrico       | 6,200         | 5'03"          | 73,663       | Zagato     | Agostini (GTE) compie una buona salita (il suo tempo è vicino a quello conseguito dalle migliori Alfa Romeo Turismo - Giulietta TI e 1900 - e delle Fiat Abarth 750) precedendo, nella sua classe, le Fiat 1100-103 Zagato di Teodoro Zeccoli, Carlo Pittoni e Girolamo Capra; le altre Appia Zagato di Marco Carafoli (versione non specificata) e di Vitale Giroldi (GTE) seguono, un po' attardate, al 5º e 6º posto di classe. |
| 26-lug | I    | Trieste-Opicina                   | salita                | 1º 751-1100 Gran Turismo | 28° ass.        | Kerschbaumer Giovanni | 8,850         | 5'14"7/10      | 101,239      | Zagato     | Ennesima vittoria di classe di Kerschbaumer e della sua GTE-prototipo, che ha ragione (anche se per poco più di 1") sull'altra Appia Zagato (GTE) di Enrico Agostini, sulla Fiat 1100-103 Zagato di Girolamo Capra, sull'Appia Zagato di Marco Carafoli (versione non specificata) e, a chiudere, sulla Fiat 1100-103 TV spider di Arnaldo Tarantino. Ottimo il riscontro cronometrico di Kerschbaumer, la cui Appia Zagato compie la salita più velocemente di tutte le vetture Turismo ed è in linea con quelli ottenuti dalle velocissime Fiat-Abarth 750 bialbero. |
| 5-ago  | I    | Frascati-Rocca di Papa            | salita                | 6º 751-1100 Turismo      | N.D.            | Presciutti Giancarlo  | 7,000         | 5'17"8/10      | 79,295       | II ser ber | Tempo piuttosto alto per questa "solitaria" Appia berlina, preceduta in classifica da ben 5 Fiat 1100-103. |
| 5-ago  | I    | Frascati-Rocca di Papa            | salita                | 1º 751-1100 Gran Turismo | N.D.            | Agostini Enrico       | 7,000         | 4'37"2/10      | 90,909       | Zagato     | Oltre a vincere la propria classe battendo sonoramente la Fiat 1100-103 Zagato di Antonio Albanese, l'Appia GTE di Agostini segna un tempo apprezzabile, migliore di quelli ottenuti da parecchie Alfa Romeo Giulietta. |
| 30-ago | I    | Sassi-Superga                     | salita                | 7º 751-1100 Turismo      | 83º ass.        | Balocco Marco         | 4,600         | 5'30"1/10      | 50,166       | berlina    | Ultimo di classe e 83º assoluto (su 91): la crudezza dei numeri la dice lunga circa la prestazione di questa Appia. |
| 30-ago | I    | Sassi-Superga                     | salita                | 1º 751-1100 Gran Turismo | 24º ass.        | Kerschbaumer Giovanni | 4,600         | 4'22"6/10      | 63,061       | Zagato     | Kerschbaumer, che compie un'ottima salita con la GTE-prototipo, ha la meglio sulla GTE di Enrico Agostini, battendola per quasi 14", mentre le Fiat 1100-103 Zagato sono relegate al 3º e 4º posto (Carlo Pittoni e Girolamo Capra rispettivamente). |
| 30-ago | I    | Madonna delle Piane-Chieti        | salita                | 2º 751-1100 Turismo      | N.D.            | Presciutti Giancarlo  | 6,000         | N.D.           | N.D.         | II ser ber | L'Appia di Presciutti è preceduta dalla Fiat 1100-103 TV di Cesare Sodo; un'altra Appia - condotta da Santuccione - occupa la terza posizione di classe. |
| 6-set  | I    | Aosta-Pila                        | salita                | 5º 751-1100 Turismo      | 56º ass.        | Balocco Marco         | 5,300         | 5'33"3/10      | 57,245       | berlina    | Prestazione sotto tono per questa Appia, il cui tempo è davvero assai elevato (56.esimo su 63). |
| 6-set  | I    | Aosta-Pila                        | salita                | 1º 751-1100 Gran Turismo | 26º ass.        | Agostini Enrico       | 5,300         | 4'31"7/10      | 70,224       | Zagato     | Il duello tra i due piloti di Appia Zagato più in forma del momento (Agostini con la GTE e Kerschbaunmer con la GTE-prototipo) si risolve stavolta a favore del primo, che stacca di 4" il rivale; seguono le due Fiat (la Zagato di Girolamo Capra, vicinissima ai due "lancisti", e la spyder di Sandro Veglio, molto più attardata). |
| 13-set | I    | Coppa Intereuropa                 | su pista (Monza)      | 1º 751-1100 Gran Turismo | 22º ass.        | Agostini Enrico       | 1 ora         | ---            | 142,656      | Zagato     | Nella classe 1100, Agostini (GTE) precede la Fiat 1100-103 Zagato di Luigi Cabella e le due Appia Zagato di "Rimski" (versione non specificata) e Vitale Giroldi (GTE); Buono il chilometraggio coperto in un'ora, che è di circa km 1,4 inferiore rispetto a quello effettuato, nella stessa occasione, dall'unica "sorella maggiore Aurelia" in lizza (una B20-2500). |
| 20-set | I    | Pontedecimo-Passo dei Giovi       | salita                | 1º 751-1100 Gran Turismo | 36º ass.        | Agostini Enrico       | 9,650         | 6'49"4/10      | 84,855       | Zagato     | L'Appia di Agostini (GTE) supera nettamente (di 14"4/10) quella di Marco Carafoli (versione non specificata); terza la Fiat Zagato di Girolamo Capra, quarta l'Appia di "Rimski" (versione non specificata), quinta la Fiat Zagato di Giuseppe Donato, sesta l'Appia di Vitale Giroldi (GTE); la prestazione di Agostini è apprezzabile, equiparabile a quelle delle Alfa Romeo Giulietta TI e 1900 e delle Fiat Abarth Zagato 750. |
| 4-ott  | I    | Coppa Nissena                     | salita                | 1º 751-1100 Gran Turismo | N.D.            | "Comar"               | 8,600         | N.D.           | N.D.         | Zagato     | L'Appia GTS del pilota che si cela sotto lo pseudonimo di "Comar" precede Amedeo Bartoccelli (GTE) e Francesco Fiorentino (GTS). |
| 13-ott | I    | Corongiu-Campuomu                 | salita                | 1º 751-1100 Turismo      | 4º ass.         | Casula Mario          | 4,100         | 4'08"1/10      | 59,492       | berlina    | Dopo le "performance" degli anni precedenti, anche questa volta Mario Casula con la sua Appia compie, su questo percorso, un'ottima corsa, precedendo tutte le vetture da 1100 cm³ , l'Alfa Romeo 1900 TI e parecchie Giulietta: soccombe soltanto alle tre Alfa Romeo Giulietta TI più veloci; un'altra Appia - condotta da Meloni - si piazza al 4º posto di classe, assai attardata. |
| 25-ott | I    | Gran Premio Shell                 | su pista (Vallelunga) | 6º oltre 750 Turismo     | 10º ass.        | Presciutti Giancarlo  | 27,000        | 20'08"9/10     | 80,403       | II ser ber | Corsa riservata alle vetture Turismo ripartite in due sole classi (fino a 750 cm³ e oltre): nella classe maggiore, l'Appia di Presciutti è preceduta da 4 Alfa Romeo (due Giuliette TI e due 1900 TI) e da una Fiat 1100-103 ma riesce a precedere a sua volta una Fiat 1100-103; meglio dell'Appia di Presciutti fanno però anche le prime 4 Fiat 600 che corrono nella classe fino a 750 cm³. |
| 4-nov  | I    | Via Anagnina-Tuscolo              | salita                | 3º 751-1100 Turismo      | N.D.            | Presciutti Giancarlo  | 7,000         | 6'00"9/10      | 69,825       | II ser ber | La gara si articola su due prove lungo lo stesso tracciato di km 3,5 e classifica per somma di tempi: Presciutti non spicca tempi di rilievo e finisce al 3º posto di classe, dietro a due Fiat 1100-103. |
| 8-nov  | I    | Passo Rigano-Bellolampo           | salita                | 1º 751-1100 Gran Turismo | N.D.            | Rizzotti Gregorio     | 9,911         | N.D.           | N.D.         | Zagato?    | Il modello di Appia utilizzato dal Rizzotti è frutto di stima (potrebbe anche trattarsi della cabriolet Vignale utilizzata dallo stesso Rizzotti il 29 giugno alla Coppa della Sila) |

### 1960
| Data   | Naz. | Nome della corsa                          | Tipo gara             | Risultato di classe       | Posiz. assoluta | Pilota o equipaggio  | Percorso (km) | Tempo ottenuto | Media (km/h) | Modello    | Note |
| 24-feb | C    | Gran Premio Habana                        | circuito stradale     | Formula Junior            | 13º ass.        | Bianco Angelo        | 130,000       | 1h19'20"5/10   | 98,309       | Dagrada FJ | Trofeo Mondiale Formula Junior a Cuba: in questa prima manche, Bianco è 13º a 5 giri dal vincitore (25 giri anziché 30). |
| 24-feb | C    | Gran Premio De La Libertad                | circuito stradale     | Formula Junior            | 5º ass.         | Bianco Angelo        | 150,800       | 1h18'01"3/10   | 115,967      | Dagrada FJ | Trofeo Mondiale Formula Junior a Cuba: in questa seconda manche, Bianco è 5º a 1 giro dal vincitore (29 giri anziché 30). |
| 24-feb | C    | Trofeo Mondiale Formula Junior            | circuito stradale     | Formula Junior            | 8º ass.         | Bianco Angelo        | 280,800       | 2h37'21"8/10   | 115,967      | Dagrada FJ | Trofeo Mondiale Formula Junior a Cuba: nella classifica finale - per somma dei tempi ottenuti nel G.P. di "Habana" e in quello de "La Libertad" - Bianco è 8º a 6 giri dal vincitore (54 giri anziché 60) |
| 19-mar | I    | II Prova Addestrativa                     | su pista (Monza)      | Formula Junior            | 8º ass.         | Facetti Carlo        | 11,925        | 5'49"9/10      | 122,692      | Facetti FJ | Gara articolata in due manches con classifica finale per somma dei tempi: in base al regolamento, Facetti è classificato all'8º (e ultimo) posto pur essendosi ritirato al 6º giro dei 68 in programma (34 giri per ogni manche). |
| 19-mar | I    | Frascati-Tuscolo                          | salita                | 1º 851-1150 Gran Turismo  | 11º ass.        | Tuccari Enrico       | 4,500         | 3'43"5/10      | 72,483       | Zagato     | Bella prova di Tuccari, la cui Appia Zagato si aggiudica con facilità la classe - davanti all'Appia di Achille Visocchi (forse una Zagato, forse una berlina "elaborata" meccanicamente) - e riesce a piazzarsi all'11º posto assoluto facendo meglio di Fiat 8V, Alfa Romeo 1900, MG e di tutte le Alfa Romeo Giulietta TI tranne una. |
| 27-mar | I    | III Prova Addestrativa-I manche           | su pista (Monza)      | Formula Junior            | 2º ass.         | Baghetti Giancarlo   | 81,090        | 39'18"1/10     | 123,796      | Dagrada FJ | Arrivo a due"in volata": alla Fiat-Stanguellini di Raffaele Cammarota e alla Lancia-Dagrada di Giancarlo Baghetti viene infatti assegnato lo stesso identico tempo. |
| 27-mar | I    | III Prova Addestrativa-II manche          | su pista (Monza)      | Formula Junior            | 1º ass.         | Baghetti Giancarlo   | 81,090        | 39'09"6/10     | 124,244      | Dagrada FJ | Netta vittoria della Lancia-Dagrada di Baghetti, che precede le numerose Stanguellini, De Sanctis e Foglietti motorizzate Fiat. |
| 27-mar | I    | III Prova Addestrativa                    | su pista (Monza)      | Formula Junior            | 1º ass.         | Baghetti Giancarlo   | 162,180       | 1h18'27"7/10   | 124,019      | Dagrada FJ | Nella classifica finale per somma dei tempi, la Lancia-Dagrada di Baghetti precede di circa 45" il più immediato inseguitore, Raffaele Cammarota con la Fiat-Stanguellini. |
| 3-apr  | I    | Stallavena-Boscochiesanuova               | salita                | 1º 851-1150 Gran Turismo  | N.D.            | Doratti              | 15,300        | 9'15"4/10      | 99,171       | N.D.       | Il modello di Appia condotto alla vittoria di classe da questo pilota sconosciuto (che peraltro non segna un tempo particolarmente strepitoso) non è accertabile; nella graduatoria di classe, dietro all'Appia di Doratti si piazzano nell'ordine la Fiat-Zagato di Jacopo Trivellato, l'Appia (modello non specificato) di Fabrizio Agazzi e le Appia-Zagato di Alberto Zancaner (versione non specificata) e di Giorgio Da Crema (GTE). |
| 3-apr  | I    | Avola-Avola Antica                        | salita                | 1º 851-1150 Gran Turismo  | N.D.            | Fiorentino Francesco | 8,000         | N.D.           | N.D.         | Zagato     | L'Appia Zagato di Fiorentino è del tipo GTE. |
| 10-apr | I    | Cosenza-Tessano                           | salita                | 1º 851-1150 Gran Turismo  | N.D.            | Bartoccelli Amedeo   | 5,500         | N.D.           | N.D.         | Zagato     | L'Appia Zagato di Bartoccelli è del tipo GTE. |
| 24-apr | I    | Trofeo Vigorelli-II eliminatoria          | su pista (Monza)      | Formula Junior            | 2º ass.         | Facetti Carlo        | 62,010        | 29'34"1/10     | 125,830      | Facetti FJ | Carlo Facetti è ottimo secondo ad appena 7/10 dal vincitore, Michel May su Fiat-Stanguellini; da segnalare che Facetti segna il giro più veloce (1'07"2/10, media 127,767 km/h). |
| 24-apr | I    | Trofeo Vigorelli-III eliminatoria         | su pista (Monza)      | Formula Junior            | 1º ass.         | Baghetti Giancarlo   | 62,010        | 29'11"2/10     | 127,476      | Dagrada FJ | La Dagrada-Lancia di Baghetti batte decisamente la BMC-Cooper di Carrol Smith, che giunge seconda staccata di quasi 10" |
| 24-apr | I    | Trofeo Vigorelli-III eliminatoria         | su pista (Monza)      | Formula Junior            | 7º ass.         | Basini Bruno         | 59,625        | 30'00"4/10     | 119,223      | Raineri FJ | Basini, che si classifica a 1 giro dal vincitore, è 7º ma occupa in realtà una delle ultime posizioni (coloro che portano a termine la corsa sono infatti soltanto 9). |
| 25-apr | I    | Trofeo Vigorelli-finale-I manche          | su pista (Monza)      | Formula Junior            | 1º ass.         | Baghetti Giancarlo   | 149,500       | 55'22"7/10     | 161,976      | Dagrada FJ | I primi tre giungono al traguardo "in un fazzoletto", con distacchi infinitesimali: Baghetti prevale per 1/10 su Juan Manuel Bordeu e per 3/10 su Henry Grandsire (entrambi alla guida di Fiat-Stanguellini). |
| 25-apr | I    | Trofeo Vigorelli-finale-I manche          | su pista (Monza)      | Formula Junior            | 4º ass.         | Facetti Carlo        | 149,500       | 55'50"3/10     | 160,642      | Facetti FJ | Facetti è preceduto dalla vittoriosa Lancia-Dagrada di Baghetti e dalle due Fiat-Stanguellini di Juan Manuel Bordeu e di Henry Grandsire, ma precede a sua volta un nugolo di pericolosi avversari sulle più disparate vetture di Formula Junior. |
| 25-apr | I    | Trofeo Vigorelli-finale-I manche          | su pista (Monza)      | Formula Junior            | 25º ass.        | Basini Bruno         | 46,000        | N.D.           | N.D.         | Raineri FJ | Benché classificato, Basini si ritira dopo aver completato 8 giri dei 26 in programma e non può partecipare alla II manche. |
| 25-apr | I    | Trofeo Vigorelli-finale-II manche         | su pista (Monza)      | Formula Junior            | 3º ass.         | Baghetti Giancarlo   | 149,500       | 55'28"1/10     | 161,713      | Dagrada FJ | Forte del vantaggio acquisito nella I manche, Baghetti compie una gara accorta "accontentandosi" della terza piazza, davanti ai suoi avversari diretti. |
| 25-apr | I    | Trofeo Vigorelli-finale-II manche         | su pista (Monza)      | Formula Junior            | 13º ass.        | Facetti Carlo        | 138,000       | 54'04"8/10     | 153,106      | Facetti FJ | Facetti è 13º a 2 giri. |
| 25-apr | I    | Trofeo Vigorelli-classifica finale        | su pista (Monza)      | Formula Junior            | 1º ass.         | Baghetti Giancarlo   | 299,000       | 1h50'50"8/10   | 161,845      | Dagrada FJ | Classifica finale per somma dei tempi conseguiti nella I e nella II manche; convincente vittoria della Dagrada-Lancia della giovane promessa Baghetti, che ha la meglio sui quotati Juan Manuel Bordeu, Henry Grandsire, Michel May, Roberto Lippi, Mennato Boffa, Colin Davis e tutti gli altri. |
| 25-apr | I    | Trofeo Vigorelli-classifica finale        | su pista (Monza)      | Formula Junior            | 8º ass.         | Facetti Carlo        | 287,500       | 1h49'55"1/10   | 156,934      | Facetti FJ | Classifica finale per somma dei tempi conseguiti nella I e nella II manche; Facetti è 8º a 2 giri. |
| 25-apr | I    | Trofeo Vigorelli-classifica finale        | su pista (Monza)      | Formula Junior            | 26º ass.        | Basini Bruno         | 46,000        | N.D.           | N.D.         | Raineri FJ | Classifica finale per somma dei tempi conseguiti nella I e nella II manche; benché non possa partecipare alla II manche perché ritiratosi dopo 8 giri della I manche, Basini viene comunque inserito in classifica, sia pure al penultimo posto. |
| 15-mag | I    | IV Prova Addestrativa-I manche            | su pista (Monza)      | Formula Junior            | 11º ass.        | Facetti Carlo        | 42,930        | 25'23"5/10     | 101,442      | Facetti FJ | Benché classificato, in realtà Facetti si ritira dopo la conclusione del 18º dei 34 giri in programma. |
| 15-mag | I    | IV Prova Addestrativa-II manche           | su pista (Monza)      | Formula Junior            | 6º ass.         | Facetti Carlo        | 81,090        | 40'08"3/10     | 121,215      | Facetti FJ | --- |
| 15-mag | I    | IV Prova Addestrativa-classifica finale   | su pista (Monza)      | Formula Junior            | 9º ass.         | Facetti Carlo        | 124,020       | 1h05'31"8/10   | 113,554      | Facetti FJ | Classifica finale per somma dei tempi conseguiti nella I e nella II manche; benché ritirato dopo 18 giri della I manche, Facetti partecipa alla II manche e viene inserito in classifica, sia pure al quartultimo posto. |
| 15-mag | I    | Palermo-Monte Pellegrino                  | salita                | 1º 851-1150 Gran Turismo  | N.D.            | "Comar"              | 8,750         | 6'23"9/10      | 82,052       | Zagato     | "Comar" - che segna con la sua Appia-Zagato GTS un tempo simile a quello delle più piccole 750 Abarth - precede le altre Appia Zagato di Salvatore Vecchio (GTE), di Francesco Fiorentino (GTS) e di Caruso (versione non specificata). |
| 22-mag | I    | Castell'Arquato-Vernasca                  | salita                | 1º 851-1150 Gran Turismo  | N.D.            | Da Crema Giorgio     | 9,775         | 6'50"3/10      | 85,766       | Zagato     | Prestazione onesta ma non eccezionale per Giorgio Da Crema e la sua Appia-Zagato GTE, che segna un tempo discreto e che precede di 1" l'altra Appia di Caronni. |
| 26-mag | I    | VI Prova Addestrativa-I manche            | su pista (Monza)      | Formula Junior            | 6º ass.         | Bassi Giorgio        | 81,090        | 40'06"7/10     | 121,296      | Dagrada FJ | --- |
| 26-mag | I    | VI Prova Addestrativa-II manche           | su pista (Monza)      | Formula Junior            | 4º ass.         | Bassi Giorgio        | 78,705        | 39'25"6/10     | 119,774      | Dagrada FJ | Bassi è 4º a 1 giro (33 giri contro 34) |
| 26-mag | I    | VI Prova Addestrativa-classifica finale   | su pista (Monza)      | Formula Junior            | 4º ass.         | Bassi Giorgio        | 159,795       | 1h19'32"3/10   | 120,541      | Dagrada FJ | Classifica finale per somma dei tempi conseguiti nella I e nella II manche; Bassi è 4º a 1 giro (67 giri contro 68) |
| 5-giu  | I    | Coppa della Consuma                       | salita                | 2º 701-1150 Gran Turismo  | N.D.            | Piperno Ugo          | 10,500        | 7'46"2/5       | 81,046       | Zagato     | In questa gara, le classi 850 e 1150 vengono unificate e l'Appia Zagato GTE di Piperno finisce al 2º posto, battuta di ben 12"1/5 dalla Fiat Abarth Zagato 750 di Flavio Sapia; alle spalle di Piperno si piazzano la Fiat 1100-103 Zagato di Jacopo Trivellato, l'Appia di "Mapamipi" e la Fiat Zagato di Remigio Cianfriglia |
| 12-giu | F    | Gran Premio di Albi-I batteria            | circuito stradale     | Formula Junior            | 9º ass.         | Bassi Giorgio        | 44,865        | N.D.           | N.D.         | Dagrada FJ | Bassi è classificato al 9º e ultimo posto, a 5 giri dal vincitore (15 giri anziché 20). |
| 12-giu | F    | Gran Premio di Albi-II batteria           | circuito stradale     | Formula Junior            | 3º ass.         | Baghetti Giancarlo   | 59,820        | 29'01"8/10     | 123,637      | Dagrada FJ | Bella gara di Baghetti, battuto soltanto dalla Cooper-BMC di Jean Raby e dalla Fiat-Stanguellini di Juan Manuel Bordeu; la Dagrada di Giancarlo sarà costretta al ritiro nelle prime battute della prova finale. |
| 12-giu | I    | Salsomaggiore-S.Antonio                   | salita                | 1º 701-1150 Gran Turismo  | N.D.            | Baldini Luigi        | 8,250         | 6'40"3/10      | 74,194       | Zagato     | Lotta in famiglia tra Appia Zagato GTE, con tempi apprezzabili e abbastanza ravvicinati: dietro a Baldini, si piazzano Guzzini e "Aramis" |
| 16-giu | I    | VIII Prova Addestrativa-I manche          | su pista (Monza)      | Formula Junior            | 2º ass.         | Baghetti Giancarlo   | 81,090        | 38'15"5/10     | 127,172      | Dagrada FJ | Baghetti cede la vittoria (per 6" 9/10) alla Fiat-Osca di Giancarlo Rigamonti; alle spalle di Baghetti si piazza, più staccata, l'altra Dagrada-Lancia di Giorgio Bassi. |
| 16-giu | I    | VIII Prova Addestrativa-II manche         | su pista (Monza)      | Formula Junior            | 3º ass.         | Bassi Giorgio        | 78,705        | 38'16"6/10     | 123,372      | Dagrada FJ | Bassi è 3º a 1 giro dal vincitore (compie 33 giri anziché 34); Baghetti con l'altra Dagrada si piazza al 6º posto, a 7 giri, essendosi fermato dopo 27 giri per noie ai freni |
| 16-giu | I    | VIII Prova Addestrativa-classifica finale | su pista (Monza)      | Formula Junior            | 2º ass.         | Bassi Giorgio        | 159,795       | 1h17'20"5/10   | 123,965      | Dagrada FJ | Classifica finale per somma dei tempi conseguiti nella I e nella II manche; Bassi è 2º a 1 giro dal vincitore (compie 67 giri anziché 68); Baghetti con l'altra Dagrada si piazza al 6º posto, a 7 giri, essendosi fermato, nella II manche, dopo 27 giri. |
| 16-giu | I    | Compiano-Vetto D'Enza                     | salita                | 5° 851-1300 Gran Turismo  | N.D.            | Agazzi Fabrizio      | 5,300         | N.D.           | N.D.         | Zagato     | Inserita nella classe fino a 1300 cm³, l'Appia Zagato di Agazzi (GTS) si piazza al 5º posto, complice una uscita di strada non troppo cruenta. |
| 19-giu | I    | Santo Stefano-Gambarie                    | salita                | 1º 701-1150 Gran Turismo  | N.D.            | "Comar"              | 7,850         | 6'21"4/5       | 74,017       | Zagato     | "Comar" (GTS) segna un tempo non eccezionale, addirittura un poco peggiore rispetto a quello della migliore tra le Fiat 1100-103 turismo; alle spalle di "Comar", le altre Appia Zagato di Gregorio Rizzotti e di Francesco Fiorentino. |
| 26-giu | I    | Varese-Campo dei Fiori                    | salita                | 1º 851-1150 Gran Turismo  | N.D.            | Piperno Ugo          | 9,500         | 8'41"3/10      | 65,605       | Zagato     | Piperno (GTE), che compie una salita discreta (il suo tempo, ad esempio, è peggiore rispetto a quelli spiccati dalle prime due Fiat Abarth 750) precede altre due Appia-Zagato GTE (Giorgio Da Crema e "Aramis"). |
| 26-giu | I    | Valdesi-Santa Rosalia                     | salita                | 1º 851-1150 Gran Turismo  | ND              | Vecchio Salvatore    | 7,000         | 4'58"          | 84,563       | Zagato     | Piuttosto buona (anche se inferiore a quella delle più piccole Fiat Abarth) la media realizzata da Vecchio (GTE) che precede di 11" la vettura dello stesso tipo condotta da Santo Galatà. |
| 29-giu | I    | Gran Premio Lotteria-I batteria           | su pista (Monza)      | Formula Junior            | 6º ass.         | Baghetti Giancarlo   | 86,250        | 32'19"         | 160,134      | Dagrada FJ | Baghetti è soltanto 6º: lo precedono le due Cooper-BMC di Mike Spence e Denis Hulme e le Fiat-Stanguellini di Henry Grandsire, Lorenzo Bandini e Jacques Calés; Giorgio Bassi con l'altra Dagrada si ritira dopo 8 giri. |
| 29-giu | I    | Gran Premio Lotteria-I batteria           | su pista (Monza)      | Formula Junior            | 11º ass.        | Basini Bruno         | 86,250        | 33'11"         | 155,951      | Raineri FJ | |
| 29-giu | I    | Gran Premio Lotteria-finale               | su pista (Monza)      | Formula Junior            | 17º ass.        | Baghetti Giancarlo   | 155,250       | 1h01'29"6/10   | 151,479      | Dagrada FJ | Baghetti è 17º a 3 giri dal vincitore (27 giri invece di 30). |
| 29-giu | I    | Gran Premio Lotteria-finale               | su pista (Monza)      | Formula Junior            | 20º ass.        | Basini Bruno         | 155,250       | 1h03'20"5/10   | 147,059      | Raineri FJ | Basini è 20º a 3 giri dal vincitore (27 giri invece di 30). |
| 3-lug  | I    | Bolzano-Passo della Mendola               | salita                | 3º 851-1300 Gran Turismo  | 15º ass.        | Demetz Herbert       | kmt           | 11'40"2/5      | 74,528       | Zagato     | Costrette a correre assieme alle più potenti Alfa Romeo Giulietta SV per l'abolizione della sottoclasse 1150, le Appia Zagato si difendono con onore, occupando, oltre al 3º posto di Demetz (GTE), il 5º (Giorgio Da Crema,GTE), il 6º (Vanni Zuliani,GTE), il 9º (Nicola Cafiero,GTE), il 10º (Alberto Zancaner, versione imprecisata) e l'11º (Vitale Giroldi,GTE); Demetz riesce a occupare uno stupefacente 15º posto assoluto, dietro a 9 vetture della categoria "sport", a 2 Porsche Carrera 1600, a 1 Ferrari 250 GT da 3 litri e a 2 Giulietta (una SV e una SS). |
| 3-lug  | I    | IX Prova Addestrativa-I manche            | su pista (Monza)      | Formula Junior            | 2º ass.         | Bassi Giorgio        | 81,090        | 38'21"8/10     | 126,824      | Dagrada FJ | Bassi è battuto dallo specialista della Formula Junior "Geki" (pseudonimo di Giacomo Russo) e precede di poco più di 5" l'altra Dagrada di Giancarlo Baghetti. |
| 3-lug  | I    | IX Prova Addestrativa-II manche           | su pista (Monza)      | Formula Junior            | 2º ass.         | Baghetti Giancarlo   | 81,090        | 38'48"9/10     | 125,348      | Dagrada FJ | Baghetti è battuto da "Geki" (ovvero Giacomo Russo) mentre l'altra Dagrada di Bassi è classificata al 6º posto pur essendosi ritirata nel corso del 17º giro. |
| 3-lug  | I    | IX Prova Addestrativa-classifica finale   | su pista (Monza)      | Formula Junior            | 2º ass.         | Baghetti Giancarlo   | 162,180       | 1h17'15"9/10   | 125,940      | Dagrada FJ | Classifica finale per somma dei tempi conseguiti nella I e nella II manche; Baghetti è secondo dietro a "Geki" (ovvero Giacomo Russo) mentre l'altra Dagrada in corsa, pilotata da Giorgio Bassi, viene classificata al 6º posto, malgrado il ritiro nella II manche. |
| 3-lug  | I    | Pugliano-Vesuvio                          | salita                | 3º 701-1300 Turismo       | N.D.            | De Miranda Aldo      | 9,200         | 9'25"8/10      | 58,536       | berlina    | L'Appia di Miranda (di modello imprecisato) è 3º di classe, dietro a due Alfa Romeo Giulietta: la posizione non è male, ma il tempo segnato è alto. |
| 10-lug | I    | Trento-Monte Bondone                      | salita                | 1º 851-1150 Gran Turismo  | N.D.            | Demetz Herbert       | 17,300        | 15'33"3/5      | 66,709       | Zagato     | Bella prestazione di Demetz e della sua Appia-Zagato GTE, che ha facilmente ragione dell'altra Appia-Zagato GTE condotta da Vanni Zuliani (staccata di quasi un minuto) e della Fiat 1100 Zagato di Pittoni; la media realizzata da Demetz è migliore di quella delle Fiat Abarth e si avvicina a quella ottenuta dalle migliori tra le Alfa Romeo Giulietta (tra le quali primeggia la nuovissima SZ). |
| 17-lug | I    | Garessio-Colle San Bernardo               | salita                | 2º 701-1150 Gran Turismo  | 20º ass.        | Vivaldi Giacinto     | 6,200         | 5'05"1/10      | 73,156       | Zagato     | Discreta gara di Vivaldi, preceduto nella sua classe dalla Fiat Abarth di Flavio Sapia e, più in generale, dalle migliori tra le Alfa Romeo Giulietta TI e 1900; nella propria classe, Vivaldi(GTS) precede una Fiat Abarth (Giovanni Cassini), una Fiat 1100-103 Zagato (Carlo Pittoni) e quattro Lancia Appia Zagato GTE (6º Ugo Piperno, 7º Nicola Cafiero, 8º Vitale Giroldi, 9º Gibelli Enrico) |
| 24-lug | I    | Trieste-Opicina                           | salita                | 1º 851-1150 Gran Turismo  | 27° ass.        | Demetz Herbert       | 8,850         | 5'15"          | 101,142      | Zagato     | Ottima salita compiuta da Demetz, il cui tempo è migliore rispetto a quello delle Fiat-Abarth, delle Giulietta TI e delle 1900 Alfa; dietro alla GTE di Demetz si piazzano - nella classe 1150 - le Appia Zagato di Doratti (versione imprecisata) e di "Aramis" (GTE) |
| 24-lug | I    | Trieste-Opicina                           | salita                | 6º Formula Junior         | 43° ass.        | Moiso Giancarlo      | 8,850         | 5'33"7/10      | 95,675       | Raineri FJ | Tempo alto e prestazione scialba quella di Moiso, che, per fare un esempio, realizza una media oraria sensibilmente inferiore rispetto a quella ottenuta dalle Lancia Appia Zagato. |
| 7-ago  | I    | Trapani-Monte Erice                       | salita                | 1º 851-1150 Gran Turismo  | N.D.            | "Comar"              | 7,000         | 5'51"2/10      | 71,753       | Zagato     | "Comar", con una prova onesta ma non eccezionale, batte di misura (2"1/10), con la sua GTS, la GTE di Salvatore Vecchio; la media realizzata dai due "lancisti" è peraltro modesta, al punto che la prima tra le Fiat 600 (condotta da Ignazio Serse) fa addirittura meglio. |
| 15-ago | I    | Gran Premio Pescara                       | circuito (stradale)   | Formula Junior            | 10º ass.        | Baghetti Giancarlo   | 179,053       | 1h27'12"6/10   | 123,187      | Dagrada FJ | Poco competitiva, in questa occasione, la Dagrada-Lancia di Baghetti, che finisce in una poco soddisfacente decima posizione, dietro a 3 Cooper-BMC, 3 Fiat-Osca, 2 Fiat-Stanguellini e 1 Fiat-De Sanctis. |
| 28-ago | I    | Sassi-Superga                             | salita                | 1º 851-1150 Gran Turismo  | N.D.            | "Carioca"            | 4,600         | 3'35"7/10      | 76,773       | Zagato     | Ottima prestazione del pilota che si cela sotto lo pseudonimo di "Carioca" (dovrebbe trattarsi di Luigi Cabella, anche se talune fonti indicano il nome di Cesare Fiorio) che corre con una Appia Zagato non recentissima (una GTS);oltre a battere le altre Appia Zagato del sempre bravo Herbert Demetz (GTE), di Giacinto Vivaldi (GTS), di "Matich" (GTE) e di Ernesto Caronni (versione non specificata), "Carioca" segna un tempo di tutto rispetto (migliore di quello della prima tra le Giulietta TI, assai vicino a quello delle migliori Alfa Romeo 1900 TI e non troppo distante da quelli spiccati dalle Alfa Romeo Giulietta SV e SZ; |
| 28-ago | I    | Fasano-Selva di Fasano                    | salita                | 2º 851-1300 Gran Turismo  | 12º ass.        | Tarantino Arnaldo    | 7,400         | 5'18"          | 83,773       | Zagato     | Inserita nella classe 1300, l'Appia Zagato di Tarantino nulla può contro la Giulietta SVZ di Antonio Covino, che precede l'Appia di 33". |
| 4-set  | I    | Coppa Intereuropa                         | su pista (Monza)      | 1º 1001-1150 Gran Turismo | 19º ass.        | Demetz Herbert       | 3 ore         | ---            | 145,666      | Zagato     | Dominio delle Appia-Zagato in questa classe dove corrono 8 macchine, tutte carrozzate da Zagato: 6 Lancia Appia e 2 Fiat 1100; ritiratasi l'Appia GTE di Vitale Giroldi, l'ordine d'arrivo delle 7 vetture che tagliano il traguardo dopo 3 ore di corsa è eloquente: i primi 5 posti sono occupati dalle Lancia, gli ultimi 2 dalle Fiat 1100 Zagato; dopo la GTE del vincitore (Demetz) troviamo, nell'ordine: 2º Giorgio Da Crema/Luigi Baldini (GTE), 3º Ugo Piperno (GTE), 4º "Aramis" (GTE), 5º Ernesto Caronni/Giancarlo Rigamonti (versione non specificata); buone, nell'insieme, le prestazioni velocistiche delle Appia Zagato, che hanno battuto i record di classe preesistenti: le prime tre, poi, hanno fatto addirittura meglio di alcune "2 litri" dal passato glorioso (1 Fiat 8V Zagato, 1 Fiat 8V e 1 Alfa Romeo 1900 SS Zagato). |
| 11-set | I    | Sarezzo-Lumezzane                         | salita                | 1º 851-1150 Gran Turismo  | N.D.            | "Matich"             | 8,500         | 5'44"8/10      | 88,747       | Zagato     | Gianni Lado (questo il nome del pilota che si cela sotto lo pseudonimo di "Matich") precede, con la sua GTE, le altre Appia di Ernesto Caronni (versione imprecisata), Vitale Giroldi (GTE) e Giorgio Da Crema (GTE); malgrado la vittoria di classe, Gianni Lado spicca un tempo assolutamente elevato (a livello di quelli ottenuti dalle ormai poco competitive Fiat 1100-103 e addirittura peggiore di quelli delle prime Fiat 600). |
| 26-set | I    | Catania-Etna                              | salita                | 2º 851-1150 Gran Turismo  | N.D.            | Vecchio Salvatore    | 33,000        | 22'14"8/10     | 89,002       | Zagato     | In questa lunga corsa in salita, la classe è vinta dalla Fiat 1100-103 Zagato di Giulio Pernice e le Appia Zagato GTE di Salvatore Vecchio e di Giorgio Ammanniti - che non segnano tempi di rilievo - sono relegate in seconda e terza posizione. |
| 28-set | I    | Capodarso-Caltanissetta                   | salita                | 1º 701-1150 Turismo       | N.D.            | Calì Vincenzo        | 8,400         | 6'10"          | 81,729       | berlina    | Ottime prove delle Appia berlina nella classe di appartenenza: Vincenzo Calì ottiene la vittoria, mentre Salvatore Le Pira è 5º e Epifanio Salerno è 8º; nella stessa corsa, un'altra Appia si classifica nella categoria Gran Turismo. |
| 28-set | I    | Capodarso-Caltanissetta                   | salita                | 2º 851-1150 Gran Turismo  | N.D.            | Vecchio Salvatore    | 8,400         | 6'01"1/5       | 83,720       | Zagato     | Giulio Pernice con una Fiat 1100-103 TV vince la classe davanti alle Appia GTE di Salvatore Vecchio e di Amedeo Bartoccelli; nella stessa corsa, un'altra Appia si afferma nella categoria Turismo. |
| 2-ott  | I    | Pontedecimo-Passo dei Giovi               | salita                | 1º 851-1300 Gran Turismo  | 28ºass.         | Demetz Herbert       | 9,650         | 6'38"5/10      | 87,176       | Zagato     | Eccezionale prestazione della GTE di Demetz, che nella sua classe stacca di ben 23"1/10 la GTS di Giacinto Vivaldi: seguono le altre due GTE di Enrico Gibelli e di Vitale Giroldi; nella graduatoria assoluta, la GTE di Demetz si piazza al 28º posto, davanti alla sorella maggiore Flaminia Sport Zagato di "Scansa". |
| 2-ott  | I    | X Prova Addestrativa-I manche             | su pista (Monza)      | Formula Junior            | 1º ass.         | Baghetti Giancarlo   | 81,090        | 37'35"1/10     | 129,450      | Dagrada FJ | Baghetti la spunta per appena 5/10 sulla Fiat-Stanguellini di "Geki" e per 1"8/10 su quella di Lorenzo Bandini; l'altra Dagrada in gara, pilotata da Giorgio Bassi, si classifica al 6º posto. |
| 2-ott  | I    | X Prova Addestrativa-II manche            | su pista (Monza)      | Formula Junior            | 3º ass.         | Bassi Giorgio        | 81,090        | 37'33"7/10     | 129,530      | Dagrada FJ | Ritirato Baghetti all'8º giro, a difendere i colori della Dagrada resta Giorgio Bassi, che alla fine consegue un eccellente 3º posto dietro alle Fiat-Stanguellini di Lorenzo Bandini e di Rosario Nicoletti; all'ottimo Bassi va anche la soddisfazione del "giro più veloce" (1'04"6/10, media km/h 132,910). |
| 2-ott  | I    | X Prova Addestrativa-classifica finale    | su pista (Monza)      | Formula Junior            | 2º ass.         | Bassi Giorgio        | 162,180       | 1h15'19"4/10   | 129,187      | Dagrada FJ | Classifica finale per somma dei tempi conseguiti nella I e nella II manche; ottima e forse insperata piazza d'onore di Giorgio Bassi, dietro alla Fiat-Stanguellini del futuro campione ferrarista Lorenzo Bandini; Giancarlo Baghetti, ritiratosi all'8º giro della II manche, viene comunque posizionato all'11º posto nella graduatoria finale. |
| 9-ott  | I    | Coppa Junior-I batteria                   | su pista (Modena)     | Formula Junior            | 3º ass.         | Bassi Giorgio        | 23,660        | 11'17"2/10     | 125,776      | Dagrada FJ | Arrivo in volata nella lotta per il secondo posto dietro l'imprendibile Fiat-Stanguellini di henry Grandsire: la spunta la Fiat-Osca di Colin Davis che sopravanza Bassi di 2/10 di secondo, relegandolo a un comunque apprezzabile 3º posto. |
| 9-ott  | I    | Coppa Junior-II batteria                  | su pista (Modena)     | Formula Junior            | 3º ass.         | Baghetti Giancarlo   | 23,660        | 11'41"2/10     | 121,471      | Dagrada FJ | Nulla da fare per Baghetti contro le due Fiat-Stanguellini di Lorenzo Bandini e di Renato Pirocchi. |
| 9-ott  | I    | Coppa Junior-Finale                       | su pista (Modena)     | Formula Junior            | 3º ass.         | Baghetti Giancarlo   | 56,784        | 32'06"8/10     | 106,094      | Dagrada FJ | Ostacolata dalla pioggia, la prova finale è caratterizzata da spettacolari "testa a coda" cui nessuno è immune: alla fine Baghetti, con una guida accorta, ottiene il 3º posto, sia pure a un giro dal vincitore (Corrado manfredini su Fiat-Wainer); l'altra Dagrada, condotta da Giorgio Bassi, è settima a due giri. |
| 9-ott  | I    | Treponti-Castelnuovo                      | salita                | 2º 701-1150 Turismo       | N.D.            | Ravizza Luigi        | 6,200         | 5'30"2/10      | 67,595       | berlina    | l'Appia di Ravizza è seconda ad appena 1" dalla Fiat 1100-103 di Carlo Bissacco che si aggiudica la classe; al quarto posto di classe, un'altra Appia, condotta da Antonio Andretta. |
| 9-ott  | I    | Treponti-Castelnuovo                      | salita                | 1º 851-1150 Gran Turismo  | 8º ass.         | Zuliani Vanni        | 6,200         | 4'39"6/10      | 79,828       | Zagato     | Le Appia Zagato si "insinuano" tra le Alfa Romeo Giulietta SV segnando tempi interessanti: nella sottoclasse 1150, Zuliani (GTE) precede "Matich" (GTE) Alberto Zancaner e Genta (entrambi con versione non specificata). |
| 16-ott | I    | Coppa D'Oro A.C.I.                        | su pista (Modena)     | 1º 851-1150 Gran Turismo  | N.D.            | Demetz Herbert       | 59,150        | 33'01"7/10     | 107,453      | Zagato     | Scomparso dalla lotta Ugo Piperno (vittima di una rovinosa uscita di pista), Demetz (GTE) non fatica troppo a tener dietro di sé l'altra Appia GTE di Giorgio Ammanniti; più staccate seguono le Appia GTE di "Aramis" e di Vitale Giroldi; la media ottenuta da Demetz è comunque piuttosto modesta, inferiore a quella delle Fiat-Abarth Zagato della classe fino a 850 cm³. |
| 30-ott | I    | XI Prova Addestrativa-I manche            | su pista (Vallelunga) | Formula Junior            | 2º ass.         | Baghetti Giancarlo   | 57,600        | 34'19"4/10     | 100,689      | Dagrada FJ | La Dagrada di Baghetti è seconda, a 8"3/5 dal vincitore (Antonio Maglione su Fiat-De Sanctis); Giorgio Bassi con la seconda Dagrada si classifica al 7º posto. |
| 30-ott | I    | XI Prova Addestrativa-I manche            | su pista (Vallelunga) | Formula Junior            | 13º ass.        | Facetti Carlo        | 39,600        | N.D.           | N.D.         | Facetti FJ | La Facetti-Lancia condotta da Carlo Facetti, quantunque classificata al 13º posto, in realtà si è ritirata a 10 giri dalla fine; nella stessa corsa, altre derivate Appia (Dagrada) si piazzano ottimamente. |
| 30-ott | I    | XI Prova Addestrativa-II manche           | su pista (Vallelunga) | Formula Junior            | 3º ass.         | Baghetti Giancarlo   | 57,600        | 34'15"         | 100,905      | Dagrada FJ | La Dagrada di Baghetti è terza, a 6" dal vincitore (che è ancora Antonio Maglione su Fiat-De Sanctis, come nella prima manche), mentre l'altra Dagrada di Giorgio Bassi si piazza all'8º posto. |
| 30-ott | I    | XI Prova Addestrativa-II manche           | su pista (Vallelunga) | Formula Junior            | 10º ass.        | Facetti Carlo        | 54,000        | N.D.           | N.D.         | Facetti FJ | Dopo il ritiro nella prima manche, in questa seconda frazione la Lancia-Facetti di Carlo Facetti non va oltre un poco soddisfacente 10º posto a due giri dal vincitore. |
| 30-ott | I    | XI Prova Addestrativa-classifica finale   | su pista (Vallelunga) | Formula Junior            | 2º ass.         | Baghetti Giancarlo   | 115,200       | 1h08'34"4/10   | 100,797      | Dagrada FJ | Classifica finale per somma dei tempi conseguiti nella I e nella II manche; Baghetti, grazie al 2º posto nella I manche e al 3º nella II manche, riesce a conquistare un bel secondo posto nella graduatoria finale per somma di tempi; Giorgio Bassi con l'altra Dagrada finisce a un onorevole sesto posto. |
| 30-ott | I    | XI Prova Addestrativa-classifica finale   | su pista (Vallelunga) | Formula Junior            | 11º ass.        | Facetti Carlo        | 93,600        | 1h09'41"6/10   | 80,581       | Facetti FJ | Classifica finale per somma dei tempi conseguiti nella I e nella II manche;dopo il ritiro nella I manche e un insignificante 10º posto (a due giri) nella seconda frazione, la Lancia-Facetti finisce per collocarsi all'11º posto finale; nella stessa corsa. |
| 30-ott | I    | Coppa Carri                               | su pista (Monza)      | 1º 851-1150 Gran Turismo  | 10º ass.        | "Aramis"             | 28,750        | 12'29"8/10     | 138,036      | Zagato     | Le tre Appia-Zagato in gara - uniche concorrenti nella classe 851-1150 - finiscono con "Aramis" (GTE) al 1º posto, Ernesto Caronni (versione non specificata) secondo (a 2"3/10) e Giorgio Da Crema (GTE) terzo più staccato; la velocità media realizzata da "Aramis" è sostanzialmente la stessa ottenuta dalle piccole Fiat-Abarth Zagato da 700 e 750 cm³. |
| 13-nov | I    | Passo di Rigano-Bellolampo                | salita                | 1º 851-1150 Gran Turismo  | 10º ass.        | Rizzotti Gregorio    | 8,300         | 6'20"1/10      | 78,610       | Zagato     | La GTE di Rizzotti domina la classe precedendo l'altra GTE di Amedeo Bartoccelli di ben 48"6/10 e classificandosi al 10º posto assoluto, una posizione ottima anche se obbiettivamente facilitata dall'assenza delle vetture Sport (non ammesse alla gara) |
| 11-dic | I    | Coppa F.I.S.A.                            | su pista (Monza)      | Formula Junior            | 1º ass.         | Baghetti Giancarlo   | 40,000        | 19'24"6/10     | 123,647      | Dagrada FJ | In quest'ultima gara dell'annata, Baghetti deve vedersela fino all'ultimo giro con Corrado Manfredini (Fiat-Wainer) e Lorenzao Bandini (Fiat-Stanguellini): il terzetto giunge al traguardo in volata e i distacchi sono infinitesimali (2/10 tra Baghetti e Manfredini, 3/10 tra Manfredini e Bandini); l'altra Lancia-Dagrada in gara, pilotata da Giorgio Bassi, si piazza al 4º posto, leggermente staccata. |
| 11-dic | I    | Coppa F.I.S.A.                            | su pista (Monza)      | 6º fino 1300 Gran Turismo | 17º ass.        | Piperno Ugo          | 24,000        | 13'41"5/10     | 105,173      | Zagato     | Nella classe unica fino a 1300 cm³, le due Appia Zagato GTE finiscono nelle retrovie: Piperno è preceduto da 4 Giulietta SZ e dalla veloce Fiat-Abarth 750 di Salvatore Leto di Priolo mentre "Aramis" deve cedere il 7º posto all'altra Fiat Abarth 700 di Gianni Manelli e si classifica all'8º posto. |

### 1961
| Data   | Naz. | Nome della corsa                       | Tipo gara                    | Risultato di classe         | Posiz. assoluta | Pilota o equipaggio      | Percorso (km) | Tempo ottenuto | Media (km/h) | Modello     | Note |
| 12-mar | I    | Coppa Sant'Ambroeus                    | su pista (Monza)             | 1ª 851-1150 Gran Turismo    | N.D.            | Piperno Ugo              | 40,000        | 21'06"3/10     | 113,717      | Zagato      | Piperno (GTE) vince davanti ad altre Appia Zagato e ottiene una buona prestazione, anche se realizza una media oraria inferiore (113,7 contro 117,2) rispetto a quella delle Fiat-Abarth Zagato da 700 cm³. |
| 19-mar | I    | Coppa Junior-II batteria               | su pista (Monza)             | Formula Junior              | 3° ass          | Moroni Gianfranco        | 35,775        | 16'56”1/10     | 126,749      | Dagrada FJ  | Moroni è 3° con poco distacco dalla Osca di Leandro Terra e precede di 5” l'altra Dagrada di Giorgio Bassi. |
| 26-mar | I    | Frascati-Tuscolo                       | salita                       | 1ª 701-1150 Gran Turismo    | N.D.            | “Therry”                 | 4,500         | 3'48”3/10      | 70,959       | Zagato      | “Therry”, che è lo pseudonimo sotto cui si cela Maria Teresa di Pompeo (una bella ragazza, c'è una foto a testimoniarlo) segna un tempo tutto sommato di buon livello (allineato a quello delle Giulietta TI) e vince la classe, anche se non è dato sapere se avesse avuto avversari o meno, dal momento che le classifiche disponibili citano soltanto il primo di ciascuna classe.                                       |
| 26-mar | I    | Avola-Avola Antica                     | salita                       | 1ª 1001-1150 Gran Turismo   | N.D.            | Fiorentino Francesco     | 8,000         | 7'05”4/10      | 67.700       | Zagato      | Malgrado le prestazioni siano falsate dalla pioggia, la prova di Fiorentino non è particolarmente brillante. |
| 2-apr  | I    | Circuito Riviera di Cesenatico         | circuito stradale-I batteria | Formula Junior              | 4° ass          | Bassi Giorgio            | 41,250        | 22'09”5/10     | 111,696      | Dagrada FJ  | Bassi è 4° e se non altro ha la soddisfazione di essere il migliore tra gli italiani. |
| 3-apr  | I    | Coppa Tricolore                        | su pista (Modena)            | 4ª fino a 1150 Gran Turismo | 8° ass          | “Matich”                 | 23,660        | 13'18”9/10     | 106,616      | Zagato      | “Matich” (GTE) si trova ad affrontare le agilissime Fiat Abarth 1000: malgrado la palese inferiorità del mezzo meccanico, riesce a contenere il distacco dai primi e a tenere dietro di sé l'Abarth di Mauro Nesti. |
| 9-apr  | I    | Stallavena-Boscochiesanuova            | salita                       | 2° Formula Junior           | 4° ass          | Moroni Gianfranco        | 15,300        | 7'44”3/10      | 118,630      | Dagrada FJ  | Bello il tempo spiccato da Moroni, superato soltanto da due assi della specialità quali Boffa e Lualdi e dalla Stanguellini Junior di Gastone Zanarotti. |
| 9-apr  | I    | Stallavena-Boscochiesanuova            | salita                       | 1ª 1001-1150 Gran Turismo   | 31° ass         | “Matich”                 | 15,300        | 8'47”          | 104,516      | Zagato      | Bravo “Matich” che con la sua GTE vince la classe con ampio margine sugli avversari con altre Appia Zagato (Ferlaino, Barbolini, Da Crema, ecc) e che fa un tempo non disprezzabile. |
| 30-apr | I    | Coppa del Mare e dei Monti             | su strada                    | 5ª 851-1150 Turismo         | 44° ass         | Meloni Nino              | 23,750        | 21'42”5/10     | 65,642       | Berlina     | Prestazione sottotono della Lancia Appia berlina di Meloni, surclassata da 4 Fiat 1100 TV e più lenta di quasi tutte le Fiat 600. |
| 30-apr | I    | Coppa del Mare e dei Monti             | su strada                    | 9ª 1001-1300 Gran Turismo   | 28° ass         | Fiorentino Francesco     | 23,750        | 20'19”4/10     | 70,116       | Zagato      | Deludente prova di Fiorentino, che segna tempi molto più alti di quelli della gran parte della Alfa Romeo Giulietta ma è anche più lento delle migliori Fiat 600 e 1100 TV. |
| 7-mag  | I    | 6 Ore di Monza-Coppa Ascari            | su pista (Monza)             | 1ª fino a 1150 Gran Turismo | N.D.            | Franco Ghiazza/Tom Dooly | 857,538       | 6h00'00”       | 142,923      | Zagato      | Deludente la prova offerta nell'occasione dalle Lancia Appia nel loro insieme, con 10 vetture partite e solo 2 al traguardo, battute anche dalle piccole 700 Abarth. |
| 14-mag | I    | Castell'Arquato-Vernasca               | salita                       | 2ª 851-1150 Gran Turismo    | N.D.            | “Gianni Remotti”         | 9,775         | 6'36”5/10      | 88,751       | Zagato      | Giampiero Moretti (che si cela sotto lo pseudonimo di “Gianni Remotti”) fa una bella salita con la sua GTE, tenendo dietro di sé le altre numerose Appia Zagato: viene però preceduto dalla Fiat Abarth 1000 di Oscar Becchetti. |
| 14-mag | I    | Masson del Cengio-Tresché Conca        | salita                       | 1ª 1001-1150 Gran Turismo   | N.D.            | “Matich”                 | 14,500        | 10'07”3/10     | 85,954       | Zagato      | “Matich” (ovvero Gianni Lado), pur non avendo avversari pericolosi nella propria classe, compie una bella salita, segnando un tempo vino a quello delle migliori Giulietta T.I |
| 14-mag | I    | Masson del Cengio-Tresché Conca        | salita                       | 2° Formula Junior           | 7° ass          | Prioglio Francesco       | 14,500        | 9'33”6/10      | 91,004       | Dagrada FJ  | Buona prova della Dagrada di Prioglio, secondo di classe alle spalle dell'esperto Gastone Zanarotti (Fiat-Stanguellini). |
| 21-mag | I    | Salsomaggiore-Sant'Antonio             | salita                       | 1ª 1001-1150 Gran Turismo   | N.D.            | “Matich”                 | 8,250         | 6'52”4/10      | 72,017       | Zagato      | “Matich” (al secolo Gianni Lado) fa quel che può ma, complice anche l'asfalto sdrucciolevole per la pioggia, non può emergere se non nella classifica di classe, dove lascia il secondo, Franco Ghiazza, anch'egli su una GTE, a 4”. |
| 21-mag | I    | Cividale-Castelmonte                   | salita                       | 1ª 1001-1150 Gran Turismo   | 15° ass         | Di Manso Riccardo        | 7,100         | 6'31”7/10      | 65,254       | Zagato      | Gara completamente sfalsata causa la pioggia (la vittoria assoluta va a una Fiat 600 D !) nella quale, tuttavia, l'Appia di Di Manso riesce a ottenere un tempo discreto. |
| 21-mag | I    | Palermo-Monte Pellegrino               | salita                       | 1ª 1001-1150 Gran Turismo   | N.D.            | Fiorentino Francesco     | 7,100         | N.D.           | N.D.         | Zagato      | Fiorentino, con la sua vecchia Appia GTZ batte la più recente Sport di Amedeo Bartoccelli. |
| 4-giu  | I    | Coppa della Consuma                    | salita                       | 1ª 1001-1150 Gran Turismo   | N.D.            | Fiorio Cesare            | 10,500        | 7'18”1/5       | 86,261       | Zagato      | Buono il tempo realizzato da Fiorio, che precede l'Appia di “Matich” di quasi 5”. |
| 11-giu | I    | Vernicino-Rocca di Papa                | salita                       | 1ª 1001-1150 Gran Turismo   | N.D.            | Ferlaino Corrado         | 10,200        | 6'31”6/10      | 93,769       | Zagato      | Ferlaino non effettua una salita particolarmente brillante, probabilmente perché non ha avversari nella sua classe, la 1150 GT. |
| 18-giu | I    | Trofeo Val d'Intelvi                   | salita                       | 5ª 1001-1300 Gran Turismo   | N.D.            | Ghiazza Franco           | 8,700         | ND             | ND           | Zagato      | La classe 1150 non viene costituita e Ghiazza, che deve correre contro le fortissime Giulietta SZ, non può far meglio del 5º posto. |
| 18-giu | I    | Bobbio-Passo del Penice                | salita                       | 2° Formula Junior           | N.D.            | Colombi                  | 12,800        | N.D.           | N.D.         | Dagrada FJ  | Impossibile commentare la gara di Colombi, mancando il riferimento del tempo impiegato a coprire il percorso. |
| 25-giu | I    | Predappio-Rocca delle Caminate         | salita                       | 1ª 1001-1150 Gran Turismo   | N.D.            | Stefani Silvano          | 4,000         | 4'02”6/10      | 59,356       | Zagato      | Nella classe 1150, Stefani precede l'altra Appia di Francesco Fiorentino di 3”4/10, lasciando il terzo, Gnagnatti, a quasi 50”. |
| 25-giu | I    | Valdesi-Santuario S.Rosalia            | salita                       | 1ª 1150 Gran Turismo        | N.D.            | “Jonny”                  | 7,000         | 4'45”          | 88,421       | Zagato      | Molto buona la prestazione di “Jonny”, il cui tempo è in linea con quello segnato dalle migliori Giulietta T.I. |
| 29-giu | I    | Gran Premio della Lotteria-II batteria | su pista (Monza)             | Formula Junior              | 12° ass         | Bassi Giorgio            | 86,250        | 33'09”         | 156,108      | Dagrada FJ  | Gara da dimenticare per la Dagrada di Bassi, surclassata dalle inglesi motorizzate Ford e Bmc ma anche dalle Fiat-Stanguellini. |
| 29-giu | I    | Gran Premio Gran Turismo               | su pista (Monza)             | 1ª 1001-1150 Gran Turismo   | N.D.            | Fiorio Cesare            | 289,789       | 2 ore          | 144,894      | Zagato      | Tra le 1150 correvano solo le Appia Zagato: Fiorio è stato il più regolare e veloce e alla fine ha avuto la meglio su Silvano Stefani. Più attardato il terzo, Corrado Ferlaino. |
| 29-giu | I    | Compiano-Vetto d'Enza                  | salita                       | 1ª 1001-1150 Gran Turismo   | N.D.            | “Matich”                 | 5,300         | 3'43”          | 85,560       | Zagato      | Pur in assenza di avversari diretti, “Matich” (al secolo Gianni Lado) compie una buona salita con la sua GTE. |
| 9-lug  | I    | Trento-Bondone                         | salita                       | 1ª 1001-1150 Gran Turismo   | N.D.            | Stefani Silvano          | 17,300        | 15'59”5/10     | 64,908       | Zagato      | Stefani precede nell'ordine le Appia di Braccini e di “Matich”, la Fairthorpe-Climax di Del Torre, e l'Appia di Ghiazza. |
| 16-lug | I    | Aosta-Pila                             | salita                       | 1ª 1001-1150 Gran Turismo   | N.D.            | Vivaldi Giacinto         | 11,200        | 8'58”9/10      | 74,819       | Zagato      | Buona prova di Vivaldi, che non ha problemi a staccare l'avversario diretto, Luciano Braccini, che dispone a sua volta di una Appia Zagato. |
| 23-lug | I    | Trieste-Opicina                        | salita                       | 1ª 1001-1150 Gran Turismo   | 17° ass         | Fiorio Cesare            | 10,150        | 6'44”9/10      | 90,244       | Zagato      | Cesare Fiorio compie una salita perfetta, surclassa gli avversari, infliggendo un distacco di ben 16” sul più vicino inseguitore, Corrado Ferlaino. Tra i battuti anche Del Torre con la Fairthorpe-Climax, Tarantino con una Fiat 1100-103 TV spider e Veronese con una 1100 Zagato. |
| 23-lug | I    | Gran Premio di Messina-I batteria      | circuito stradale            | Formula Junior              | 15° ass         | Lisitano Francesco       | 72,240        | 34'24”7/10     | 125,957      | Dagrada FJ  | Il 15º posto assoluto (a 3 giri dal vincitore) corrisponde anche all'ultimo, e questo indica chiaramente che la vettura ha accusato problemi. |
| 23-lug | I    | Gran Premio di Messina-I batteria      | circuito stradale            | Formula Junior              | 11° ass         | Giordano Gianni          | 78,260        | 36'40”1/10     | 128,055      | Dagrada FJ  | Giornata decisamente “no” per le Dagrada. Anche nella seconda batteria, Giordano è 11° (a 2 giri dal vincitore) e Giuseppe Baggio, con la seconda Dagrada, è 13° (a 3 giri). |
| 6-ago  | I    | Cesana-Sestriere                       | salita                       | 1ª 1001-1150 Gran Turismo   | N.D.            | “Matich”                 | 10,400        | 7'34”          | 82,466       | Zagato      | “Matich” precede le altre Appia di Giacinto Vivaldi e du Renato Savini. |
| 13-ago | I    | Cuneo-Colle della Maddalena            | salita                       | 1ª 751-1150 Gran Turismo    | N.D.            | ”Luca”                   | 17,000        | 13'22”2/10     | 87,204       | Zagato      | Tempo discreto quello segnato da “Luca”. |
| 27-ago | I    | Gran Premio di Pergusa                 | pista (Pergusa)              | Formula Junior              | 13° ass         | Lisitano Francesco       | 134,596       | 56'16”4/10     | 143,509      | Dagrada FJ  | Sicuramente attardata da problemi meccanici la Dagrada di Lisitano, che è classificata ultima a 7 giri dal vincitore. |
| 27-ago | I    | Fasano-Selva di Fasano                 | salita                       | 1ª 1150 Gran Turismo        | N.D.            | Tarantini Antonio        | 7,400         | N.D.           | N.D.         | Zagato      | La prova di Tarantini non può essere commentata, mancando il riscontro cronometrico. |
| 3-set  | I    | Sarezzo-Lumezzane                      | salita                       | 1ª 1001-1150 Gran Turismo   | 14° ass         | Stefani Silvano          | 8,500         | 5'15”6/10      | 96,958       | Zagato      | Ottima prova di Stefani, che riesce a precedere di 4/10 il forte Frescobaldi (che corre con una macchina come la sua) e che mette in fila tutti gli altri…appiazagatisti (Gnutti, Savini, Braccini, eccetera). |
| 3-set  | I    | Coppa Enna                             | pista (Pergusa)              | 1ª 1001-1150 Gran Turismo   | N.D.            | Fiorentino Francesco     | 72,105        | 28'43”2/10     | 150,637      | Zagato      | Buona la prestazione di Fiotentino, che precede l'Appia Zagato di Vecchio e la Fiat 1100 Zagato di D'Amico. |
| 10-set | I    | Coppa Intereuropa                      | pista (Monza)                | 1ª 1001-1150 Gran Turismo   | N.D.            | Fiorio Cesare            | 3 ore         | 435,864        | 145,288      | Zagato      | Un Cesare Fiorio in ottima forma precede di oltre 7 chilometri (un giro abbondante) l'altra Appia di Corrado Ferlaino. |
| 10-set | I    | Premio Campagnano                      | pista (Vallelunga)           | 5ª 851-1150 Turismo         | N.D.            | Angelini Rota Gianfranco | 43,200        | 32'08”8/10     | 80,630       | III ser ber | Una delle rare apparizioni di una Appia terza serie in una competizione di velocità: a provarci è Angelini Rota, che riesce comunque a piazzarsi a centro classifica (o quasi), venendo preceduto da 4 Fiat 1100-103 ma davanti ad altre 2 macchine dello stesso tipo. |
| 17-set | I    | Pontedecimo-Giovi                      | salita                       | 1ª 1001-1150 Gran Turismo   | 44° ass         | Vivaldi Giacinto         | 9,650         | 6'57”4/10      | 83,229       | Zagato      | Vivaldi, con un'Appia non più giovanissima, tiene a bada abbastanza agevolmente la muta delle altre Appia Zagato e della Fairthorpe di Cesare Bottacchi, che inaspettatamente si piazza alle sue spalle e precede le Appia di Gibelli, “Gec”, Bagnasacco e Braccini. |
| 24-set | I    | Catania-Etna                           | salita                       | 1ª 1001-1150 Gran Turismo   | N.D.            | Ferlaino Corrado         | 33,000        | 20'56”1/10     | 94,578       | Zagato      | Ferlaino ha la meglio sulle Appia Zagato di Vecchio e di “Jonny”, sulla 1100 di Barbagallo e su altri 5 concorrenti ancora. |
| 24-set | I    | Osimo Scalo-Osimo                      | salita                       | 3ª 701-1150 Gran Turismo    | N.D.            | Gnagnatti Giorgio        | 5,500         | 4'06”5/10      | 80,324       | Zagato      | Nell'occasione, l'Appia Zagato di Gnagnatti viene superata da due Fiat 1100 Zagato, quella di Albanese, che vince la classe, ma anche dall'altra vettura simile di Maurizio Porro. |
| 22-ott | I    | Alghero-Scala Piccada                  | salita                       | 3ª 851-1150 Turismo         | N.D.            | Casula                   | 8,700         | 6'11”1/10      | 84,397       | Berlina     | L'Appia di Casula è preceduta da 3 Fiat 1100 ma riesce a contenere il distacco in limiti accettabili (15” dal vincitore di classe). Imprecisabile l'esatta serie di Appia impiegata da Casula. |
| 22-ott | I    | Alghero-Scala Piccada                  | salita                       | 1ª fino a 1150 Gran Turismo | 7° ass          | Stefani Silvano          | 8,700         | 5'25”8/10      | 96,132       | Zagato      | Eccellente la prestazione di Stefani, che spicca un tempo davvero di rilievo, che lo catapulta al 6º posto della graduatoria assoluta (dopo la Ferrari 3 litri del vincitore, Lualdi, la Flaminia Sport di Frescobaldi e 4 Alfa Romeo Giulietta. Nella classe 1150, Stefani ha staccato di oltre 20” il secondo, “Jonny”, e di oltre mezzo minuto Fiorentino e Savini. Tutti quanti, va detto, disponevano di Appia Zagato. |

### 1962
| Data   | Naz. | Nome della corsa                          | Tipo gara          | Risultato di classe         | Posiz. assoluta | Pilota o equipaggio  | Percorso (km)  | Tempo ottenuto  | Media (km/h) | Modello    | Note |
| 11-mar | I    | Agnano-Cappella dei Cangiani              | salita             | 1ª 1001-1300 Gran Turismo   | 5° ass          | Ferlaino Corrado     | 4,900          | 4'17"3/10       | 68,558       | Zagato     | Complici le condizioni del fondo stradale sdrucciolevole e la pioggia a intermittenza, Ferlaino con l'Appia riesce a prevalere su un nugolo di Alfa Romeo Giulietta SS, SV e SZ e a classificarsi addirittura al 5º posto assoluto.                                                                                             |
| 25-mar | I    | Frascati-Tuscolo                          | salita             | 1ª 1001-1150 Gran Turismo   | N.D.            | “Luca”               | 4,500          | 3'58"4/10       | 67,953       | Zagato     | Poco stimolato dal fatto di non avere avversari diretti, “Luca” segna un tempo piuttosto alto. |
| 25-mar | I    | Frascati-Tuscolo                          | salita             | 5ª 851-1150 Turismo         | N.D.            | Marini Giovanni      | 4,500          | 4'03"8/10       | 66,447       | Berlina    | Non eccezionale la prestazione di Marini con l'Appia berlina, che tuttavia segna un tempo non troppo distante da quello della Simca 1000 del vincitore Lucio De Sanctis e dalle Fiat 1100. |
| 8-apr  | I    | Stallavena-Boscochiesanuova               | salita             | 1ª 1001-1150 Gran Turismo   | N.D.            | Bagnasacco Ugo       | 15,300         | 8'38”7/10       | 106,188      | Zagato     | Bella corsa di Bagnasacco, che precede altre 3 Appia, una Fairthorpe e due Fiat 1100. |
| 8-apr  | I    | Stallavena-Boscochiesanuova               | salita             | 9ª Formula Junior           | N.D.            | Antonini Piero       | 15,300         | 8'45”7/10       | 104,774      | Dagrada FJ | Poco da dire circa la gara di Antonini, che è penultimo di classe e che fa fermare i cronometri su un tempo decisamente alto. |
| 15-apr | I    | Trofeo Gran Turismo                       | pista (Monza)      | 1ª 1001-1150 Gran Turismo   | N.D.            | Savini Renato        | 1 ora di corsa | ---             | 136,922      | Zagato     | Savini vince la classe con meno di 100 metri di vantaggio sull'Appia di Ugo Bagnasacco. Terza, più staccata, l'altra Appia di Corrado Ferlaino. |
| 1-mag  | I    | Circuito del Garda-I batteria             | circuito stradale  | Formula Junior              | 8° ass          | Bagnalasta Norberto  | 98,400         | 1ora 00'13”8/10 | 98,024       | Dagrada FJ | Bagnalasta è 8° a 1 giro (16,4 km) dal vincitore. |
| 1-mag  | I    | Circuito del Garda-finale                 | circuito stradale  | Formula Junior              | 15° ass         | Bagnalasta Norberto  | 114,800        | 1ora 08'43”9/10 | 100,215      | Dagrada FJ | Bagnalasta è 15° (e ultimo classificato) a 1 giro (16,4 km) dal vincitore. |
| 13-mag | I    | Coppa Junior-I batteria                   | pista (Monza)      | Formula Junior              | 1° ass          | Bassi Giorgio        | 35,775         | 17'50”          | 120,364      | Dagrada FJ | Netta la vittoria di Bassi, che infligge più di 20” di distacco al suo più diretto avversario, Odoardo Govoni, che dispone di una Cooper-Ford. |
| 13-mag | I    | Coppa Junior-finale                       | pista (Monza)      | Formula Junior              | 1° ass          | Bassi Giorgio        | 71,550         | 36'27”          | 117,777      | Dagrada FJ | Copia esatta della batteria, con la sonante vittoria di Bassi, che infligge 33” di distacco al suo più diretto avversario, che è sempre Odoardo Govoni. |
| 13-mag | I    | Mosson-Tresché Conca                      | salita             | 1ª 1001-1150 Gran Turismo   | 21° ass         | Stefani Silvano      | 14,500         | 10'29”5/10      | 82,922       | Zagato     | Stefani spicca un tempo notevole, migliore persino di quello delle agili Abarth 700 e 1000, e precede nettamente altre 2 Appia Zagato (quelle di Renato Savini e di Francesco Fiorentino) e la 1100 Zagato di Giovanni Veronese.                                                                                                |
| 13-mag | I    | Castell'Arquato-Vernasca                  | salita             | 2ª 851-1150 Gran Turismo    | N.D.            | Patria Franco        | 9,775          | 6'43”8/10       | 87,147       | Motto      | Non male la prestazione di Patria, che soccombe alla Abarth di “Felice” (pseudonimo dietro cui si nasconde probabilmente Giampiero Moretti) per soli 2”6/10. |
| 20-mag | I    | Alghero-Scala Piccada                     | salita             | 1ª 851-1150 Turismo         | N.D.            | Fadda Gianni         | 8,700          | 5'51”5/10       | 89,103       | Berlina    | Grazie a una salita perfetta, Fadda spicca un tempo interessante e riesce a prevalere sulla Fiat 1100 TV di Luigi Foschi. |
| 20-mag | I    | Alghero-Scala Piccada                     | salita             | 2ª fino a 1150 Gran Turismo | N.D.            | Petrini Gastone      | 8,700          | 5'52”           | 88,977       | Zagato     | Petrini viene battuto, seppur di misura, dall'Abarth 700 di Federico Zarotti, ma la sua prestazione non è particolarmente brillante, ove si consideri che con la sua Zagato è stato più lento rispetto all'Appia berlina di Fadda.                                                                                              |
| 27-mag | I    | Bologna-Raticosa                          | salita             | 1ª 1001-1150 Gran Turismo   | N.D.            | Ferlaino Corrado     | 32,720         | 22'54”4/10      | 85,704       | Zagato     | Buona prova di Ferlaino, che batte una sfilza di Appia Zagato (Stefani, Ferretti, Bagnasacco, “Luca” e altri. |
| 27-mag | I    | Palermo-Monte Pellegrino                  | salita             | 7ª 851-1150 Turismo         | N.D.            | Ferreri F.           | 8,750          | 6'57”8/10       | 75,394       | Berlina    | L'Appia di Ferreri non riesce a contenere lo strapotere delle 1100 TV, che, grazie anche ad appropriate elaborazioni, sono quasi sempre assai più veloci delle Appia. |
| 27-mag | I    | Palermo-Monte Pellegrino                  | salita             | 1ª 1001-1150 Turismo        | N.D.            | Lombardo Nicolò      | 8,750          | 6'21”1/10       | 82,655       | Zagato     | Apprezzabile la prestazione di Lombardo, che ha la meglio sulle Appia Zagato di “Yuri” (Stefano Sillitti) e di Francesco Fiorentino, sulla 1100 di Giglio e sulla Siata di Nicosia |
| 27-mag | I    | San Benedetto del Tronto-Acquaviva        | salita             | 1ª 1001-1150 Gran Turismo   | 15° ass         | Bianchetti Alberto   | 7,000          | 5'37”           | 74,777       | Zagato     | Buona la prova di Bianchetti, che vince la classe davanti alla Fiat 1100 (forse una berlina) di Albanese e che segna il 15º tempo assoluto, su 45 concorrenti classificati. |
| 3-giu  | I    | Bobbio-Passo del Penice                   | salita             | 2ª 851-1150 Gran Turismo    | N.D.            | Ferretti Alessandro  | 12,800         | 10'18”3/10      | 74,526       | Zagato     | Ferretti fa una bella gara ma nulla può contro l'Abarth 1000 di “Oscar B.” da cui è distaccato di poco più di 4”. |
| 17-giu | I    | Circuito di Caserta-I batteria            | circuito stradale  | Formula Junior              | 6° ass          | Facetti Carlo        | 45,500         | 19'36”          | 139,285      | Dagrada FJ | Con una corsa regolare, Facetti si piazza a centro classifica, quel tanto che gli basta per accedere alla finale. |
| 17-giu | I    | Circuito di Caserta-finale                | circuito stradale  | Formula Junior              | 9° ass          | Facetti Carlo        | 104,650        | 47'09”4/10      | 133,151      | Dagrada FJ | Facetti è 9°, a 2 giri dal vincitore, su 12 classificati. C'è da dire peraltro che tutti coloro che lo hanno preceduto in classifica, tranne Franco Dari con una Lola-Stanguellini motorizzata Fiat, disponevano di monoposto con motore Ford.                                                                                  |
| 17-giu | I    | Coppa della Consuma                       | salita             | 3ª 701-1150 Gran Turismo    | 20° ass         | Patria Franco        | 10,500         | 7'03”1/10       | 89,340       | Motto      | Costretto a vedersela con le Abarth 1000 per la soppressione della classe 1001-1150, Patria, che corre con una Appia Motto non più giovanissima, viene preceduto dalle Abarth di Venturi e di Moselli ma riesce comunque a tenere dietro di sé due Abarth (Gonella e Guarinj) oltre a un'altra Appia.                           |
| 21-giu | I    | Gran Premio Campagnano                    | pista (Vallelunga) | 5ª fino a 1150 Turismo      | ---             | Marini               | 45,000         | 33'00”9/10      | 81,781       | Berlina    | L'Appia di Marini soccombe nei confronti delle Fiat 1100. |
| 21-giu | I    | Predappio-Rocca delle Caminate            | salita             | 1ª 1001-1150 Gran Turismo   | N.D.            | Petrini Gastone      | 4,000          | 4'02”1/10       | 59,479       | Zagato     | Prestazione un po' sottotono della Appia Zagato, dove quella di Petrini ha la meglio su quella di Pier Franco Tesi di una decina di secondi. Terza, a quasi 20” da Petrini, la rivale di sempre, la 1100 Zagato di Gianni Veronese.                                                                                             |
| 24-giu | I    | Coppa Primavera Amalfi                    | salita             | 1ª 1001-1150 Gran Turismo   | 5° ass          | Corrado Ferlaino     | 8,750          | 7'25            | 70,786       | Zagato     | Ottimo tempo di Ferlaino, che distanzia notevolmente gli avversari della propria classe e va a occupare il 5º posto assoluto, dietro a 2 vetture Sport e 2 monoposto Junior. |
| 24-giu | I    | Gran Premio della Lotteria-I batteria     | pista (Monza)      | Formula Junior              | 9° ass.         | Lo Coco Domenico     | 80,500         | 29'39”6/10      | 162,845      | Dagrada FJ | Lo Coco è comunque il più veloce tra tutti i concorrenti con motori italiani, e precede la Dagrada di Giorgio Bassi . |
| 29-giu | I    | Trofeo Bruno e Fofi Vigorelli-I batteria  | pista (Monza)      | Formula Junior              | 6° ass.         | Lo Coco Domenico     | 35,775         | 16'45”9/10      | 128,034      | Dagrada FJ | Lo Coco si qualifica per la finale, dove poi sarà costretto al ritiro. |
| 29-giu | I    | Trofeo Bruno e Fofi Vigorelli-II batteria | pista (Monza)      | Formula Junior              | 9° ass          | Rigamonti Giancarlo  | 33,390         | N.D.            | N.D.         | Dagrada FJ | Rigamonti non si qualifica per la finale. |
| 1-lug  | I    | Bolzano-Mendola                           | salita             | 2ª Formula Junior           | 4° ass          | Lo Coco Domenico     | 14,500         | 10'37           | 70,786       | Dagrada FJ | Ottima prestazione di Lo Coco, che in assoluto viene battuto dalla Maserati 2 litri di Govoni, dalla Ferrari 3 litri di Lualdi e dalla Lotus-Ford Formula Junior di Ernesto Prinoth. |
| 1-lug  | I    | Bolzano-Mendola                           | salita             | 1ª 1001-1150 Gran Turismo   | 39° ass         | Gnutti Vito          | 14,500         | 12'16”1/10      | 70,914       | Zagato     | Gnutti non ha difficoltà a battere la 1100 Zagato di Gianni Veronese e l'altra 1100, probabilmente una spider, di Arnaldo Tarantino. |
| 8-lug  | I    | Trento-Bondone                            | salita             | 1ª 1001-1150 Gran Turismo   | 30° ass         | Stefani Silvano      | 17,300         | 15'18”1/10      | 67,835       | Zagato     | Stefani, grazie a un tempo brillante, batte l'Appia Motto di Patria, l'Appia Zagato di Bagnasacco e le Fiat 1100 di Tarantino e di Veronese. |
| 15-lug | I    | Cesana-Sestriere                          | salita             | 1ª 1001-1150 Gran Turismo   | 27° ass         | Patria Franco        | 10,400         | 7'07”9/10       | 87,497       | Motto      | Franco Patria, con l'Appia Motto, batte di misura l'Appia Zagato di Bagnasacco. |
| 15-lug | I    | Coppa Città di Monopoli                   | salita             | 1ª 1001-1150 Gran Turismo   | N.D.            | “Gipsy”              | 4,500          | 2'40”4/10       | 100,997      | Zagato     | Buon tempo quello del pilota che si cela sotto lo pseudonimo di “Gipsy”, che batte sonoramente (quasi 18”)l'Appia Zagato di Francesco Fiorentino. |
| 22-lug | I    | Trieste-Opicina                           | salita             | 1ª 1001-1150 Gran Turismo   | 35° ass         | Bagnasacco Ugo       | 10,150         | 5'50”7/10       | 104,191      | Zagato     | Ugo Bagnasacco ha la meglio su un nugolo di Appia Zagato come la sua, condotte da piloti di vaglio (Ferlaino, Elio Zagato, Stefani e Gnutti) e sulle “solite” due Fiat 1100 di Veronese (coupé Zagato) e di Tarantino (spider) che in questo periodo animano la classe 1150 Gran Turismo, altrimenti monopolizzata dalle Appia. |
| 29-lug | I    | Agordo-Frassené                           | salita             | 2ª 1001-1150 Gran Turismo   | 18° ass         | Gnutti Vito          | 8,000          | 6'55”2/10       | 69,364       | Zagato     | A sorpresa, l'Appia Zagato di Gnutti viene battuta dalla Fairthorpe di Del Torre. Seguono in classifica la Fiat 1100 Zagato di Veronese, l'Appia di Patracca e la 1100 spider di Tarantino. |
| 5-ago  | I    | Trapani-Monte Erice                       | salita             | 5ª 851-1150 Turismo         | 103° ass        | Scardina Antonio     | 7,000          | 6'48”3/10       | 61,719       | Berlina    | Scardina spicca un tempo davvero elevato, che lo pone al 5º posto di classe (su 6 classificati) e al 103º posto assoluto (su 120 classificati) |
| 5-ago  | I    | Trapani-Monte Erice                       | salita             | 1ª 1001-1150 Gran Turismo   | 23° ass         | Pernice Giulio       | 7,000          | 5'31”2/10       | 76,086       | Zagato     | Pernice, grazie a una prestazione brillante, ha la meglio su altre 4 Appia Zagato e su 2 Fiat 1100 Zagato. |
| 12-ago | I    | Coppa Città di Sciacca                    | salita             | 1ª 1001-1150 Gran Turismo   | 10° ass         | Pernice Giulio       | 17,500         | 12'18”5/10      | 75,087       | Zagato     | Eccellente prestazione di Pernice, che distanzia nettamente gli avversari più diretti (Giglio con la 1100 Zagato e, a seguire, le altre Appia Zagato) e che ottiene pure un apprezzabile 10º posto assoluto. |
| 19-ago | I    | Santo Stefano-Gambarie                    | salita             | 1ª 1001-1150 Gran Turismo   | 11° ass         | Pernice Giulio       | 7,830          | 6'24”4/10       | 73,329       | Zagato     | Buon tempo di Pernice, che rifila 26” di distacco al suo più vicino inseguitore, Salvatore Giglio (Fiat 1100 Zagato) e che si piazza all'11º posto assoluto (su 65 classificati). |
| 2-set  | I    | Squarciarelli-Rocca di Papa               | salita             | 1ª 1001-1150 Gran Turismo   | 36° ass         | Petrini Gastone      | 4,150x2        | 5'42”1/10       | 87,342       | Zagato     | Petrini ha la meglio sulle Appia di Giancarlo Fabrizio, di “Luca”, di Cadiolo e di Lombardo. |
| 9-set  | I    | Catania-Etna                              | salita             | 1ª 1001-1150 Gran Turismo   | 25° ass         | Pernice Giulio       | 33,000         | 20'40”1/10      | 95,798       | Zagato     | Pernice si lascia alle spalle un nugolo di Appia Zagato e una Fiat 1100. |
| 9-set  | I    | Coppa Città di Chieti                     | salita             | 1ª 1001-1150 Gran Turismo   | 13° ass         | “Luca”               | 6,000          | 3'54”           | 92,307       | Zagato     | Buon tempo di “Luca” che sopravanza Bianchetti di oltre 10” e che si piazza a un onorevole 13º posto assoluto. |
| 16-set | I    | Sarezzo-Lumezzane                         | salita             | 1ª 1001-1150 Gran Turismo   | 57° ass         | Savini Renato        | 8,500          | 5'28”6/10       | 93,122       | Zagato     | Savini non ha molto da faticare per tenere dietro di sé la poco competitiva Fiat 1100 spider di Tarantino, unica avversaria nella sua classe. |
| 16-set | I    | Ascoli-Colle San Marco                    | salita             | 1ª 1001-1150 Gran Turismo   | 7° ass          | Petrini Gastone      | 10,350         | 7'19”4/10       | 84,797       | Zagato     | Buon tempo di Petrini che precede di quasi 14” l'altra Appia di G. Fabrizio e che, grazie all'assenza di vetture Sport, si piazza al 7º posto dell'assoluto. |
| 16-set | I    | Coppa Junior                              | pista (Monza)      | Formula Junior              | 7° ass          | Lo Coco Domenico     | 1 ora di corsa | ---             | 168,388      | Dagrada FJ | Lo Coco si piazza al 7º posto (su 14 concorrenti) a una media di oltre 11 km.orari inferiore a quella del vincitore (Corrado Manfredini su Wainer-Ford, che in 1 ora percorre 179,748 km. |
| 23-set | I    | Targa Vesuvio                             | salita             | 4ª 701-1300 Gran Turismo    | 10° ass         | Ferlaino Corrado     | 9,200          | 8'13”7/10       | 67,085       | Zagato     | Costretto a correre assieme alle “1300” per la soppressione della classe 1150, Ferlaino si difende al meglio e riesce a piazzarsi nell'alta classifica, lasciandosi alle spalle parecchie Giulietta. Nell'assoluto è 10° su 53 concorrenti.                                                                                     |
| 23-set | I    | Osimo Scalo-Osimo                         | salita             | 9ª 1001-1300 Gran Turismo   | 17° ass         | Petrini GastoneCarlo | 5,540          | 3'11”           | 104,418      | Zagato     | Petrini corre assieme alle “1300” e dunque deve accontentarsi del 9º posto di classe, dietro a 8 Giulietta SZ ma davanti alle Appia di “Luca” e di G. Fabrizio. |
| 14-ott | I    | Coppa d'Autunno                           | pista (Monza)      | 3° 701-1150 Gran Turismo    | ---             | Bagnasacco Ugo       | 48,000         | 24'52”3/10      | 115,794      | Zagato     | Sopravanzato dalle Abarth 1000 di Oddone Sigala e di Ermanno Gonella, Bagnasacco riesce ad avere la meglio sull'Abarth di Aduino Becchetti e sulla Appia Motto di Franco Patria. |
| 4-nov  | I    | Messina-Colle San Rizzo                   | salita             | 1ª 1001-1150 Gran Turismo   | 23° ass         | Grasso Vincenzo      | 9,400          | 8'00”8/10       | 70,382       | Zagato     | Grasso, con un tempo buono ma non eccezionale, ha comunque la meglio sulle Appia di Francesco Fiorentino e di Nicolò Lombardo. |
| 18-nov | I    | Trofeo d'Autunno Gran Turiosmo            | pista (Vallelunga) | 1ª 1001-1150 Gran Turismo   | ---             | Bagnasacco Ugo       | 45,000         | 30'43”2/10      | 87,890       | Zagato     | Corsa delle “1150” : Bagnasacco si invola sin dal primo giro e vince davanti a Stefani. Seguono altre Appia Zagato e alcune Fiat 1100. |
| 18-nov | I    | Trofeo d'Autunno Junior-I manche          | pista (Vallelunga) | Formula Junior              | 8° ass          | Lippi Roberto        | 43,200         | 27'13”5/10      | 95,206       | Dagrada FJ | Lippi si classifica all'8º posto su 12 classificati. |
| 18-nov | I    | Trofeo d'Autunno Junior-II manche         | pista (Vallelunga) | Formula Junior              | 6° ass          | Lippi Roberto        | 45,000         | 27'21”2/10      | 98,708       | Dagrada FJ | Lippi, che è più veloce di quanto fosse stato nella prima manche, si classifica al 6º posto su 11 classificati, rimontando nella classifica per somma dei tempi. |
| 18-nov | I    | Trofeo d'Autunno Junior-finale            | pista (Vallelunga) | Formula Junior              | 6° ass          | Lippi Roberto        | 88,200         | 54'34”7/10      | 97,557       | Dagrada FJ | Lippi, che è più veloce di quanto fosse stato nella prima manche, si classifica al 6º posto su 11 classificati, rimontando nella classifica, che è fatta per somma dei tempi. |
| 18-nov | I    | Corongiu-Campuomu                         | salita             | 1ª 1001-1300 Gran Turismo   | 1° ass          | Casula Mario         | 4,000          | 4'02”3/10       | 70,382       | Zagato     | Finalmente anche una vittoria assoluta ! L'Appia Zagato di Casula vince la corsa (che si è svolta sotto la pioggia) davanti all'Abarth 850 di Salvatore Cambarau. |

### 1963
| Data   | Naz. | Nome della corsa                     | Tipo gara         | Risultato di classe         | Posiz. assoluta | Pilota o equipaggio | Percorso (km) | Tempo ottenuto | Media (km/h) | Modello    | Note |
| 31-mar | I    | Frascati-Tuscolo                     | salita            | 1ª 1001-1150 Gran Turismo   | 28° ass         | Faenza Bruno        | 4,200         | 3'31”6/10      | 71,455       | Zagato     | Faenza vince davanti alle Appia di Giovanni Marini, di “Luca” e di Maria Vittoria Anmmatura. |
| 31-mar | I    | Vergato-Cerelio                      | salita            | 1ª 1001-1150 Gran Turismo   | 13° ass         | Ferretti Alessandro | 8,000         | 7'04”          | 67,924       | Zagato     | Malgrado l'assenza di avversari nella propria classe, Ferretti spicca un buon tempo che lo pone al 13º posto della graduatoria generale, su 59 concorrenti classificati. |
| 7-apr  | I    | Stallavena-Boscochiesanuova          | salita            | 1ª 1001-1150 Gran Turismo   | 38° ass         | Bagnasacco Ugo      | 15,300        | 8'41”8/10      | 105,557      | Zagato     | Bagnasacco supera di misura Silvano Stefani e Girolamo Perniciari. Più staccate le altre Appia, una Fairthorpe e la Fiat 1100 spyder di Arnaldo Tarantino. |
| 14-apr | I    | Circuito di Cesenatico-II batteria   | circuito stradale | Formula Junior              | 5° ass          | Boniardi Alberto    | 43,200        | 27'13”5/10     | 95,206       | Dagrada FJ | Boniardi si classifica al 5º posto su 8 classificati, ma è comunque il primo tra coloro che montano un motore italiano. Non accede alla finale, dove sono ammessi i primi 4 di ciascuna delle 3 batterie.                                                                                       |
| 21-apr | I    | Avola-Avola Antica                   | salita            | 1ª 1001-1150 Gran Turismo   | N.D.            | D'Amico Giuseppe    | 8,000         | 6'08”7/10      | 78,112       | Zagato     | D'Amico, autore di un tempo più che discreto, batte di misura l'Appia Zagato di Vincenzo Castagnetta e la Fiat 1100 Zagato di Matteo Sgarlata. Più staccate le altre Appia Zagato. |
| 5-mag  | I    | Lago Castelgandolfo-Madonna del Tufo | salita            | 1ª 1001-1150 Gran Turismo   | 36° ass         | Giovanni Marini     | 10,400        | 5'57”5/10      | 104,727      | Zagato     | Marini precede di misura le Appia Zagato di “Luca” e di Bruno Faenza. Seguono, più staccate, quelle di A.Bianchetti e di Maria Vittoria Ammaturo. |
| 5-mag  | I    | Coppa Autieri                        | pista (Monza)     | Formula Junior              | 8° ass          | Boniardi Alberto    | 23,850        | 11'11”2/10     | 127,920      | Dagrada FJ | Boniardi si classifica all'8º posto su 13 classificati, ma è comunque il solo concorrente a guidare una monoposto munita di motore italiano (tutti gli altri 12 classificati hanno monoposto motorizzate Ford o B.M.C.).                                                                        |
| 5-mag  | I    | Castell'Arquato-Vernasca             | salita            | 4ª 701-1150 Gran Turismo    | 26°ass          | Stefani Silvano     | 9,775         | 6'15”2/10      | 93,789       | Zagato     | Battuto da 3 Abarth 1000, Stefani riesce comunque a far meglio di altre Abarth e della Appia di Tacchinardi. |
| 12-mag | I    | Circuito del Garda-I batteria        | circuito stradale | Formula Junior              | 11° ass         | Boniardi Alberto    | 98,400        | 48'21”7/10     | 122,080      | Dagrada FJ | Boniardi si classifica all'11º posto su 15 classificati e non accede alla finale |
| 19-mag | I    | Coppa Junior-I batteria              | pista (Monza)     | Formula Junior              | 6° ass          | Brambilla Ernesto   | 37,775        | 16'32”2/10     | 137,059      | Dagrada FJ | Buona prova di Brambilla, che si guadagna l'accesso in finale (dove però sarà squalificato avendo tentato di partire a spinta). |
| 26-mag | I    | Bologna-Raticosa                     | salita            | 1ª 1001-1150 Gran Turismo   | 31° ass         | Ferretti Alessandro | 32,700        | 23'02”2/10     | 85,168       | Zagato     | Ferretti prevale sulle Appia di Stefani, di “Luca” e altri. |
| 26-mag | I    | Alghero-Scala Piccada                | salita            | 1ª 1150 Gran Turismo        | 11° ass         | Casula Mario        | 8,700         | 5'35”1/10      | 93,464       | Zagato     | --- |
| 27-mag | I    | San Benedetto del Tronto-Acquaviva   | salita            | 1ª 1150 Gran Turismo        | 3° ass          | Faenza Bruno        | 7,000         | 5'14”2/10      | 80,203       | Zagato     | Brillante prestazione di Faenza, che precede nella sua classe l'Appia di Bianchetti e che si piazza al 3º posto assoluto dietro alla Giulietta SZ del vincitore (Pietro Laureati) e alla Abarth 1000 di “Gim”.                                                                                  |
| 2-giu  | I    | Palermo-Monte Pellegrino             | salita            | 1ª 1001-1150 Gran Turismo   | 16° ass         | Coco Vito           | 8,750         | 6'06”8/10      | 85,877       | Zagato     | --- |
| 16-giu | I    | Coppa Città di Asiago                | salita            | 1ª 1001-1150 Gran Turismo   | 19° ass         | Stefani Silvano     | 14,500        | 9'46”8/10      | 88,957       | Zagato     | Stefani si aggiudica la vittoria di classe con buon margine sugli avversari, segnando un tempo degno di rilievo. |
| 23-giu | I    | Garessio-San Bernardo                | salita            | 1ª 1001-1150 Gran Turismo   | 21° ass         | Regis Mario         | 6,200         | 5'02”5/10      | 73,785       | Zagato     | --- |
| 30-giu | I    | Gran Premio Lotteria-II batteria     | pista (Monza)     | Formula Junior              | 13° ass         | Boniardi Alberto    | 80,500        | 29'28”1/10     | 163,904      | Dagrada FJ | Boniardi si classifica al 13º posto (a 1 giro dal vincitore) su 15 classificati e non accede alla finale. |
| 30-giu | I    | Gran Premio Gran Turismo             | pista (Monza)     | 1° 1001-1150 Gran Turismo   | 4° ass          | Stefani Silvano     | 146,187       | 1 ora          | 146,187      | Zagato     | Dopo un'ora di corsa, Stefani precede l'Appia di Ugo Bagnasacco di appena una trentina di metri. |
| 30-giu | I    | Vezzano-Casina                       | salita            | 3ª 1001-1150 Turismo        | 70° ass         | Simonetta Giuseppe  | 12,500        | 10'10”8/10     | 73,673       | Berlina    | Tempo altissimo per questa Appia berlina, che si piazza al 70º posto assoluto su 82 classificati. |
| 7-lug  | I    | Bolzano-Mendola                      | salita            | 1ª 1001-1150 Gran Turismo   | 24° ass         | Stefani Silvano     | 14,500        | 11'45”4/10     | 74,000       | Zagato     | Ottima la prestazione di Stefani, che precede le Appia di Ferretti, Marini e Porcu. |
| 14-lug | I    | Trento-Bondone                       | salita            | 1ª 1001-1150 Gran Turismo   | 33° ass         | Stefani Silvano     | 17,300        | 15'14”9/10     | 68,073       | Zagato     | Si ripete la graduatoria della Mendola di una settimana prima, con Stefani, che precede le Appia di Ferretti e Marini. |
| 14-lug | I    | Trento-Bondone                       | salita            | 2ª 1001-1150 Turismo        | N.D.            | Gibelli Enrico      | 17,300        | 19'33”8/10     | 53,058       | Berlina    | Gibelli, noto e abile “regolarista” stavolta si cimenta in una corsa di velocità, ma non fa grandi cose, fermando il cronometro su un tempo elevatissimo, che lo colloca al terzultimo posto della classifica assoluta. Riesce comunque a precedere una Fiat 1100, quella si Sergio Fiorentino. |
| 14-lug | I    | Santo Stefano-Gambarie               | salita            | 1ª 1001-1150 Gran Turismo   | 41° ass         | Raimondo Mario      | 7,830         | 6'55”7/10      | 67,808       | Zagato     | Decisamente sottotono la prova di Raimondo. |
| 21-lug | I    | Colle Sant'Eusebio                   | salita            | 1ª 1001-1150 Gran Turismo   | N.D.            | Oliva Dante         | 10,000        | 6'19”3/10      | 94,911       | Zagato     | Pur senza spiccare un tempo di rilievo, Oliva batte sonoramente l'altra Appia Zagato di V.Calvino. |
| 21-lug | I    | Trieste-Opicina                      | salita            | 1ª 1001-1150 Gran Turismo   | 65° ass         | Porcu Umberto       | 10,150        | 6'20”4/10      | 96,056       | Zagato     | L'Appia di Porcu ha la meglio, seppure per appena 4” scarsi, sulla modesta Fairthorpe di Piero Cattelan. |
| 28-lug | I    | Cesana-Sestriere                     | salita            | 1ª 1001-1150 Gran Turismo   | 46° ass         | Ferretti Alessandro | 10,400        | 7'02”2/10      | 88,678       | Zagato     | Ferretti precede le Appia di Silvano Stefani e di Mario Regis. |
| 28-lug | I    | Agordo-Frassené                      | salita            | 1ª 1001-1150 Gran Turismo   | N.D.            | Porcu Umberto       | 8,000         | 6'52”8/10      | 69,767       | Zagato     | Porcu precede la Fairthorpe di Piero Cattelan. |
| 4-ago  | I    | Aosta-Pila                           | salita            | 1ª 1001-1150 Gran Turismo   | 21° ass.        | Ferretti Alessandro | 11,200        | 8'24”2/10      | 79,968       | Zagato     | Ferretti, autore di una buona gara, batte di 21”6/10 l'altra Appia di Regis. |
| 4-ago  | I    | Lago-Montefiascone                   | salita            | 1ª 1001-1150 Gran Turismo   | 11° ass.        | Marini Giovanni     | 5,000         | 3'00”8/10      | 99,555       | Zagato     | Marini, che segna un tempo ottimo, ha la meglio sull'Appia di Salvatore Genovese e sull'Abarth di Mazzei. |
| 4-ago  | I    | Trapani-Monte Erice                  | salita            | 1ª 1001-1150 Gran Turismo   | 16° ass.        | Coco Vito           | 6,670         | 5'29”          | 72,984       | Zagato     | Buona salita di Coco, che segna un tempo non disprezzabile. |
| 11-ago | I    | Cosenza-Montescuro                   | salita            | 1ª 1001-1150 Gran Turismo   | 17° ass.        | Susinno Francesco   | 24,500        | 20'06”2/5      | 73,110       | Zagato     | --- |
| 25-ago | I    | Coppa Città di Chieti                | salita            | 2ª 701-1150 Gran Turismo    | N.D.            | Genovese Salvatore  | 6,000         | 3'58”2/5       | 90,604       | Zagato     | Genovese viene battuto per meno di 3” dall'Abarth di Aldo Antriulli. |
| 1-set  | I    | Cividale-Castelmonte                 | salita            | 2ª 1001-1150 Gran Turismo   | 34° ass.        | Porcu Umberto       | 7,000         | 5'37”4/10      | 64,688       | Zagato     | In questa occasione Porcu, che non spicca un tempo eccezionale, viene battuto dalla Fairthorpe del suo tradizionale avversario, Piero Cattelan. |
| 8-set  | I    | Ascoli-Colle San Marco               | salita            | 1ª 1001-1150 Gran Turismo   | 27° ass.        | Marini Giovanni     | 10,200        | 7'37”2/5       | 80,279       | Zagato     | Poco brillante la prestazione di Marini, che tuttavia non fatica a battere l'altra Appia di Maria Vittoria Ammaturo. |
| 15-set | I    | Coppa Alpe del Nevegal               | salita            | 2ª 1001-1150 Turismo        | 53° ass.        | Bernieri Luigi      | 7,500         | 7'09”8/10      | 62,819       | Berlina    | Molto alto il tempo segnato dall'Appia di Bernieri, che va a occupare una delle ultime posizioni della graduatoria assoluta. |
| 23-set | I    | Catania-Etna                         | salita            | 1ª 1001-1150 Gran Turismo   | 19° ass.        | Stefani Silvano     | 28,200        | 17'32”6/10     | 96,446       | Zagato     | --- |
| 29-set | I    | Osimo Scalo-Osimo                    | salita            | 1ª 1001-1150 Gran Turismo   | 23° ass.        | Marini Giovanni     | 5,500         | 3'12”2/5       | 102,910      | Zagato     | Marini precede le Appia Zagato di E. Orsetti e di Riccardo Carafa |
| 29-set | I    | Coppa Junior-I batteria              | pista (Monza)     | Formula Junior              | 8° ass          | Boniardi Alberto    | 33,390        | 15'56”1/10     | 125,723      | Dagrada FJ | Boniardi si classifica all'8º posto, che peraltro è anche l'ultimo. Accede però alla finale. |
| 29-set | I    | Coppa Junior-finale                  | pista (Monza)     | Formula Junior              | 14° ass         | Boniardi Alberto    | 62,010        | 30'55”5/10     | 120,310      | Dagrada FJ | Boniardi si classifica al 14º posto, che peraltro è anche l'ultimo. |
| 6-ott  | I    | Pontedecimo-Giovi                    | salita            | 1ª 1001-1150 Gran Turismo   | 22° ass.        | Perniciaro Girolamo | 9,650         | 6'48”9/10      | 84,959       | Motto      | Buona la prova dell'Appia Motto di Perniciaro, che batte l'Appia Zagato di Riccardo Carafa, la Fiat 1100 Zagato di Salvatore Giglio e la Fairthorpe di Alec Mylonadis. |
| 6-ott  | I    | Alcamo-Monte Bonifato                | salita            | 1ª 1001-1150 Gran Turismo   | 32° ass.        | Raimondo Mario      | 4,400         | 3'41”1/10      | 71,641       | Zagato     | --- |
| 13-ott | I    | Coppa Belvedere                      | salita            | 2ª 701-1150 Gran Turismo    | 20° ass.        | Porcu Umberto       | 8,000         | 6'02”4/10      | 79,470       | Zagato     | --- |
| 20-ott | I    | Sanremo-Poggio dei Fiori             | salita            | 1ª 1001-1150 Gran Turismo   | N.D.            | Vivaldi Giacinto    | 3,900x2       | 5'34”9/10      | 83,845       | Zagato     | Vivaldi precede di 6”4/10 l'altra Appia Zagato di Mario Regis. |
| 17-nov | I    | Corongiu-Campuomu                    | salita            | 3ª 851-1150 Turismo         | 26° ass.        | Casula Tonino       | 4,000         | 4'00”7/10      | 59,825       | Berlina    | Casula, che pure deve cedere alla Mini Cooper di Gianluigi Sorcinelli e alla Innocenti Spider di Ettore Gasperini, se la cava comunque benino e riesce a battere la Fiat 1100 di Alfonso De Riso.                                                                                               |
| 17-nov | I    | Corongiu-Campuomu                    | salita            | 2ª fino a 1150 Gran Turismo | 7° ass.         | Casula Mario        | 4,000         | 3'38”8/10      | 65,813       | Zagato     | Stretto tra le agili Abarth, Mario Casula riesce a precederne due, anche se deve cedere la vittoria, per appena 2”6/10, alla Fiat-Abarth 1000 coupé di Marco Rodriguez. |
| 24-nov | I    | Coppa FISA                           | pista (Monza)     | 1ª fino a 1150 Gran Turismo | ---             | Genovese Salvatore  | 34,500        | 14'53”7/10     | 138,972      | Zagato     | --- |

### 1964
| Data    | Naz. | Nome della corsa                    | Tipo gara         | Risultato di classe         | Posiz. assoluta | Pilota o equipaggio | Percorso (km) | Tempo ottenuto | Media (km/h) | Modello           | Note |
| 22-mar  | I    | Castelgandolfo-Madonna del Tufo     | salita            | 1ª 1001-1150 Gran Turismo   | 42° ass.        | Verginelli Fausto   | 10,100        | 5'38”4/10      | 107,446      | Zagato            | Verginelli precede le Appia Zagato di Alberto Antoniucci, Mario Casula ed Enrico Romanini. |
| 5-apr   | I    | Stallavena-Boscochiesanuova         | salita            | 1ª 1001-1150 Gran Turismo   | 47° ass.        | Regis Mario         | 15,300        | 9'01”5/10      | 101,717      | Zagato            | Regis precede le Appia Zagato di Giovanni Marini, Fausto Verginelli e Umbro Porcu, e la Fairthorpe di Suomi La Valle. |
| 5-apr   | I    | Coppa Monza-1ª batteria             | pista (Monza)     | 4ª Formula 3                | ---             | Ferlaino Corrado    | 33,3905       | N,D,           | N.D.         | De Sanctis-Lancia | Partito in testa, Ferlaino rovina la sua corsa con un testa-coda. |
| 5-apr   | I    | Coppa Monza-2ª batteria             | pista (Monza)     | 6ª Formula 3                | ---             | Casoni Mario        | 33,3905       | N,D,           | N.D.         | Dagrada-Lancia    | --- |
| 19-apr  | I    | Coppa Gran Turismo Shell            | pista (Imola)     | 1ª 1001-1150 Gran Turismo   | ---             | Marini Giovanni     | 50,170        | 24'40”6/10     | 121,985      | Zagato            | Marini lotta per tutta la gara con l'Appia di Mario Casula : alla fine, tra i due, meno di 2” di distacco. |
| 19-apr  | I    | Avola-Avola antica                  | salita            | 1ª 1001-1150 Gran Turismo   | 24° ass.        | “Salve”             | 8,000         | 6'05”4/10      | 78,817       | Zagato            | “Salve” (alias Salvatore Vecchio) precede le Appia Zagato di Matteo Sgarlata e altri. |
| 25-apr  | I    | Circuito del Garda-2ª batteria      | circuito stradale | 10ª Formula 3               | ---             | Caffi Angelo        | 98,400        | N,D,           | N.D.         | Volpini-Lancia    | Caffi è penultimo, davanti alla De Tomaso-Fiat di Giosué Butti. Da notare che le vetture di Caffi e di Butti erano le sole dotate di motore italiano. |
| 25-apr  | I    | Circuito del Garda-finale           | circuito stradale | 9ª Formula 3                | ---             | Caffi Angelo        | 114,800       | N,D,           | N.D.         | Volpini-Lancia    | Caffi è 9° su 11 classificati. |
| 3-mag   | I    | Frascati-Tuscolo                    | salita            | 1ª 701-1150 GranTurismo     | 20° ass.        | Antoniucci Alberto  | 4,200         | 3'23”8/10      | 74,190       | Zagato            | Antoniucci precede la Appia di Giovanni Marini, Fausto Verginelli, Enrico Romanici e Maria Vittoria Immaturo. |
| 7-mag   | I    | Coppa Autieri d'Italia              | pista (Monza)     | 3ª Formula 3                | ---             | Sforni Cesare       | 21,465        | N,D,           | N.D.         | Dagrada           | --- |
| 10-mag  | I    | Pugliano-Vesuvio                    | salita            | 1ª 1001-1150 GranTurismo    | N.D.            | Carafa Riccardo     | 9,200         | 8'36”2/10      | 64,161       | Zagato            | Carafa, praticamente senza avversari nella sua classe, segna un tempo appena accettabile. |
| 10-mag  | I    | Alghero-Scala Piccada               | salita            | 2ª fino a 1150 GranTurismo  | 9° ass.         | Casula Mario        | 8,700         | 5'36”1/10      | 93,186       | Zagato            | Buona prestazione di Casula, che viene battuto dall'Abarth 1000bialbero di Giuseppe Rebaudi ma stacca le altre Appia. Ottima la posizione nell'assoluto, favorita dal fatto che gli ultimi concorrenti partiti, sono stati rallentati dall'aver trovato il fondo stradale inondato dall'olio di un concorrente uscito di strada. |
| 17-mag  | I    | Palermo-Monte Pellegrino            | salita            | 9ª 851-1150 Turismo         | F.T.M.          | Paraino E.          | 8,750         | 7'39”8/10      | 68,508       | Berlina           | L'Appia di Paraino, battuta da 7 Fiat-Abarth 1000 e 1 Ford Anglia, realizza un tempo altissimo, tanto è vero che viene collocata “Fuori Tempo massimo”. |
| 17-mag  | I    | Palermo-Monte Pellegrino            | salita            | 1ª 1001-1150 GranTurismo    | 32° ass.        | Barbagallo Antonino | 8,750         | 6'20”8/10      | 82,720       | Zagato            | --- |
| 31-mag  | I    | Bologna-Passo della Raticosa        | salita            | 1ª 1001-1150 Gran Turismo   | 36° ass.        | Battipaglia         | 32,700        | 23'27”3/10     | 83,649       | Zagato            | Buona gara di Battipaglia, che batte un nugolo di Appia Zagato e la Fairthorpe di Suomi La Valle. |
| 2-giu   | I    | Colle Sant'Eusebio                  | salita            | 1ª 1001-1150 Gran Turismo   | 65° ass.        | Oliva Dante         | 9,300         | 6'29”7/10      | 85,912       | Zagato            | Malgrado un tempo decisamente non eccezionale, Oliva batte abbastanza agevolmente 3 Triumph Spitfire. |
| 7-giu   | I    | Vezzano-Casina                      | salita            | 2ª 701-1150 Gran Turismo    | 51° ass.        | Verginelli Fausto   | 12,500        | 9'10”7/10      | 81,714       | Zagato            | Verginelli, che segna un tempo decisamente alto, è battuto ampiamente dalla Mini Cooper di “Robertino”(al secolo Roberto Benelli). |
| 7-giu   | I    | Cuorgnè-Alpette                     | salita            | 1ª 701-1150 Gran Turismo    | 8° ass.         | Regis Mario         | 6,300         | 5'02”          | 75,099       | Zagato            | Regis, autore di una bella salita, riesce a battere le due recenti Simca-Abarth 1150 e un nugolo di Appia. È addirittura ottavo assoluto. |
| 14-giu  | I    | Mosson-Tresché Conca                | salita            | 1ª 1001-1150 Gran Turismo   | 41° ass.        | Marini Giovanni     | 14,500        | 10'13”4/10     | 85,099       | Zagato            | Marini segna un tempo soddisfacente, battendo le Appia di Battipaglia e di Fausto Verginelli e la Simca-Abarth 1150 di Angelo Rizzo. |
| 14-giu  | I    | Alcamo-Monte Bonifato               | salita            | 1ª 1001-1150 Gran Turismo   | N.D.            | “Salve”             | 4,500         | 3'28”2/10      | 77,809       | Zagato            | --- |
| 21-giu  | I    | Garessio-Colle San Bernardo         | salita            | 2ª 1001-1150 Gran Turismo   | 21° ass.        | Regis Mario         | 6,200         | 4'55”6/10      | 75,507       | Zagato            | L'Appia Zagato di Regis è battuta, per 1”9/10, dalla Simca-Abarth 1150 di Luigi Pozzo. |
| 21-giu  | I    | Circuito del Mugello                | circuito stradale | 1ª 1001-1150 Gran Turismo   | 27° ass.        | Marini Giovanni     | 331,000       | 3h58'03”       | 83,427       | Zagato            | L'Appia zagato di Marini batte di appena mezzo minuto la Simca-Abarth di Angelo Rizzo. |
| 21-giu  | I    | Camucia-Cortona                     | salita            | 3ª 1001-1300 Gran Turismo   | 42° ass.        | Pilli Marcello      | 3,600x2       | 5'55”          | 73,014       | Zagato            | --- |
| 28-giu  | I    | Cosenza-Montescuro                  | salita            | 1ª 1001-1150 Gran Turismo   | 19° ass.        | Marini Giovanni     | 14,000        | 11'41”3/5      | 71,835       | Zagato            | Marini batte di misura le Appia di “Salve”(al secolo Salvatore Vecchio) e di Mario Raimondi. Più staccata l'altra Appia di Oras (alias Orazio Scala). |
| 3/4-lug | I    | 3 Ore notturna di Siracusa          | circuito stradale | 1ª 1001-1150 Gran Turismo   | 11° ass.        | Coco Vito           | 3 ore         | ---            | 93,679       | Zagato            | Coco, che è il solo concorrente classificato della classe 1150 cm³, gareggia assieme alle Alfa Romeo e riesce a difendersi onorevolmente, battendone ben 5 (due Giulietta SZ e tre Giulia). |
| 5-lug   | I    | Bolzano-Passo della Mendola         | salita            | 1ª 1001-1150 Gran Turismo   | 79° ass.        | Casula Mario        | 14,400        | 13'32”7/10     | 63,787       | Zagato            | Casula segna un tempo piuttosto elevato, tuttavia stacca l'Appia Zagato del secondo classificato, Umberto Porcù, di circa 1 minuto. |
| 12-lug  | I    | Trento-Monte Bondone                | salita            | 1ª 1001-1150 Gran Turismo   | N.D.            | Casula Mario        | 17,300        | 15'37”         | 66,467       | Zagato            | Casula supera l'altra Appia Zagato di Giovanni Marini, la 1100 Fiat di “Teed” e l'Appia di Umberto Porcù. |
| 12-lug  | I    | Santo Stefano d'Aspromonte-Gambarie | salita            | 1ª 1001-1150 Gran Turismo   | N.D.            | Raimondo Mario      | 7,830         | 6'39”3/10      | 70,593       | Zagato            | Buon crono per Raimondo, che batte le altre Appia Zagato di Antonio Barbagallo, Iapino e Salvatore Vecchio. |
| 12-lug  | I    | Lago-Montefiascone                  | salita            | 1ª 1001-1150 Gran Turismo   | 19° ass.        | Marini Giovanni     | 5,000         | 3'00”8/10      | 99,557       | Zagato            | Marini precede Fausto Verginelli, Maria Vittoria Ammaturo ed E. Patara, tutti con le Appia Zagato. |
| 19-lug  | I    | Trieste-Opicina                     | salita            | 2ª 1001-1150 Gran Turismo   | 76° ass.        | Porcù Umberto       | 10,150        | 6'07”7/10      | 99,374       | Zagato            | La Mini Cooper di “Robertino” (Roberto Benelli) vince alla grande la classe, distanziando Porcù di quasi 20”. Dietro a Porcù si classificano Fernando Wissel con una Mini Cooper e altre due Appia Zagato. |
| 26-lug  | I    | Cesana-Sestriere                    | salita            | 1ª 1001-1150 Gran Turismo   | 61° ass.        | Regis Mario         | 10,400        | 7'14”5/10      | 86,168       | Zagato            | Mario Regis batte l'Austin-Healey di A.Brena, l'Appia di Enrico Romanini, la Mini Cooper di Ferdinando Wissel, una Triumph Spitfire, la Simca-Abarth 1150 di Luigi Pozzo e l'Appia di Francesco Fiorentino. |
| 26-lug  | I    | Agordo-Frassené                     | salita            | 1ª 1001-1150 Gran Turismo   | 28° ass.        | Romanini Enrico     | 9,000         | 6'40”4/10      | 80,919       | Zagato            | Romanini batte l'Appia Zagato di Umberto Porcù e la vecchia Fiat 1100-103 di F. Alquati. |
| 2-ago   | I    | Valderice-Erice                     | salita            | 1ª 1001-1150 Gran Turismo   | 18° ass.        | Raimondo Mario      | 6,670         | 5'20”2/10      | 74,990       | Zagato            | Raimondo fa un'ottima salita, segnando un tempo che gli vale il 18º posto assoluto. |
| 15-ago  | I    | Popoli-San Benedetto in Perillis    | salita            | 4ª fino a 1150 Gran Turismo | 19° ass.        | “Jacopo”            | 8,000         | 5'37”3/10      | 85,383       | Zagato            | Costrette a correre assieme alle Fiat-Abarth 1000, sicuramente più competitive, le Appia zagato si difendono come possono : “Jacopo” è 4°, Fausto Verginelli è 5°mentre Antonio Albanese è 8° |
| 15-ago  | I    | Popoli-San Benedetto in Perillis    | salita            | 1ª Corsa Formula 3          | 2° ass.         | “Fortunello”        | 8,000         | 4'57”1/10      | 96,937       | De Sanctis        | Malgrado la pioggia che ostacola la marcia delle Formula 3 e delle Sport, Carlo Fabri (“Fortunello”) riesce a piazzarsi al secondo posto assoluto, alle spalle della Simca Abarth 1300 di Secondo Ridolfi. |
| 16-ago  | I    | Avezzano-Monte Salviano             | salita            | 3ª 701-1150 Gran Turismo    | 25° ass.        | Marini Giovanni     | 5,400         | 3'48”4/10      | 85,113       | Zagato            | Battuto da 2 Abarth 1000, Marini ha la meglio sull'Appia Zagato di Fausto Verginelli e su altre Abarth. |
| 16-ago  | I    | Avezzano-Monte Salviano             | salita            | 1ª Corsa Formula 3          | 2° ass.         | “Fortunello”        | 5,400         | 3'21”          | 85,113       | De Sanctis        | Si ripete la classifica della corsa di Popoli svoltasi il giorno prima, con una bella prestazione di “Fortunello”(alias Carlo Fabri) con la De Sanctis di Formula 3 (motorizzata Lancia Appia), che è secondo assoluto dietro alla Abarth-Simca 1300 di Secondo Ridolfi.                                                         |
| 23-ago  | I    | Ascoli-Colle San Marco              | salita            | 1ª 1001-1150 Gran Turismo   | 50° ass.        | Marini Giovanni     | 10,200        | 7'34”          | 80,881       | Zagato            | --- |
| 23-ago  | I    | Malegno-Borno                       | salita            | 2ª 701-1150 Gran Turismo    | N.D.            | Regis Mario         | 8,600         | N.D.           | N.D.         | Zagato            | L'Appia Zagato di Regis è battuta dalla Simca-Abarth 1150 di Luigi Pozzo. |
| 30-ago  | I    | Cividale-Castelmonte                | salita            | 1ª 1001-1150 Gran Turismo   | 26° ass.        | Marini Giovanni     | 7,000         | 5'46”8/10      | 72,664       | Zagato            | Marini precede le Appia Zagato di Umberto Porcù e di Calvino. |
| 30-ago  | I    | Madonna delle Piane-Chieti          | salita            | 4ª fino a 1150 Gran Turismo | 30° ass.        | Orsetti E.          | 6,000         | 4'30”3/5       | 79,822       | Zagato            | L'Appia di Orsetti, che segna un tempo alto, è preceduta da 3 Fiat-Abarth. |
| 13-set  | I    | Coppa del Cimino                    | salita            | 1ª 1001-1150 Gran Turismo   | 23° ass.        | Marini Giovanni     | 10,200        | 5'37”6/10      | 108,767      | Zagato            | --- |
| 20-set  | I    | Targa del Vesuvio                   | salita            | 1ª 1001-1150 Gran Turismo   | N.D.            | Carafa Riccardo     | 9,200         | 8'23”1/10      | 65,831       | Zagato            | --- |
| 20-set  | I    | Coppa Nissena                       | salita            | 1ª 1001-1150 Gran Turismo   | 23° ass.        | Raimondo Mario      | 9,000         | 5'27”1/5       | 99,022       | Zagato            | Raimondo supera un bel numero di altre Appia Zagato e anche due Simca-Abarth 1150. |
| 20-set  | I    | Coppa Nissena                       | salita            | 2ª 1001-1150 Turismo        | N.D.            | Paraino E.          | 9,000         | 6'34”3/5       | 82,108       | Berlina           | L'Appia berlina di Paraino, battuta dalla Innocenti IM3 di Santoro, segna un tempo altissimo, che la pone nelle ultime posizioni della classifica assoluta. Dietro a quella di Piraino, comunque, si piazza un'altra Appia, condotta da Pusateri.                                                                                |
| 27-set  | I    | Coppa del Nevegal                   | salita            | 2ª 1001-1150 Gran Turismo   | 54°             | Porcù Umberto       | 7,500         | 5'51”6/10      | 76,791       | Zagato            | L'Appia Zagato di Porcù viene preceduta dalla Mini Cooper di Ferdinand Wissel ma batte la Simca-Abarth 1150 di Zanchetti (o Zanchetta ?) e la Fulvia berlina di Luigi Berneri. |
| 4-ott   | I    | Osimo Scalo-Osimo                   | salita            | 1ª 1001-1150 Gran Turismo   | 23° ass.        | Marini Giovanni     | 5,500         | 3'10”1/5       | 104,100      | Zagato            | Prestazione brillante di Marini, che batte le Appia Zagato di E. Orsetti, Enrico Romanini e Antonio Albanese. |
| 18-ott  | I    | Guarcino-Campocatino                | salita            | 1ª 1001-1150 Gran Turismo   | N.D.            | Romanini Enrico     | 8,000         | 7'16”2/10      | 66,024       | Zagato            | Romanini batte Riccardo Carafa, anch'egli su Appia Zagato. |
| 18-ott  | I    | Corongiu-Campuomu                   | salita            | 3ª fino a 1150 Gran Turismo | 7°              | Casula Mario        | 4,000         | 3'34”          | 67,289       | Zagato            | Casula, con l'unica Appia in gara, viene battuto dalla Abarth 1000 bialbero di Luigi Biggio e dalla Fiat Abarth 850 di Salvatore Cambaru (o Cambarau) |
| 29-nov  | I    | Sanremo-Poggio dei Fiori            | salita            | 1ª 1001-1150 Gran Turismo   | 36° ass         | Regis Mario         | 3,900x2       | 5'48”5/10      | 80,573       | Zagato            | Vittoria piuttosto facile di Regis sull'altra Appia Zagato di Riccardo Carafa e sulla Fiat 1100 di Edoardo Tenconi. Quarta l'Appia Motto di “Jim Barracuda” |
| 29-nov  | I    | Sanremo-Poggio dei Fiori            | salita            | 4ª 1001-1150 Gran Turismo   | 91° ass         | “Jim Barracuda”     | 3,900x2       | 6'52”5/10      | 68,072       | Motto             | “Jim Barracuda”, forse attardato da qualche problema meccanico, segna un rtempo altissimo, uno dei peggiori in assoluto della giornata. |